# Liste der Biografien/Gros
Liste der Biografien |
Portal Biografien |
Personensuche
# |
A |
B |
C |
D |
E |
F |
G |
H |
I |
J |
K |
L |
M |
N |
O |
P |
Q |
R |
S |
T |
U |
V |
W |
X |
Y |
Z |
?
 
Ga |
Gb |
Gc |
Gd |
Ge |
Gf |
Gh |
Gi |
Gj |
Gk |
Gl |
Gm |
Gn |
Go |
Gp |
Gq |
Gr |
Gs |
Gu |
Gv |
Gw |
Gy |
Gz
 
Gra |
Grb–Grd |
Gre |
Grg |
Gri |
Grj |
Grk |
Grl |
Grm |
Gro |
Grs |
Gru |
Gry |
Grz
 
Groa |
Grob |
Groc |
Grod |
Groe |
Grof |
Grog |
Groh |
Groi |
Groj |
Grok |
Grol |
Grom |
Gron |
Groo |
Grop |
Gros |
Grot |
Grou |
Grov |
Grow |
Groy |
Groz
Die Liste der Biografien führt alle Personen auf, die in der deutschsprachigen Wikipedia einen Artikel haben. Dieses ist eine Teilliste mit 1048 Einträgen von Personen, deren Namen mit den Buchstaben „Gros“ beginnt.

## Gros
- Gros Espiell, Héctor (1926–2009), uruguayischer Politiker
- Gros, Ana (* 1991), slowenische Handballspielerin
- Gros, André (1908–2003), französischer Diplomat und Rechtswissenschaftler
- Gros, Antoine-Jean (1771–1835), französischer Historienmaler
- Gros, Baptiste (* 1990), französischer Skilangläufer
- Gros, Christelle (* 1975), französische Biathletin
- Gros, Claudius (* 1961), deutscher Physiker
- Gros, Daniel (* 1955), deutscher Wirtschaftswissenschaftler und Politologe
- Gros, François (1925–2022), französischer Molekularbiologe
- Gros, François Toussaint (1698–1748), französischer Dichter okzitanischer Sprache
- Gros, Franz (1833–1905), deutscher Verwaltungsjurist und Kreisrat
- Gros, Frédéric (* 1965), französischer Philosoph, Autor und Hochschullehrer
- Gros, Grégoire (* 1981), Schweizer Schauspieler
- Gros, Jacques (1858–1922), Architekt des Historismus
- Gros, Jean-Baptiste Louis (1793–1870), französischer Botschafter
- Gros, Jean-Nicaise (1794–1857), französischer römisch-katholischer Geistlicher und Bischof von Versailles
- Gros, Jochen (* 1944), deutscher Designtheoretiker und Produktdesigner
- Gros, Johann (1809–1892), Landtagsabgeordneter Großherzogtum Hessen
- Gros, Jules (1829–1891), französischer Journalist, Sekretär der Société de géographie, Präsident der Republik Unabhängiges Guyana
- Gros, Jules (1890–1992), französischer Linguist, Spezialist der bretonischen Sprache
- Grós, Jurij (1931–2019), sorbischer Politiker (SED), MdV, Vorsitzender der Domowina
- Gros, Karl Heinrich von (1765–1840), deutscher Jurist und Hochschullehrer
- Gros, Léon-Gabriel (1905–1985), französischer Dichter und Literaturkritiker
- Gros, Louis (1873–1963), französischer Politiker und Résistant
- Gros, Mathilde (* 1999), französische Radsportlerin
- Gros, Mireille (* 1954), schweizerische Künstlerin
- Gros, Océane Avocat (* 1997), französische Skispringerin
- Gros, Oskar (1877–1947), deutscher Pharmakologe
- Gros, Paul (1890–1961), französischer Autorennfahrer
- Gros, Piero (* 1954), italienischer Skirennläufer
- Gros, Pierre (* 1939), französischer Latinist und Klassischer Archäologe
- Gros, Piet (* 1962), niederländischer Chemiker und Kristallograph
- Gros, Wilhelm (1892–1917), deutscher Fußballspieler
- Gros-Gaudenier, Marie-Cécile (* 1960), französische Skirennläuferin

### Grosa
- Grosa, Marko (* 1969), deutscher Polizeibeamter, Bürgermeister der Stadt Leinefelde-Worbis (CDU)
- Grosar, Jaka (* 1978), slowenischer Skispringer
- Grosar, Kiti (* 1976), slowenische Schachspielerin
- Grosart, Alexander Balloch (1827–1899), schottischer Geistlicher und Herausgeber
- Grosaru, Ioan (1972–2007), Unteroffizier in der Rumänischen ArmeeIoan Grosaru (1972–2007)

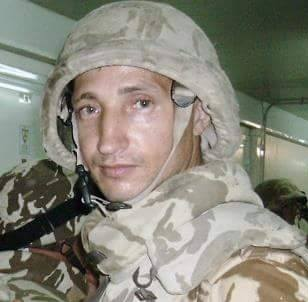
Ioan Grosaru (1972–2007)

- Grosaru, Mircea (1952–2014), rumänischer Politiker

### Grosb
- Grosbard, Ulu (1929–2012), US-amerikanischer Theater- und Filmregisseur
- Grosber, Dorian (* 2006), luxemburgischer Basketballspieler
- Grosberg, Alexander Juljewitsch (* 1949), sowjetischer Biophysiker und Hochschullehrer
- Grosberg, Oskar (1862–1941), deutsch-baltischer Schriftsteller und Journalist
- Grosbøll, Thorkild (1948–2020), dänischer Pfarrer und Autor

### Grosc
- Grosch, Christian (* 1980), deutscher Eishockeyspieler
- Grosch, Christian Heinrich (1801–1865), dänisch-norwegischer Architekt
- Grosch, Clara (1863–1932), deutsch-schweizerische Kunstmalerin
- Grosch, Constantin (* 1992), deutscher Politiker (SPD)
- Grosch, Georg (1895–1987), deutscher Komponist
- Grosch, Georg (1902–1974), deutscher Kirchenmusiker
- Grosch, Georg (1906–1987), deutscher Politiker (SPD), MdL Bayern
- Grosch, Georg Ferdinand (1820–1895), Oberregierungs- und Geheimrat, sowie Mitglied im Direktorium der Main-Neckar-Eisenbahn-Gesellschaft und der Großherzoglich Badischen Staatseisenbahn
- Grosch, Heinrich August (1763–1843), Kupferstecher, Kunstmaler und Zeichenlehrer
- Grosch, Heinz (1930–2018), deutscher evangelischer Theologe, Religionspädagoge und Publizist
- Grosch, Hermann (* 1844), deutscher Hofuhrmacher und Elektrotechniker
- Grosch, Jonas (* 1981), deutscher FilmregisseurJonas Grosch (* 1981)

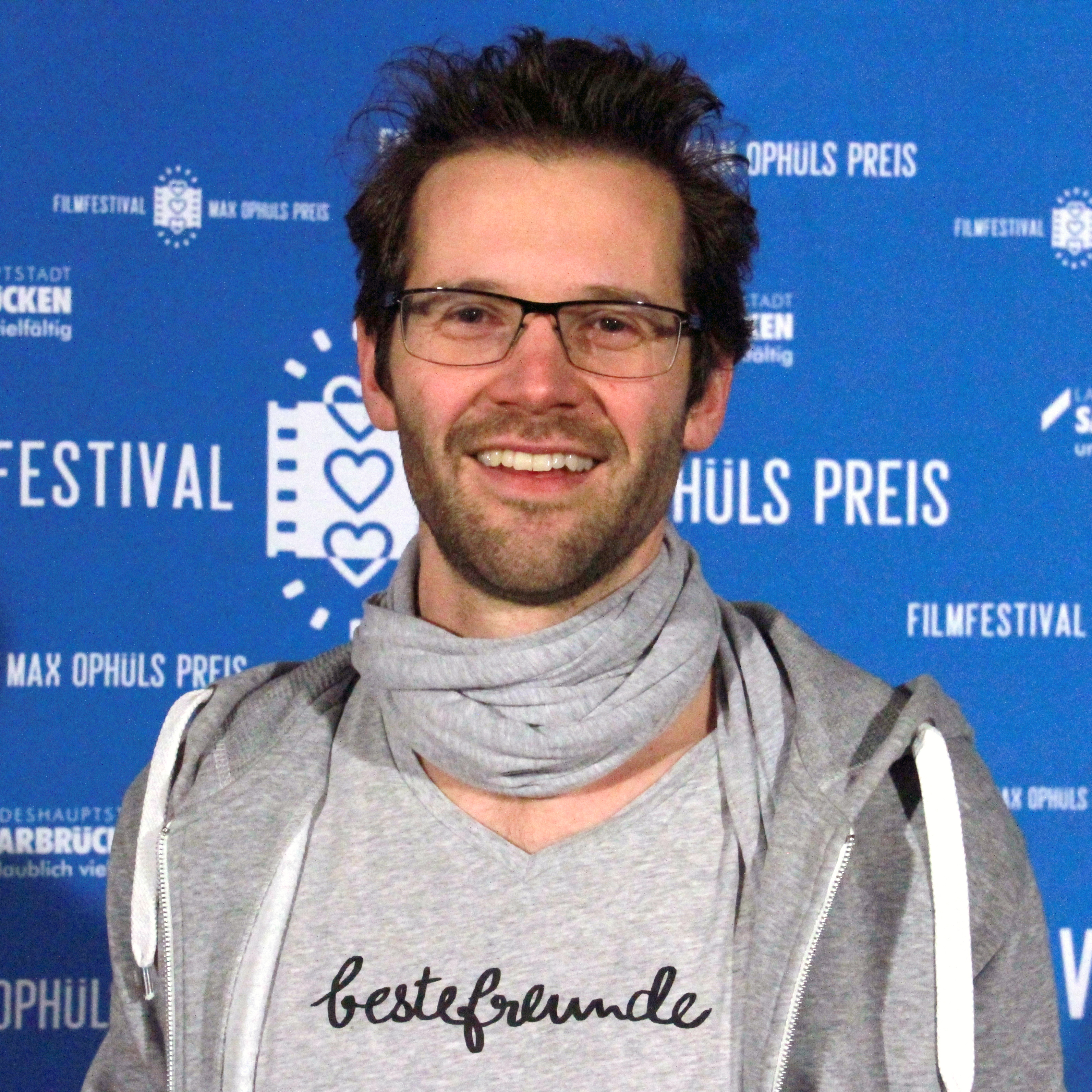
Jonas Grosch (* 1981)

- Grosch, Josef (1878–1941), deutscher Jurist und Landrat des Landkreises Vilshofen
- Grosch, Karla (1904–1933), deutsche Tänzerin und Lehrerin am Bauhaus
- Grösch, Marius (* 1994), deutscher Fußballspieler
- Grosch, Mathieu (* 1950), belgischer Politiker, MdEP
- Grosch, Max (* 1974), deutsch-amerikanischer Jazzmusiker (Violine)
- Grosch, Mike Leon (* 1976), deutscher PopsängerMike Leon Grosch (* 1976)

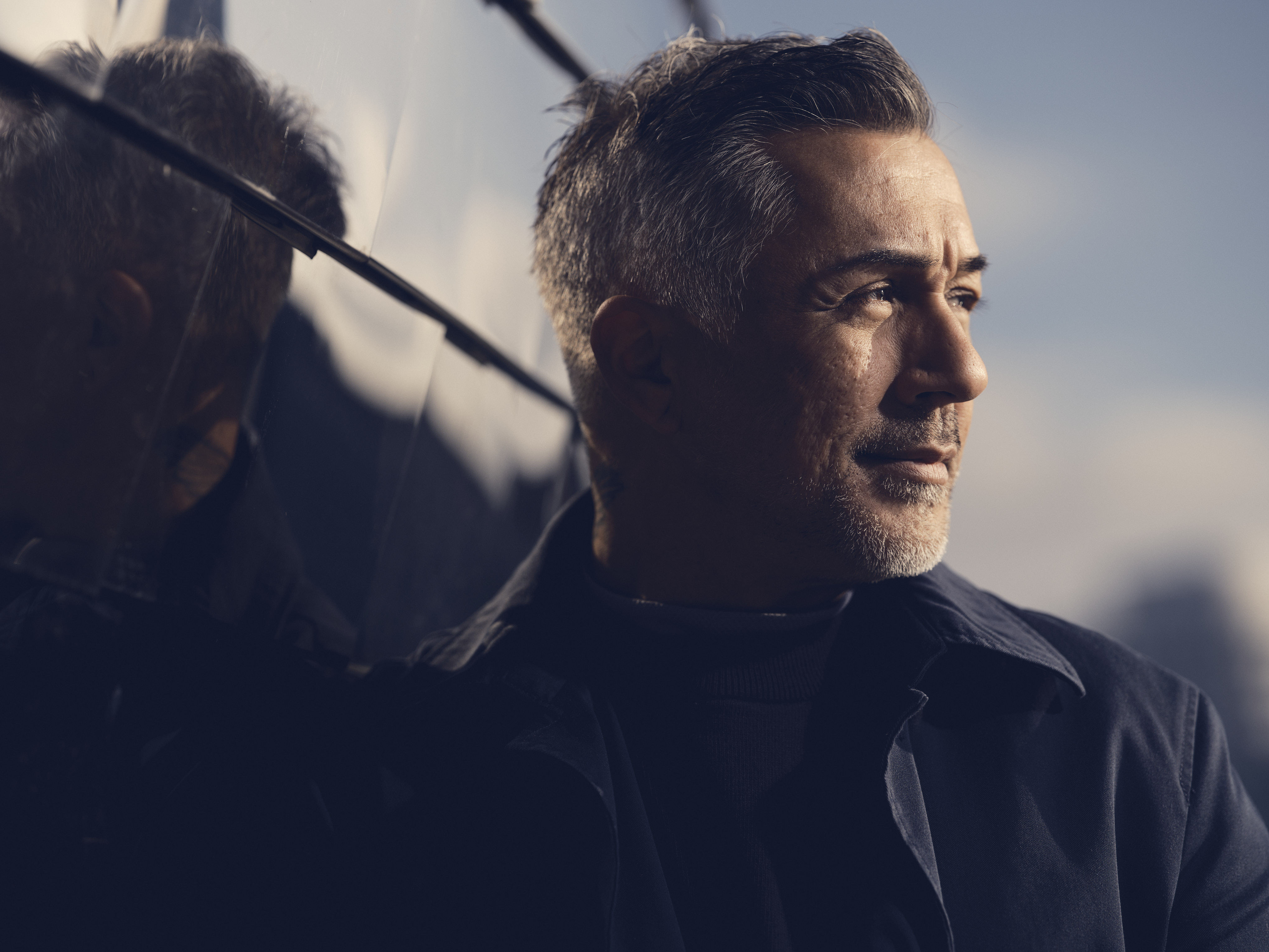
Mike Leon Grosch (* 1976)

- Grosch, Minni (1879–1963), deutsche Schriftstellerin
- Grosch, Nils (* 1966), deutscher Musikwissenschaftler
- Grosch, Raphael (* 1978), belgischer Schauspieler
- Grosch, Rudolf (1837–1911), deutscher Unternehmer
- Grösch, Rudolf (* 1944), deutscher Politiker (Die Grünen), MdL
- Grosch, Waldemar (* 1958), deutscher Historiker
- Grosch, Werner (1934–2023), deutscher Lebensmittelchemiker
- Grosch, Wolfgang (1906–1988), deutscher Architekt, Leiter des Baubüros des KZ Buchenwald, SS-Offizier und Mitglied der NSDAP
- Groschang, Sascha, US-amerikanische Cellistin
- Grosche, Alfred (* 1950), deutscher Skispringer
- Grosche, Eric (* 1989), deutscher Volleyballspieler
- Grosche, Erwin (* 1955), deutscher Kabarett- und Kleinkünstler
- Grösche, Fritz (1941–2010), deutscher Fußballtrainer
- Grosche, Hildegard (1913–2006), deutsche Verlegerin und Übersetzerin
- Grosche, Ines (* 1928), deutsche Politikerin (CDU der DDR)
- Grosche, Nils (* 1982), deutscher Jurist
- Grosche, Robert (1888–1967), deutscher römisch-katholischer Theologe
- Groschek, Michael (* 1956), deutscher Politiker (SPD), MdL, MdB
- Gröschel, André (* 1983), deutscher Chemiker
- Gröschel, Bernhard (1939–2009), deutscher Sprachwissenschaftler und Slawist
- Gröschel, Cornelia (* 1987), deutsche SchauspielerinCornelia Gröschel (* 1987)

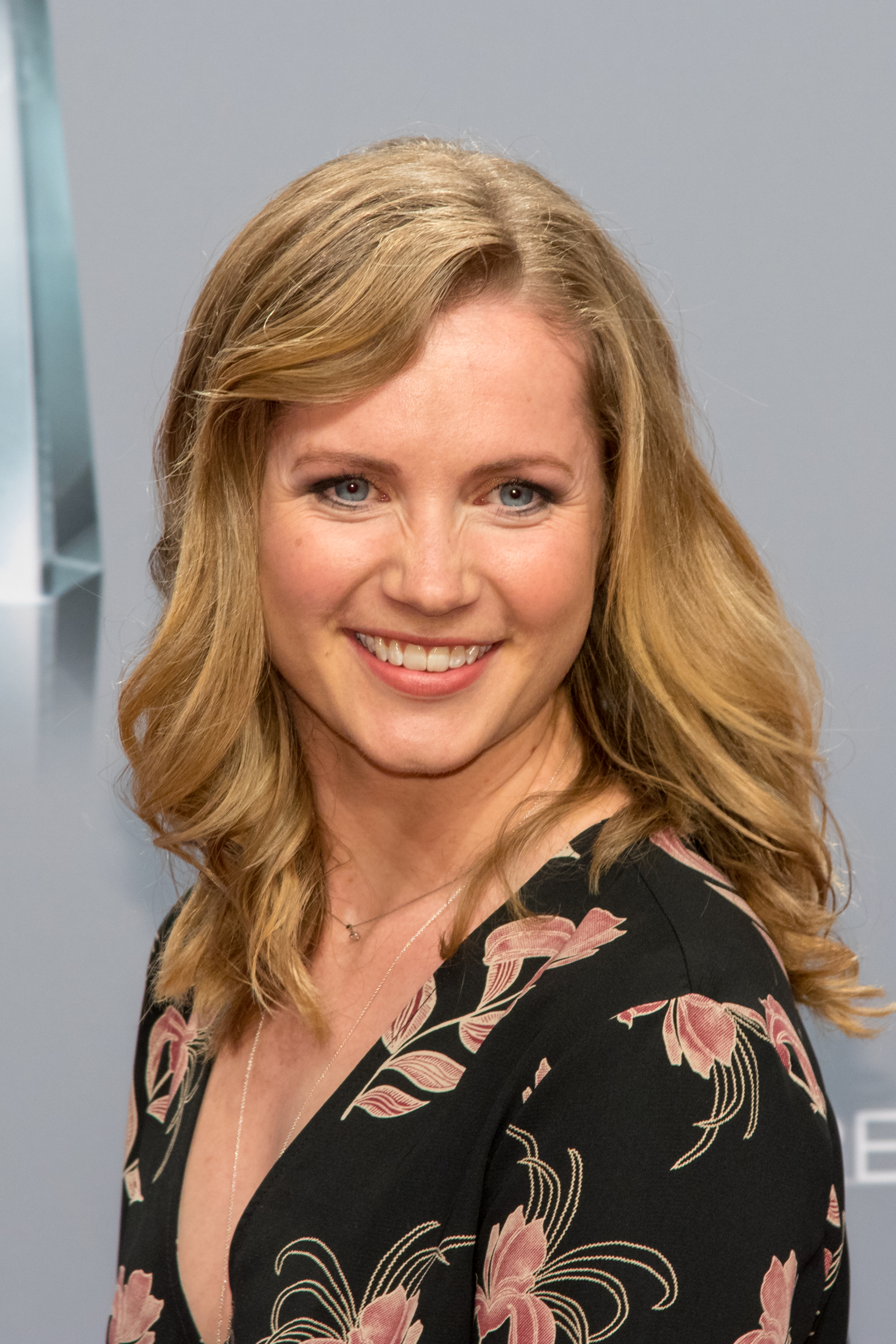
Cornelia Gröschel (* 1987)

- Gröschel, Ernst (1918–2000), deutscher Pianist
- Gröschel, Sepp-Gustav (* 1943), deutscher Klassischer Archäologe
- Gröschel, Tom (* 1991), deutscher Leichtathlet
- Gröschel-Stewart, Ute (1932–2017), deutsche Biologin
- Groschew, Jewgeni Nikolajewitsch (1937–2013), russischer Eishockeyspieler
- Groschke, Alexander (1821–1871), deutscher Verwaltungsbeamter und Parlamentarier
- Gröschke, Gerhardt (1948–1995), deutscher Theaterwissenschaftler und Dramaturg
- Gröschl, Tamás (* 1980), ungarischer Eishockeyspieler
- Groschlag zu Dieburg, Balthasar von († 1535), Domkapitular des Mainzer Domkapitels
- Groschlag zu Dieburg, Friedrich Carl Willibald von (1729–1799), Diplomat
- Groschlag zu Dieburg, Philipp Carl Anton von (1691–1757), Freiherr zu Dieburg und Präsident des Reichskammergerichts zu Wetzlar
- Gröschler, Peter (* 1967), deutscher Jurist und Hochschullehrer
- Gröschner, Alexander (* 1977), deutscher Pädagoge
- Gröschner, Annett (* 1964), deutsche Schriftstellerin und JournalistinAnnett Gröschner (* 1964)

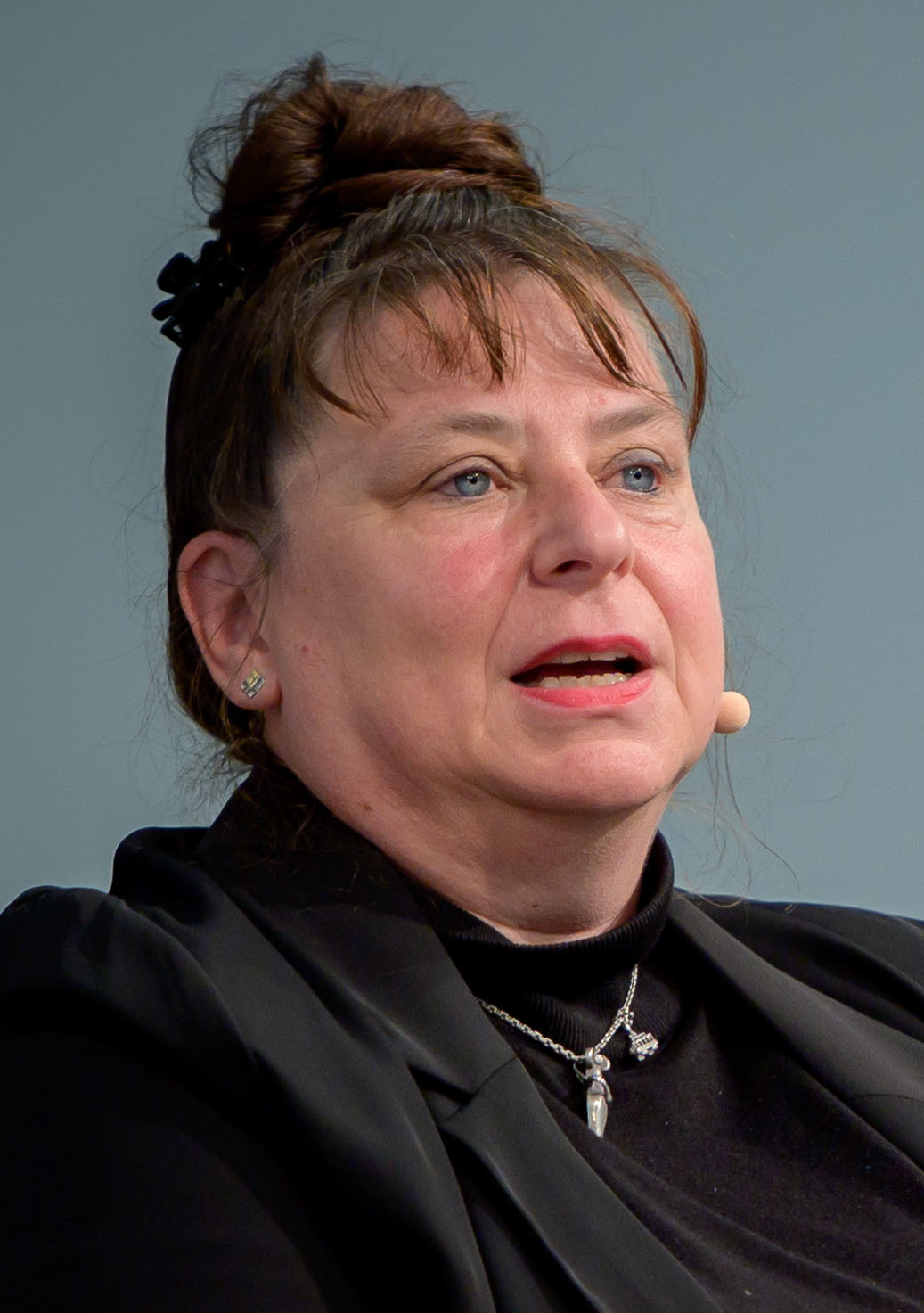
Annett Gröschner (* 1964)

- Gröschner, Rolf (* 1947), deutscher Jurist, Hochschullehrer und Bandmitglied
- Groschopp, Anja (* 1972), deutsche Handballspielerin
- Groschopp, Horst (* 1949), deutscher Kulturwissenschaftler
- Groschopp, Richard (1906–1996), deutscher Filmregisseur, Drehbuchautor, Kameramann und Filmeditor
- Groschuff, Erich (1874–1921), deutscher Chemiker
- Groschuff, Friedrich (1701–1784), deutscher Philologe
- Groschup, Sabine (* 1959), österreichische Künstlerin, Filmemacherin und Autorin
- Groschupf, Johannes (* 1963), deutscher Schriftsteller und Journalist
- Groschupp, Ferdinand Eduard (1850–1933), Ingenieur, Geheimer Regierungsrat, Mitglied des Reichspatentamtes
- Grosclaude, Louis-Aimé (1784–1869), Schweizer Genre- und Porträtmaler
- Groscurth, Anneliese (1910–1996), deutsche Ärztin und Widerstandskämpferin
- Groscurth, Georg (1904–1944), deutscher Arzt und Widerstandskämpfer
- Groscurth, Helmuth (1898–1943), deutscher Offizier der Wehrmacht und aktiver Widerstandskämpfer gegen den NationalsozialismusHelmuth Groscurth (1898–1943)

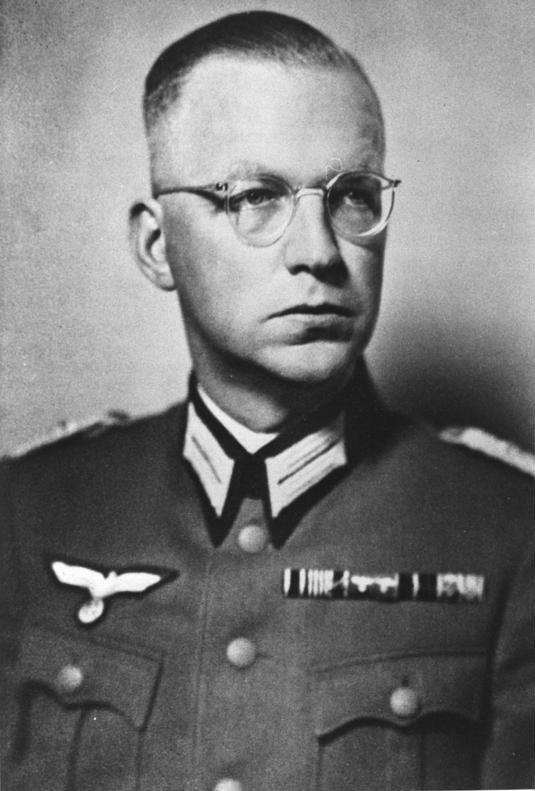
Helmuth Groscurth (1898–1943)

- Groscurth, Reinhard (1866–1949), deutscher evangelischer Theologe

### Grosd
- Grosdewa, Marija (* 1972), bulgarische Sportschützin
- Grosdowa, Swetlana Christoforowna (* 1959), sowjetische Turnerin

### Grose
- Grose, Andrew, britischer Schauspieler
- Grose, Bernd (1933–2019), deutscher Architekt
- Grose, David F. (1944–2004), US-amerikanischer klassischer Archäologe
- Grose, Francis (1731–1791), englischer Antiquar, Zeichner und Lexikograf
- Grose, Francis (1758–1814), britischer Offizier und Vizegouverneur von New South Wales
- Grose, Frank (1909–1952), neuseeländischer Radrennfahrer
- Grose, Michael Ehregott (1747–1795), deutscher Organist und Musikpädagoge
- Grošek, Michal (* 1975), tschechischer Eishockeyspieler
- Grošelj, Klemen (* 1976), slowenischer Verteidigungswissenschaftler, Politiker und Europaabgeordneter
- Groselle, Geoffrey (* 1993), US-amerikanisch-polnischer Basketballspieler
- Grosenick, Troy (* 1989), US-amerikanischer Eishockeytorwart
- Grosenick, Uta (* 1960), deutsche Verlegerin
- Grosew, Christo (* 1969), bulgarischer InvestigativjournalistChristo Grosew (* 1969)

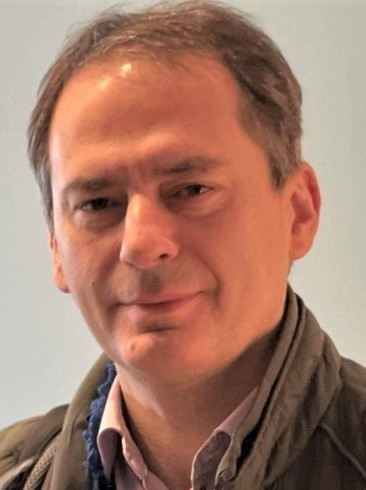
Christo Grosew (* 1969)

- Grosew, Jonko (* 1965), bulgarischer Jurist und Richter am Europäischen Gerichtshof für Menschenrechte
- Grosewsky, Theodor Robert (1823–1866), deutschbaltischer Dichter und Landschaftsmaler

### Grosg
- Grosgurin, Daniel (* 1949), Schweizer Cellist

### Grosh
- Grosheide, Hans (1930–2022), niederländischer Politiker (ARP und CDA)
- Grosheim, Georg Christoph (1764–1841), deutscher Dirigent, Bratscher, Komponist und Musikschriftsteller
- Grosheintz, Pierre (1906–1992), Schweizer Staatsbeamter
- Grosholz, Friedrich Carl Michael (1810–1888), deutscher Geometer und Unternehmer
- Groshong, Dan (1962–2017), US-amerikanischer Journalist und Fotograf

### Grosi
- Grosi (* 1973), Schweizer Comedian, Sänger und Entertainer
- Grosicka, Kornelia (* 1999), polnische Fußballspielerin
- Grosicki, Kamil (* 1988), polnischer Fußballspieler
- Grosics, Gyula (1926–2014), ungarischer FußballtorhüterGyula Grosics (1926–2014)

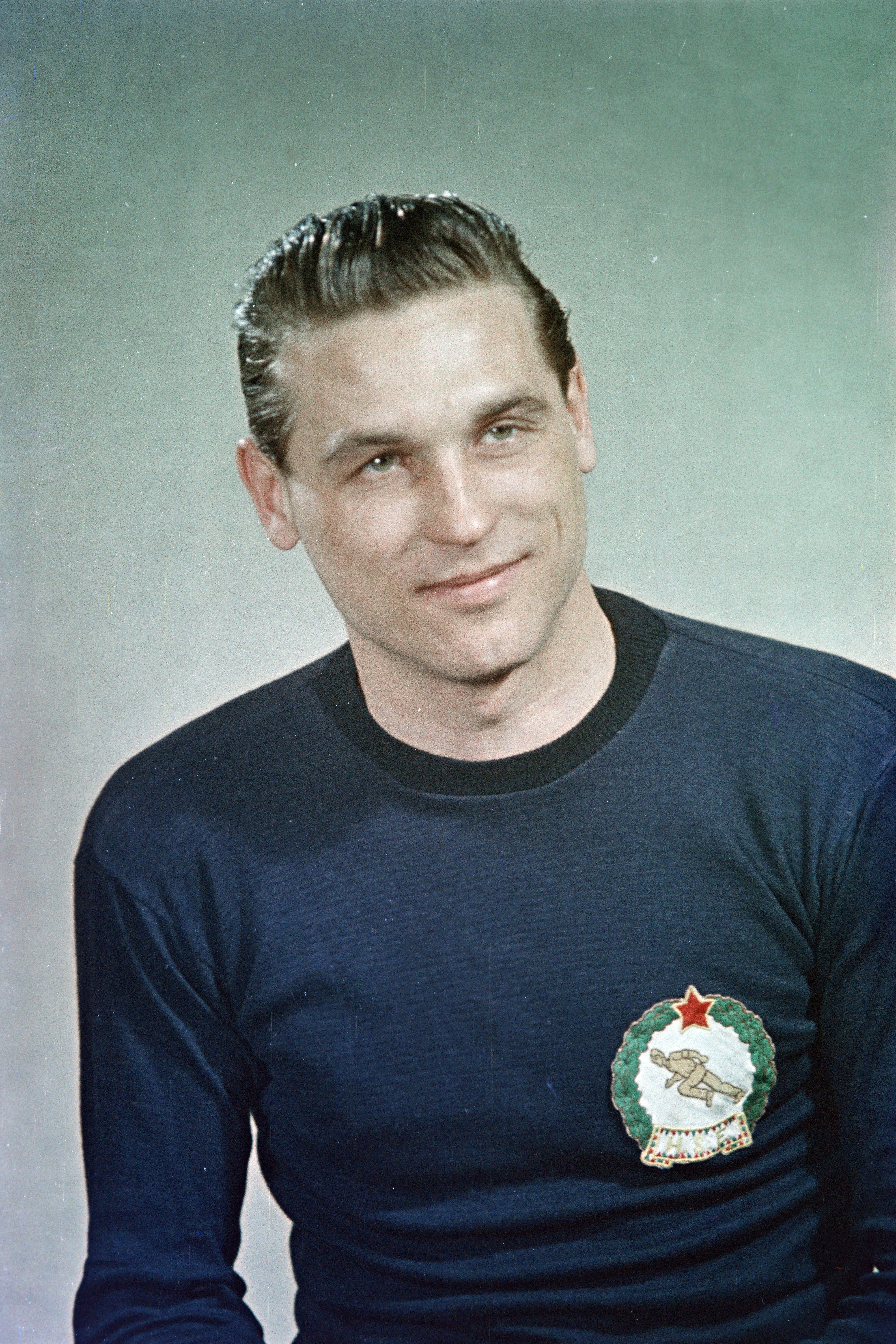
Gyula Grosics (1926–2014)

### Grosj
- Grosjean, Carlos (1929–2004), Schweizer Politiker (FDP)
- Grosjean, Ernest (1844–1936), französischer Organist und Komponist
- Grosjean, Fernand (1924–2015), Schweizer Skirennfahrer
- Grosjean, François (* 1946), französischer Linguist
- Grosjean, Georges (1921–2002), Schweizer Historiker, Geograph und Museumsdirektor
- Grosjean, Irène (1930–2024), französische Naturheilpraktikerin
- Grosjean, Jean (1912–2006), französischer Schriftsteller, Herausgeber und Übersetzer
- Grosjean, Joris (* 1993), französischer Badmintonspieler
- Grosjean, Marc (* 1958), belgischer Fußballspieler
- Grosjean, Marion Jollès (* 1981), französische Journalistin und TV-Moderatorin
- Grosjean, Matthew (* 1970), US-amerikanischer Skirennläufer
- Grosjean, Roger (1920–1975), französischer Archäologe
- Grosjean, Romain (* 1986), französisch-schweizerischer AutomobilrennfahrerRomain Grosjean (* 1986)

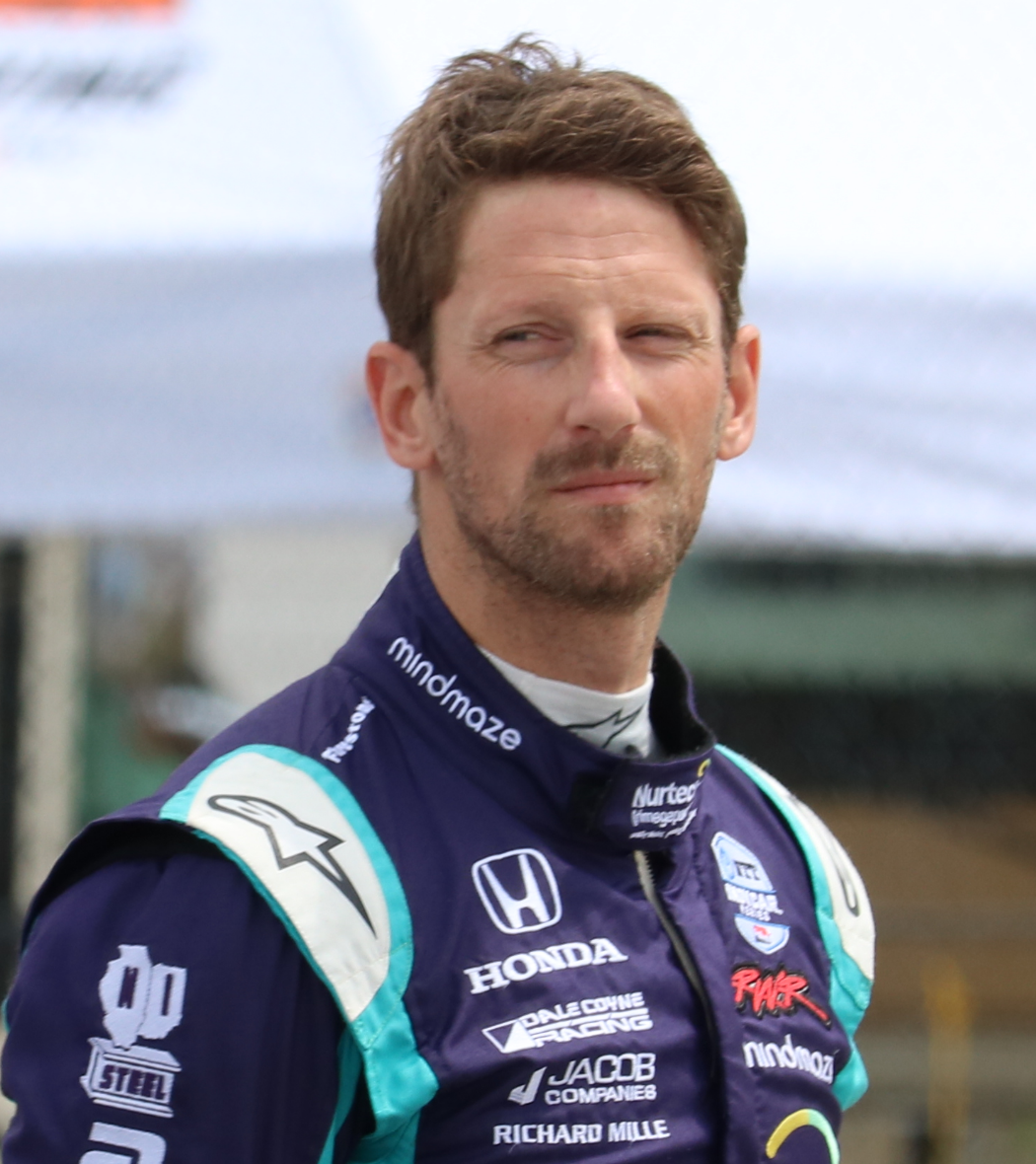
Romain Grosjean (* 1986)

- Grosjean, Sébastien (* 1978), französischer Tennisspieler
- Grosjean, Sylvain (* 1990), französischer Badmintonspieler

### Grosk
- Groskamp, Wim (1886–1974), niederländischer Fußballspieler
- Groskop, Viv (* 1973), britische Comedian und Journalistin
- Groskopff, Gerhard (1803–1876), deutscher Rechtsanwalt und Parlamentarier
- Groskurd, Christian Heinrich (1747–1806), deutscher Pädagoge und Autor
- Groskurd, Christoph Gottlieb (1770–1834), deutscher Pädagoge und Autor
- Groskurt, Ulla (* 1947), deutsche Politikerin (SPD), MdL

### Grosl
- Grosley, Pierre-Jean (1718–1785), französischer Literat, Jurist und Enzyklopädist
- Groslier, Bernard Philippe (1926–1986), französischer Kunsthistoriker und Archäologe
- Groslier, George (1887–1945), französischer Kunsthistoriker
- Groslot, Robert (* 1951), belgischer Pianist, Dirigent und Komponist

### Grosm
- Grosman, Friedrich Wilhelm (1816–1879), deutscher Jurist und Politiker (Zentrum), MdR
- Grosman, Ladislav (1921–1981), slowakischer Schriftsteller
- Grosman, Nicola Philipp (1817–1897), deutscher Jurist und Politiker (Zentrum), MdR
- Grosmont, Henry of, 1. Duke of Lancaster († 1361), Mitglied des englischen Königshauses, sowie Diplomat, Politiker und SoldatHenry of Grosmont, 1. Duke of Lancaster († 1361)

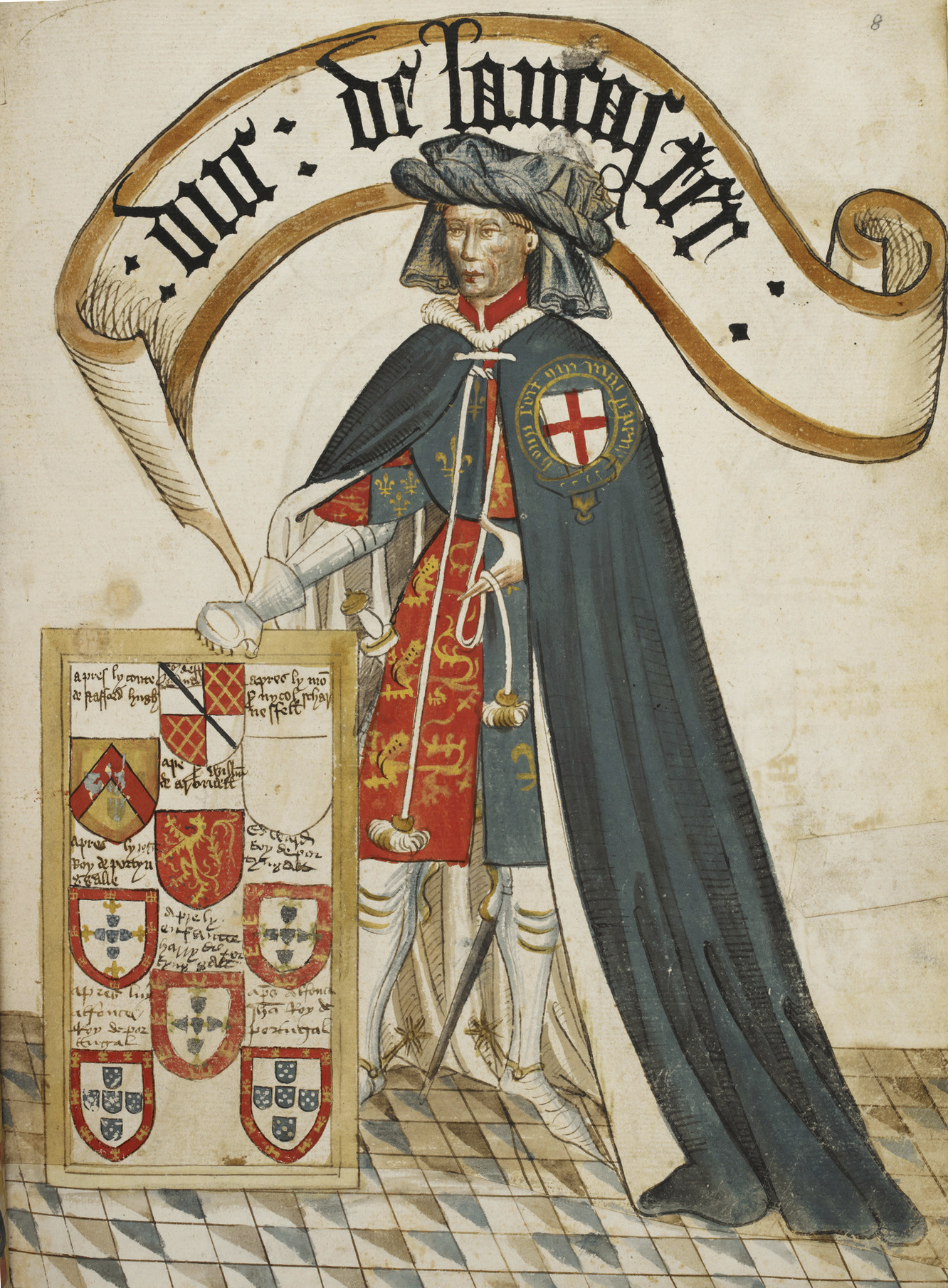
Henry of Grosmont, 1. Duke of Lancaster († 1361)

### Grosn
- Grosnet, Pierre († 1540), französischer Schriftsteller

### Grosp
- Grospe, Leonard (* 2001), philippinischer Leichtathlet
- Grospellier, Bertrand (* 1981), französischer Pokerspieler und E-Sportler
- Grospierre, Achille (1872–1935), Schweizer Politiker, Gewerkschafter und Uhrmacher
- Grospietsch, Florian (* 1789), deutscher Maler
- Grospiron, Edgar (* 1969), französischer Skisportler
- Grospitz, Thoralf (* 1963), deutscher Biologe, Tierfilmer, Kameramann, Regisseur und Produzent

### Grosr
- Grosrichard, Alain (* 1941), französischer Literaturwissenschaftler und Psychoanalytiker

### Gross

#### Gross G
- Groß gen. von Schwarzhoff, Dietrich Christoph von (1810–1896), deutscher Verwaltungsbeamter und Politiker
- Groß genannt von Schwarzhoff, Julius von (1850–1901), preußischer Generalmajor und Chef des Generalstabes des Armeeoberkommandos in Ostasien

#### Gross V
- Groß von Trockau, Auguste (1845–1915), deutsche Schriftstellerin
- Groß von Trockau, Johann Gottfried (1687–1750), deutscher Bischof und Weihbischof in Eichstätt
- Groß von Trockau, Joseph Heinrich (1766–1850), Freiherr, Komtur des Deutschen Ordens, Oberamtmann im Hochstift Bamberg

#### Gross Z
- Groß zu Trockau, Adam Friedrich (1758–1840), deutscher Bischof

#### Gross, A – Gross, Y

##### Gross, A
- Groß, Adam († 1645), deutscher Geistlicher
- Groß, Adele (* 1853), österreichische Theaterschauspielerin
- Gross, Adi (* 1961), österreichischer Politiker (GRÜNE), Bundesrats-Mitglied
- Groß, Adolf (1835–1904), deutscher Ingenieur und Hochschullehrer
- Groß, Adolf von (1845–1931), Mäzen Richard Wagners, Finanzverwalter der Bayreuther Festspiele
- Gross, Alan (* 1949), US-amerikanischer Entwicklungshelfer, in Kuba wegen Staatsgefährdung verurteilt
- Gross, Alan G. (1936–2020), US-amerikanischer Philosoph
- Gross, Albrecht David Gabriel von (1757–1809), Schweizer Offizier und Militärschriftsteller
- Groß, Alexander (1931–2019), deutscher Pädagoge und Akademieleiter
- Groß, Alexander (* 1959), deutscher Eishockeyspieler
- Gross, Alfons (1916–1989), deutscher SS-Hauptscharführer und Arbeitsdienstführer im KZ Mauthausen
- Groß, Alfred (1885–1976), deutscher Richter
- Groß, Alfred (1893–1949), deutscher Lehrer und Kommunalpolitiker (NSDAP)
- Gross, Alfred (1918–2000), US-amerikanischer Elektroingenieur
- Groß, Alfred (* 1945), deutscher Politiker (FDJ/SED)
- Gross, Alfred (* 1949), deutscher Cembalist, Clavichordist und Fortepianist
- Gross, Alina (* 1980), deutsche Fotografin
- Groß, Amelie (* 1987), österreichische Unternehmerin und Wirtschaftskammerfunktionärin
- Gross, Andreas (* 1952), Schweizer Politiker und Nationalrat (SP)
- Gross, Andrew (* 1969), US-amerikanischer Komponist
- Groß, Anna (* 1982), deutsche Fernsehmoderatorin
- Groß, Anne (* 1963), deutsche Juristin, Verwaltungsrichterin und Gerichtspräsidentin
- Gross, Anthony († 1984), englischer Maler, Bildhauer und Porträtzeichner
- Gross, Aribert (1935–2007), deutscher Tischler, Erzieher und Künstler
- Gross, Arye (* 1960), US-amerikanischer SchauspielerArye Gross (* 1960)

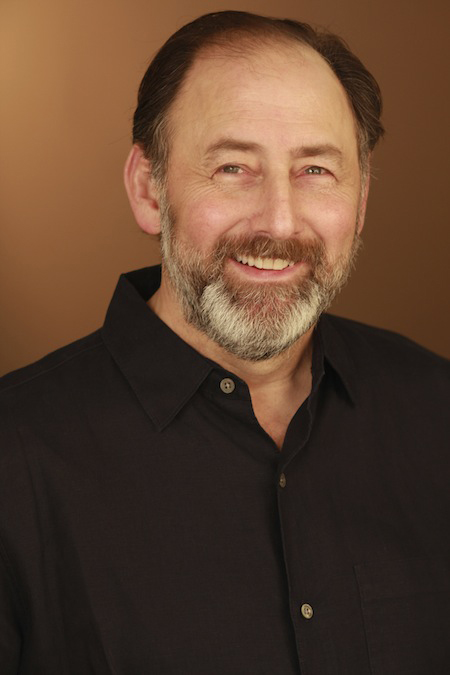
Arye Gross (* 1960)

- Groß, August (* 1917), deutscher Fußballspieler

##### Gross, B
- Gross, Babette (1898–1990), deutsche Publizistin
- Gross, Barbara (* 1946), deutsche Galeristin
- Gross, Barbara (* 1953), österreichische Politikerin (SPÖ), Landtagspräsidentin
- Gross, Benedict (* 1950), US-amerikanischer Mathematiker
- Groß, Benedikt (* 1980), deutscher Designer und Hochschullehrer
- Groß, Benno (* 1957), deutscher Turner
- Groß, Bernhard (* 1965), deutscher Arzt, Sanitätsoffizier, Generalarzt der Luftwaffe und Leiter des Zentrums für Luft- und Raumfahrtmedizin der Luftwaffe
- Gross, Bertram Myron (1912–1997), US-amerikanischer Soziologe
- Groß, Bruno (1900–1946), deutscher römisch-katholischer Geistlicher und Märtyrer

##### Gross, C
- Groß, Carl (1800–1842), österreichischer Musiker und Beamter
- Groß, Carl (1800–1873), deutscher Jurist und Politiker
- Gross, Carl (1903–1972), deutscher Maler und Grafiker
- Gross, Carl (1932–2022), deutscher Schlagersänger
- Gross, Chaim (1904–1991), US-amerikanischer Bildhauer und Zeichner
- Gross, Charles (* 1934), US-amerikanischer Filmkomponist
- Gross, Chester H. (1888–1973), US-amerikanischer Politiker
- Gross, Chita (* 1962), niederländische Judoka
- Groß, Christian (1601–1673), deutscher lutherischer Theologe, Generalsuperintendent in Hinterpommern
- Gross, Christian (* 1954), Schweizer Fußballspieler und -trainerChristian Gross (* 1954)

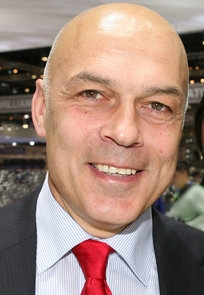
Christian Gross (* 1954)

- Groß, Christian (* 1989), deutscher FußballspielerChristian Groß (* 1989)

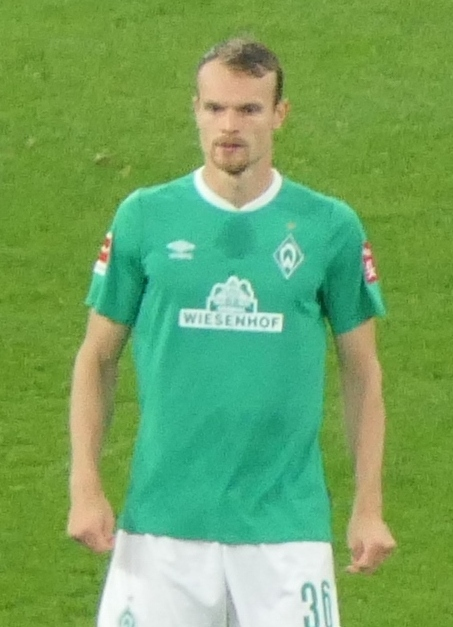
Christian Groß (* 1989)

- Gross, Christoph (* 1988), österreichischer American-Football-Spieler

##### Gross, D
- Gross, David (* 1941), US-amerikanischer Physiker und Träger des Nobelpreises für Physik 2004
- Groß, David (* 1978), österreichischer Filmemacher, Journalist und Aktivist
- Gross, David (* 1996), Schweizer Unihockeyspieler
- Gross, Detlev (* 1957), deutscher Rechtsanwalt und Sachbuchautor
- Groß, Dieter (* 1942), deutscher Gespannfahrer, Ausbilder, Richter im Fahrsport
- Groß, Dieter (* 1949), deutscher Politiker (Die Linke), Landtagsabgeordneter in Brandenburg
- Gross, Dietmar (* 1957), deutscher Maler des Phantastischen Realismus
- Groß, Dirk (* 1964), deutscher Volleyball-Trainer
- Groß, Dominik (* 1964), deutscher Mediziner, Medizinethiker und Medizinhistoriker

##### Gross, E
- Groß, Eberhard (* 1953), deutscher Physiker
- Groß, Edgar (1886–1970), deutscher Theaterwissenschaftler und Intendant
- Gross, Edith (* 1929), bildende Künstlerin
- Gross, Ejnar (1895–1962), dänischer Maler
- Groß, Elisabeth (1899–1944), deutsche Hausfrau und Opfer der NS-Justiz
- Gross, Elvira (1954–2005), deutsche Botanikerin
- Gross, Emanuel (1868–1928), österreich-ungarischer bzw. tschechoslowakischer Hochschullehrer für Landwirtschaft
- Groß, Emil (1866–1949), deutscher Kommunalpolitiker, Bezirksbürgermeister von Berlin-Tempelhof
- Groß, Emil (1904–1967), deutscher Verleger und Politiker (SPD), MdL
- Groß, Engelbert (1938–2020), deutscher Religionspädagoge, römisch-katholischer Priester und Theologe, Autor
- Gross, Ernest A. (1906–1999), US-amerikanischer Diplomat und Rechtsanwalt
- Groß, Ernst (1872–1930), Direktor des Danziger Volkstages
- Gross, Erwin (* 1870), evangelisch-lutherischer Geistlicher, deutsch-baltischer Bekenner
- Gross, Erwin (* 1953), deutscher Maler und Hochschullehrer
- Gross, Eugen (* 1933), österreichischer Architekt
- Gross, Eugene (1926–1991), US-amerikanischer theoretischer Physiker
- Gross, Eva, polnische Filmschauspielerin
- Groß, Evelin (* 1958), deutsche Politikerin (CDU), MdL
- Gross, Ezra C. (1787–1829), US-amerikanischer Jurist und Politiker

##### Gross, F
- Gross, Fabius (1906–1950), österreichischer Meeresbiologe
- Groß, Felix (* 1998), deutscher RadsportlerFelix Groß (* 1998)

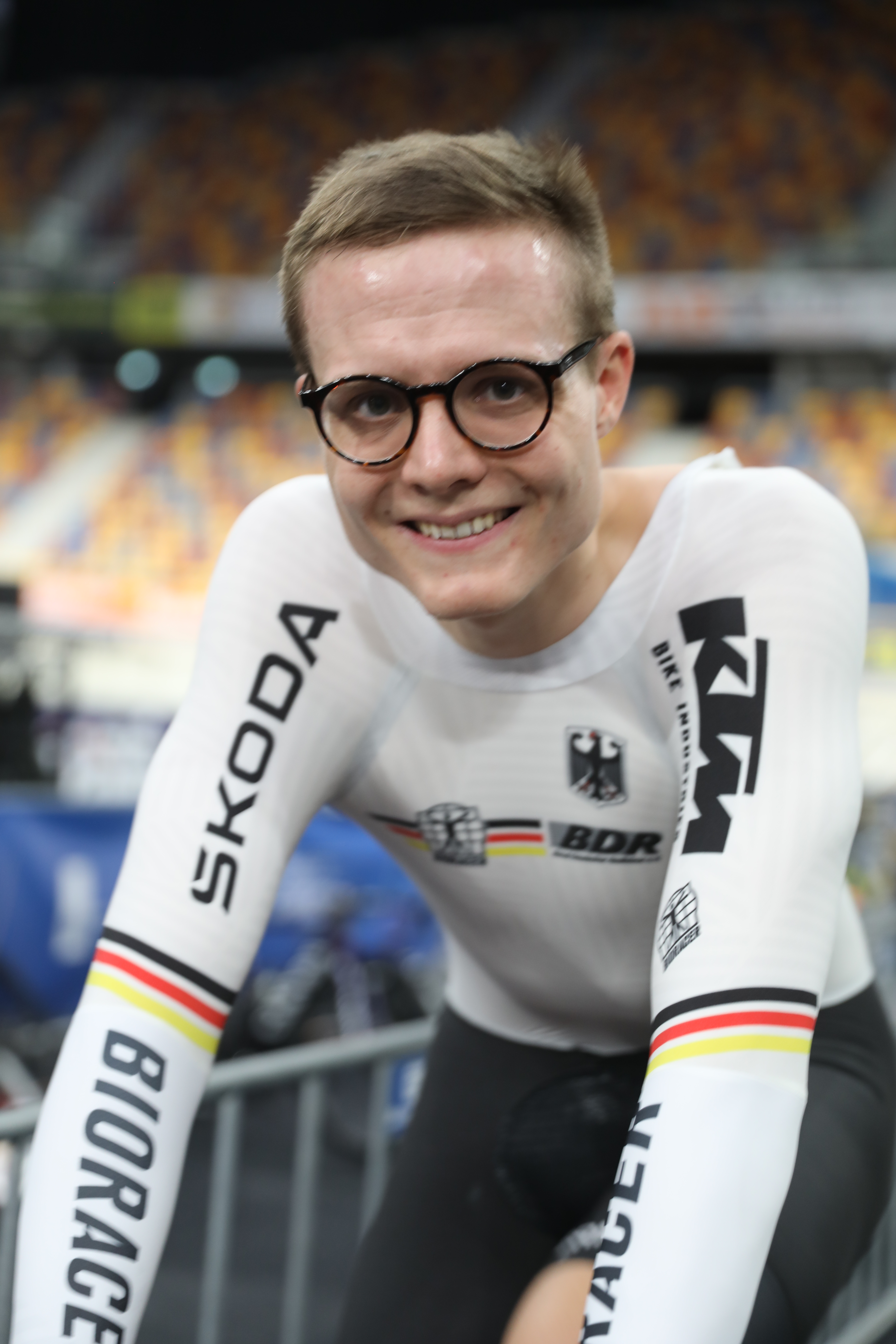
Felix Groß (* 1998)

- Groß, Ferdinand (1835–1909), österreichischer Opernsänger (Tenor) und Theaterregisseur
- Gross, Ferdinand (1848–1900), österreichischer Journalist, Schriftsteller und Dramatiker
- Gross, François (1931–2015), Schweizer Journalist
- Gross, Franz (1815–1890), österreichischer Notar, Politiker und Bürgermeister von Wels
- Gross, Franz (1913–1984), deutscher Pharmakologe
- Gross, Franz (* 1937), US-amerikanischer theoretischer Physiker
- Gross, Franz Gabriel von (1715–1785), holländischer geadelter Generalmajor und Kommandant von Namur
- Groß, Friedbert (* 1937), deutscher Musikpädagoge, Komponist und Politiker (DDR-CDU, CDU), MdL
- Groß, Friederike (* 1965), deutsche Malerin, Karikaturistin und Hochschullehrerin
- Gross, Friedrich (* 1939), deutscher Kunsthistoriker
- Groß, Friedrich Bernhard Adam (1783–1861), deutscher Architekt und württembergischer Oberbaurat sowie Referent
- Gross, Friedrich Ulrich (1729–1796), deutscher Diplomat in russischen Diensten
- Groß, Fritz (1897–1946), deutscher Redakteur und Schriftsteller

##### Gross, G
- Groß, Gabi, deutsche Fußballtorhüterin
- Gross, Garry (1937–2010), US-amerikanischer FotografGarry Gross (1937–2010)

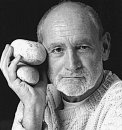
Garry Gross (1937–2010)

- Gross, Georg (1909–1985), deutscher Politiker (SRP), MdBB
- Groß, Georg Peter (1782–1858), deutscher Kunstmaler und Zeichner
- Groß, Georg Peter (1829–1890), deutscher Bürgermeister, Mitglied des Provinziallandtages der Provinz Hessen-Nassau
- Groß, Gerald (* 1964), österreichischer TV-Moderator
- Gross, Gerd (* 1948), deutscher Dermatologe und Venerologe
- Groß, Gerhard P. (* 1958), deutscher Militärhistoriker und Oberst
- Groß, Gottlob (1811–1877), deutscher Glasermeister und Politiker, MdL
- Gross, Grete (* 1890), russisch-deutsche Grafikdesignerin
- Groß, Guido (1925–2010), deutscher Lehrer und Heimatforscher
- Groß, Guido (* 1969), deutscher Ruderer
- Groß, Günter (* 1938), deutscher Ingenieur und Museumsleiter
- Groß, Günter (1946–2012), deutscher Fußballspieler
- Gross, Günter F. (1929–2022), deutscher Unternehmensberater und Autor
- Groß, Gustav (1825–1878), deutscher Webermeister und Politiker, MdL
- Groß, Gustav (1852–1944), deutscher Unternehmer und Politiker, MdL (Württemberg)
- Groß, Gustav (1856–1935), österreichischer Nationalökonom und Politiker
- Groß, Gustav Robert (1823–1890), österreichischer Politiker und Industrieller
- Gross, Guy (* 1977), deutscher Popsänger

##### Gross, H
- Gross, H. R. (1899–1987), US-amerikanischer Politiker
- Gross, Halley (* 1985), US-amerikanische Drehbuchautorin und Schauspielerin
- Gross, Hannah (* 1990), kanadische SchauspielerinHannah Gross (* 1990)

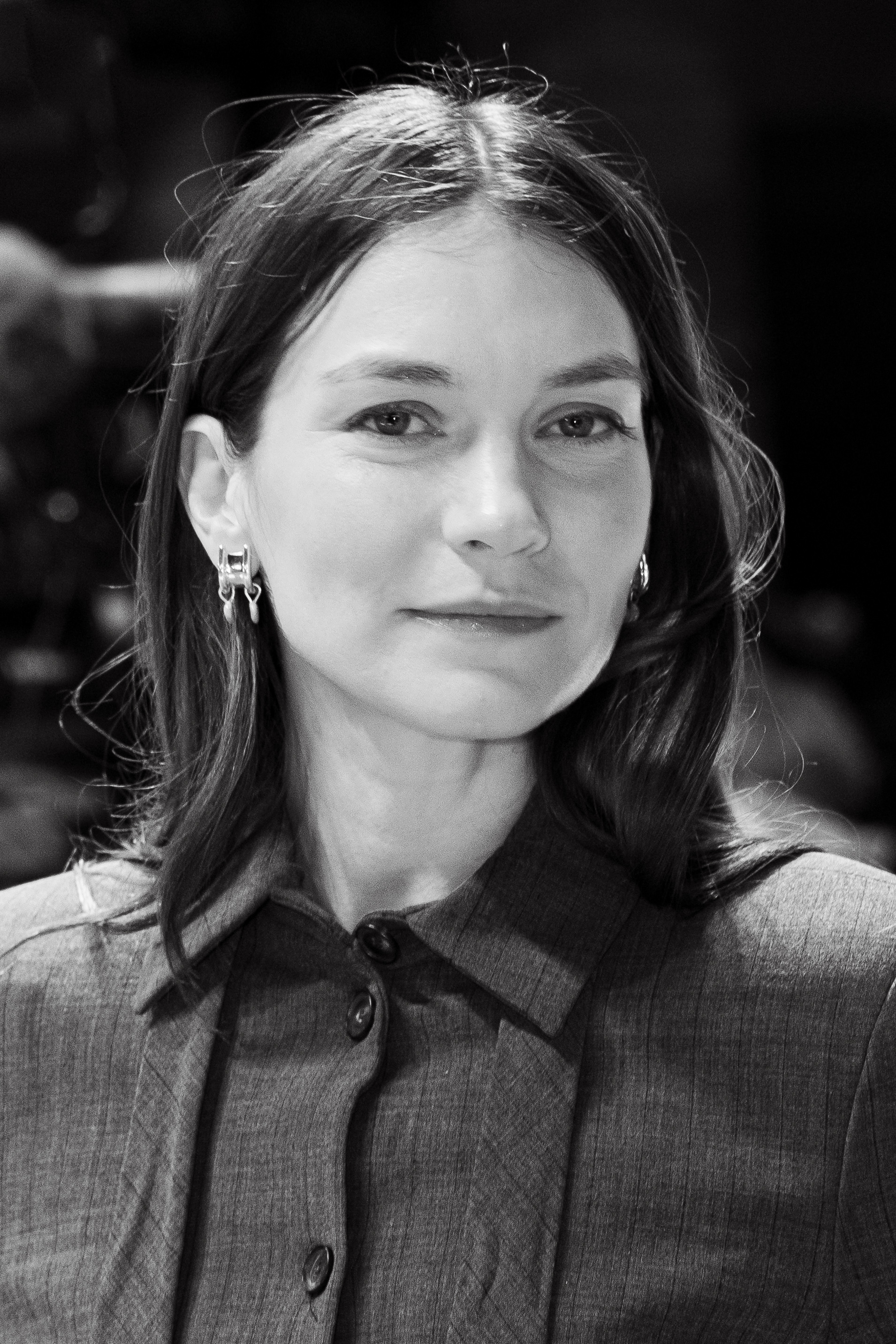
Hannah Gross (* 1990)

- Gross, Hans (1847–1915), österreichischer Jurist und Kriminologe
- Groß, Hans (1860–1924), deutscher Luftschiffkonstrukteur und Ballonfahrer
- Groß, Hans (1925–2000), deutscher Bergmann und Politiker (CDU), MdL
- Gross, Hans (1930–1992), österreichischer Politiker
- Gross, Hans Joachim (1936–2019), deutscher Biochemiker
- Groß, Hans-Rüdiger (1953–2025), deutscher Radrennfahrer
- Gross, Harold (1866–1927), US-amerikanischer Politiker
- Gross, Heiner (1923–1993), Schweizer Jugendschriftsteller
- Groß, Heinrich (* 1849), Gymnasialdirektor und Autor in den österreichischen Küstenlanden
- Groß, Heinrich (1878–1967), badischer Beamter
- Gross, Heinrich (1915–2005), österreichischer Mediziner und Täter der NS-Krankenmorde
- Groß, Heinrich (1916–2008), deutscher katholischer Theologe und Professor
- Gross, Henry (* 1951), US-amerikanischer Singer-Songwriter
- Gross, Hermann (* 1875), deutscher Beamter, Ökonomierat und Präsident der Landwirtschaftskammer für die Provinz Hannover
- Gross, Hermann (1903–2002), deutscher Wirtschaftswissenschaftler
- Gross, Hermann (1919–2005), deutscher Verwaltungsangestellter und Politiker (SPD), MdL (Baden-Württemberg)
- Groß, Horst-Michael (* 1959), deutscher Neuroinformatiker und Robotiker
- Groß, Hubert (1896–1992), deutscher Architekt, Stadtbaurat in Würzburg und Stadtplaner im besetzten Warschau
- Groß, Hubert (1908–1947), deutscher römisch-katholischer Geistlicher und Märtyrer
- Gross, Hugo (1888–1968), deutscher Botaniker
- Groß, Huldreich (1605–1677), deutscher Rechtsanwalt

##### Gross, I
- Gross, Ingrid (1924–2004), deutsche Kommunalpolitikerin (CDU)
- Groß, Isidor H. (1864–1914), österreichischer Theaterschauspieler und Opernregisseur

##### Gross, J
- Gross, Jakob, deutscher Kürschner und Täuferprediger
- Gross, James, Informatiker und Hochschullehrer
- Gross, James J., US-amerikanischer Psychologe und Emotionsforscher
- Gross, Jan (1938–2014), polnischer evangelisch-lutherischer Theologe
- Gross, Jan T. (* 1947), polnisch-amerikanischer Soziologe und Historiker
- Groß, Jana (* 1969), deutsche Singer-SongwriterinJana Groß (* 1969)

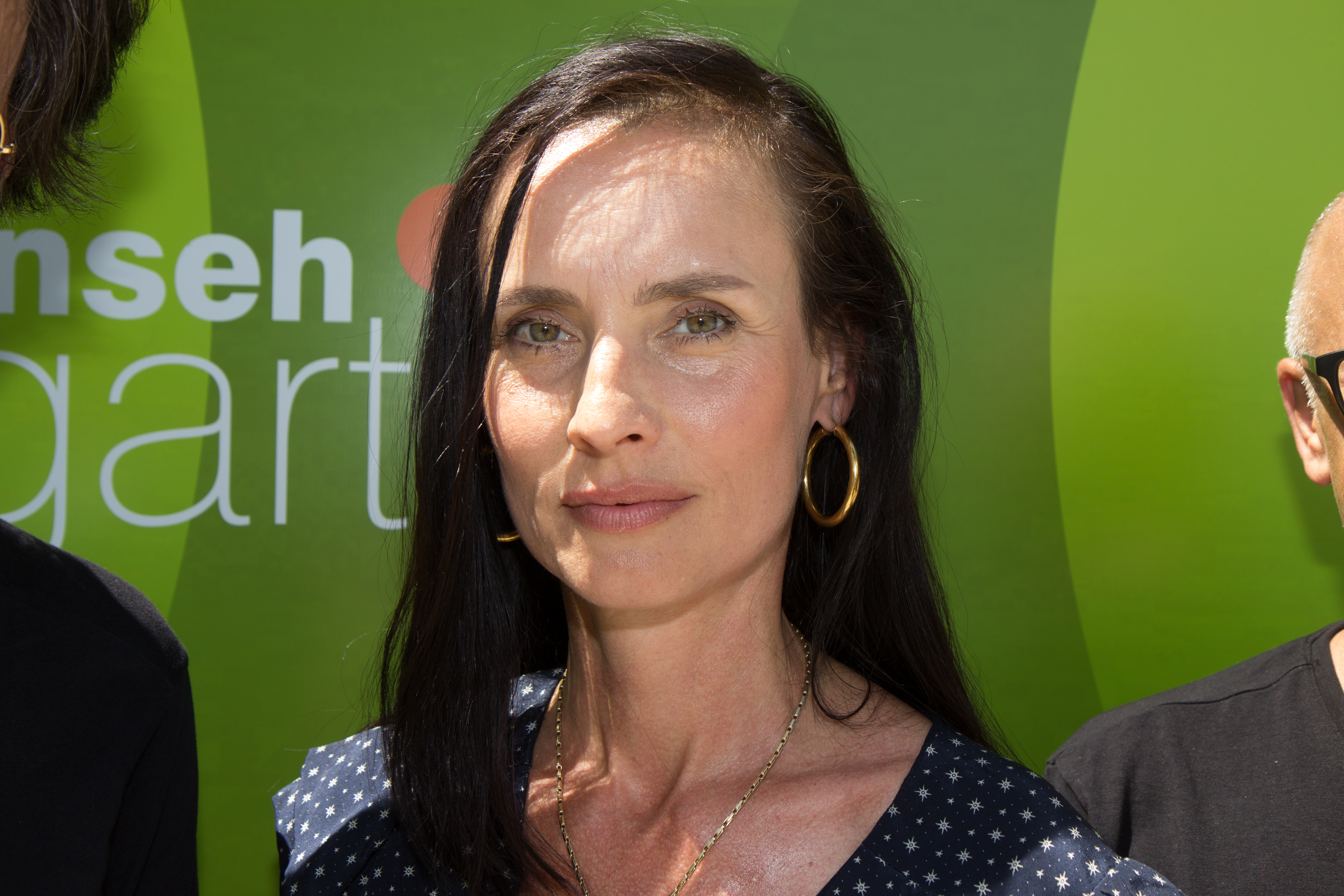
Jana Groß (* 1969)

- Gross, Jasmine (* 1998), US-amerikanische Volleyballspielerin
- Gross, Jeff (* 1986), US-amerikanischer Pokerspieler
- Groß, Jennifer (* 1986), deutsche Politikerin (CDU), MdL
- Groß, Jenny († 1904), österreichische Schauspielerin
- Groß, Jens (* 1959), deutscher Schauspieldirektor, Hochschullehrer, Autor und Regisseur
- Gross, Jerzy (1929–2014), polnisch-deutscher Holocaust-Überlebender
- Gross, Jewgeni Fjodorowitsch (1897–1972), sowjetischer Physiker
- Groß, Johann (* 1956), deutscher Politiker (Freie Wähler), MdL
- Groß, Johann Adam der Ältere (1697–1757), deutscher Baumeister
- Groß, Johann Adam der Jüngere (1728–1794), deutscher Architekt und Landbaumeister
- Groß, Johann Adam III (1750–1817), deutscher Architekt und Landbaumeister
- Groß, Johann Benjamin (1809–1848), deutscher Violoncellist und Komponist
- Groß, Johann Carl (1778–1866), sächsischer Politiker und Bürgermeister von Leipzig
- Groß, Johann Gottfried (1703–1768), deutscher Publizist und königlicher Beamter
- Groß, Johannes (1879–1954), deutscher Politiker (Zentrum), MdR
- Gross, Johannes (1932–1999), deutscher Publizist und JournalistJohannes Gross (1932–1999)

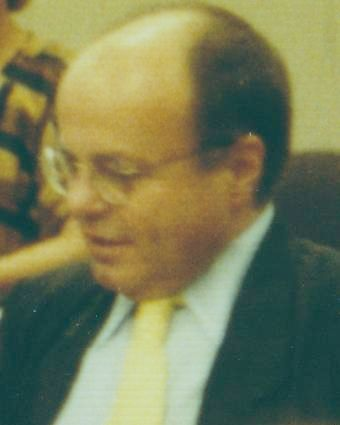
Johannes Gross (1932–1999)

- Gross, John (* 1944), US-amerikanischer Jazzmusiker
- Gross, Jonas (* 1996), Schweizer Panflötist
- Groß, Jonathan (* 1985), deutscher Altphilologe
- Groß, Jorge (* 1971), deutscher Biologiedidaktiker
- Gross, Josef (1866–1931), Bischof von Leitmeritz
- Groß, Joshua (* 1989), deutscher Schriftsteller
- Gross, Jost (1946–2005), Schweizer Politiker (SP)
- Gross, Julia (* 1963), deutsche Diplomatin
- Groß, Julius (1892–1986), deutscher Fotograf
- Groß, Julius von (1812–1881), preußischer General der Infanterie
- Groß, Jürgen (* 1946), deutscher Dramaturg, Theaterregisseur und Dramatiker

##### Gross, K
- Groß, Karl (1812–1892), deutscher Jurist und Landrat
- Groß, Karl (1833–1905), deutscher Reeder und Oldenburgischer Landtagspräsident
- Groß, Karl (1843–1909), deutscher Rechtsanwalt und Oberbürgermeister von Pforzheim
- Groß, Karl (1869–1934), deutscher Bildhauer und Goldschmied
- Groß, Karl (1883–1949), deutscher Politiker (FDP), MdL Rheinland-Pfalz
- Groß, Karl (1884–1941), deutscher Ringer
- Groß, Karl (1884–1945), deutscher Jurist und Oberfinanzpräsident
- Groß, Karl (1907–1980), 36. Abt der Benediktinerabtei Ettal
- Groß, Karl (1934–2019), deutscher Fußballspieler
- Gross, Karl Josef (1907–1967), österreichischer Arzt und SS-Sturmbannführer
- Groß, Karl Maria (1804–1868), österreichischer Beamter, Maler, Dichter und Musikkritiker
- Groß, Karlheinz (1943–2009), deutscher Maler, Grafiker und Buchautor
- Groß, Karsten (* 1970), deutscher Politiker (CDU), Bürgermeister von Mörfelden-Walldorf
- Gross, Katharina B. (* 1988), deutsche Roman-Autorin
- Gross, Kenneth I. (1938–2017), US-amerikanischer Mathematiker
- Groß, Klaus (1921–1971), deutscher Sänger (Bariton)
- Groß, Konrad († 1356), Vertreter der Nürnberger Ratsfamilie GroßKonrad Groß († 1356)

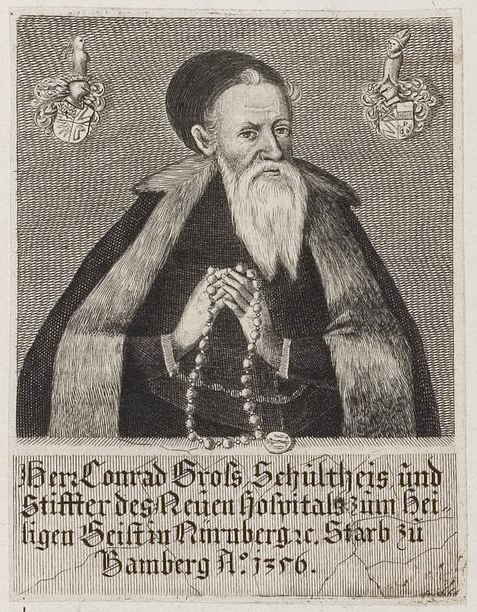
Konrad Groß († 1356)

- Gross, Konrad (* 1940), deutscher Anglist, Amerikanist bzw. Kanadist
- Groß, Konstantin (* 1964), deutscher Journalist und Autor
- Groß, Kurt (1912–1977), österreichischer Politiker (NSDAP), Landtagsabgeordneter

##### Gross, L
- Gross, Leo (1903–1990), österreichisch-amerikanischer Völkerrechtler
- Gross, Leo (* 1973), deutscher Physiker
- Groß, Lothar (1887–1944), österreichischer Historiker und Archivar
- Groß, Lothar (1940–2022), deutscher Fußballspieler
- Groß, Ludwig (1825–1894), deutscher Politiker, Bürgermeister und Politiker (DFP, NLP), MdR
- Groß, Ludwig von (1793–1857), deutscher Kammerherr in Weimar, Geologe und Paläontologe (Fossiliensammler)
- Gross, Ludwik (1904–1999), polnisch-US-amerikanischer Virologe

##### Gross, M
- Groß, Manuela (* 1957), deutsche Eiskunstläuferin, zweifache Olympiadritte und Eiskunstlauftrainerin
- Groß, Marc (* 1987), deutscher Fußballspieler
- Groß, Marco (* 1995), deutscher BiathletMarco Groß (* 1995)
- Groß, Marcus (* 1989), deutscher Kanute

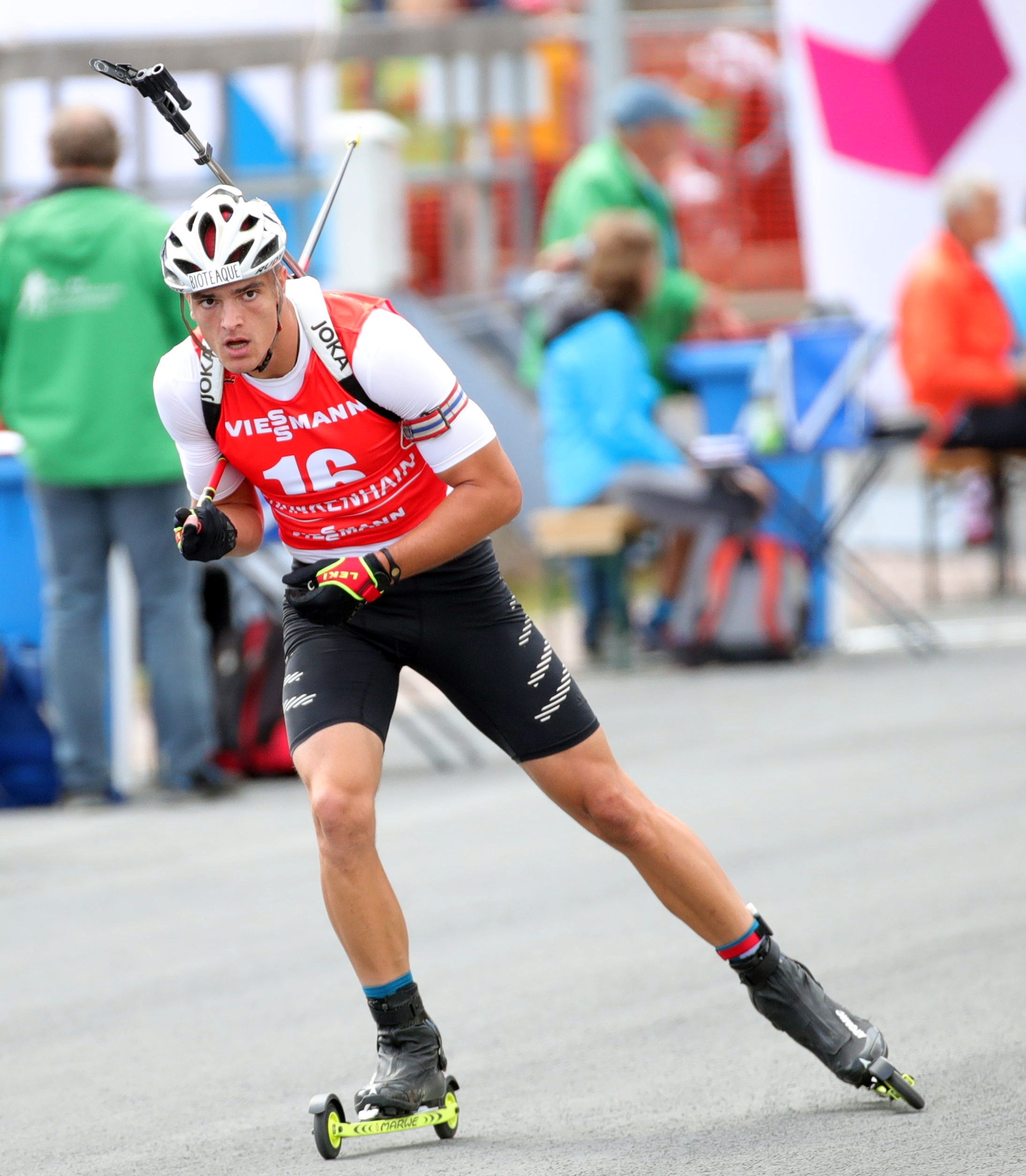
Marco Groß (* 1995)

- Groß, Maria (* 1979), deutsche Köchin und Gastronomin
- Groß, Marianne (* 1942), deutsche Synchronsprecherin, -autorin und -regisseurin
- Gross, Mark (* 1965), US-amerikanischer Mathematiker
- Gross, Mark (* 1966), US-amerikanischer Jazzsaxophonist
- Groß, Markus (* 1962), deutscher Linguist
- Gross, Markus (* 1963), deutscher Informatiker
- Groß, Martin (1901–1945), deutscher Politiker (NSDAP), MdR
- Gross, Martin (* 1952), deutscher Schriftsteller
- Groß, Martin (* 1962), deutscher Soziologe
- Gross, Mary (* 1953), US-amerikanische Schauspielerin und Comedian
- Gross, Matilda (* 2009), schwedische Kinderdarstellerin
- Gross, Matthew (* 1964), US-amerikanischer Filmproduzent und Filmschaffender
- Groß, Matthias (* 1969), deutscher Soziologe
- Gross, Maurice (1934–2001), französischer Linguist und Romanist
- Groß, Mechthild (* 1964), deutsche Hebamme und Hochschullehrerin
- Gross, Mia (* 2001), australische Sprinterin
- Gross, Michael (1920–2004), israelischer Designer, Bildhauer und Konzeptkünstler
- Gross, Michael (* 1947), US-amerikanischer SchauspielerMichael Gross (* 1947)

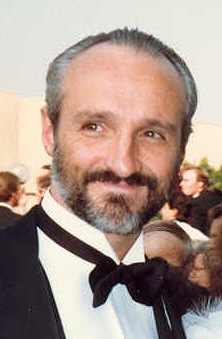
Michael Gross (* 1947)

- Gross, Michael (* 1952), US-amerikanischer Schriftsteller und Journalist
- Groß, Michael (* 1956), deutscher Politiker (SPD), MdB
- Groß, Michael (* 1963), deutsch-englischer Wissenschaftsjournalist und Autor
- Groß, Michael (* 1964), deutscher Schwimmer

##### Gross, N
- Groß, Nicolai (* 1990), deutscher Fußballspieler
- Groß, Nikolaus (1898–1945), deutscher Gewerkschafter, NS-Opfer
- Gross, Nora (1871–1929), Schweizer Künstlerin
- Groß, Nora (1891–1976), deutsche Mineralogin und Hochschullehrerin
- Gross, Norbert (* 1941), deutscher Rechtsanwalt

##### Gross, O
- Gross, Oliver (* 1973), deutscher Tennisspieler
- Groß, Onno (1964–2016), deutscher Meeresbiologe mit dem Spezialgebiet Tiefseebiologie
- Groß, Oskar (1875–1948), Wasserbauingenieur, Oberbaurat
- Gross, Otto (1877–1920), österreichischer Mediziner, Psychiater, Psychoanalytiker und Revolutionär
- Gross, Otto (1881–1916), Schweizer Schauspieler
- Groß, Otto (1890–1964), deutscher Schwimmer
- Groß, Otto (1901–1981), deutscher Politiker (FDP), MdL
- Groß, Otto (1917–1974), deutscher katholischer Priester

##### Gross, P
- Gross, Pam, kanadische Anthropologin und Politikerin (Nunavut)
- Groß, Pascal (* 1991), deutscher FußballspielerPascal Groß (* 1991)

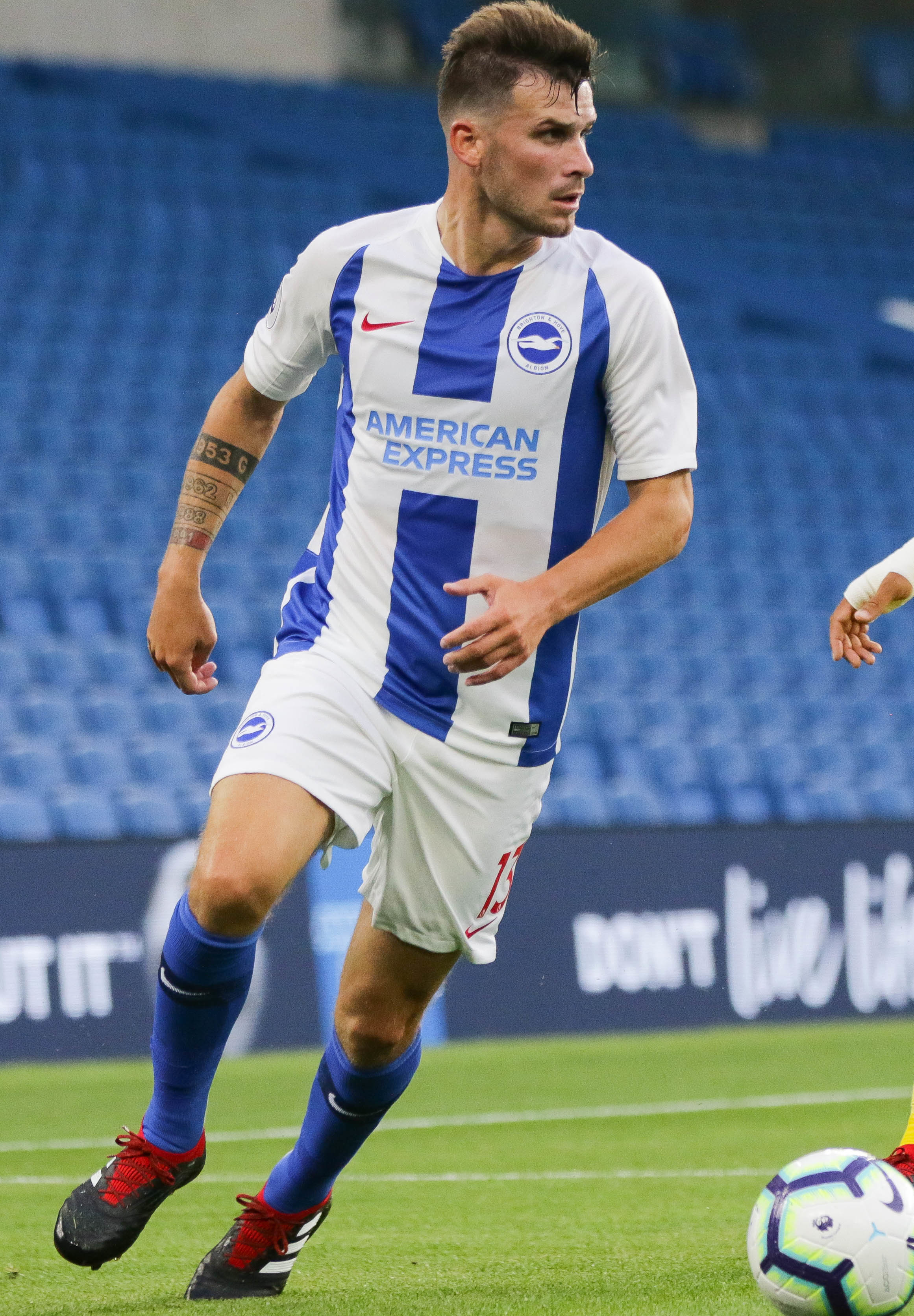
Pascal Groß (* 1991)

- Gross, Patrik (* 1978), tschechischer Fußballspieler
- Groß, Paul (1873–1942), deutscher Maler und Zeichner der Neuen Sachlichkeit
- Groß, Paul (1897–1949), deutscher Politiker (SPD), MdL
- Groß, Paul (1922–1963), deutscher Politiker (SPD), MdL Bayern
- Gross, Paul (* 1959), kanadischer Schauspieler, Produzent, Regisseur und Drehbuchautor
- Gross, Pavel (* 1968), tschechischer Eishockeyspieler und -trainer
- Gross, Pete (1936–1992), US-amerikanischer Sportkommentator
- Groß, Peter (1902–1976), deutscher Politiker (SPD), MdL Saarland und Bürgermeister
- Gross, Peter (1941–2023), Schweizer Soziologe, Autor und Politiker
- Gross, Peter (* 1949), Schweizer Koch und DDR-Fluchthelfer
- Groß, Philipp, deutscher Baumeister

##### Gross, R
- Groß, Rainer (* 1947), deutscher Skilangläufer
- Gross, Rainer (* 1953), österreichischer Psychiater und Psychoanalytiker
- Groß, Rainer (* 1960), deutscher Politiker (AfD), MdB
- Gross, Rainer (* 1962), deutscher Schriftsteller
- Gross, Raphael (* 1966), Schweizer Historiker
- Groß, Raphael (* 1996), deutscher Schauspieler
- Groß, Reiner (* 1937), deutscher Archivar und Historiker
- Gross, René (1964–1986), deutsches Todesopfer an der Berliner Mauer
- Groß, René (* 1967), deutscher Fußballtorwart und -torwarttrainer
- Groß, Ricco (* 1970), deutscher Biathlet und BiathlontrainerRicco Groß (* 1970)

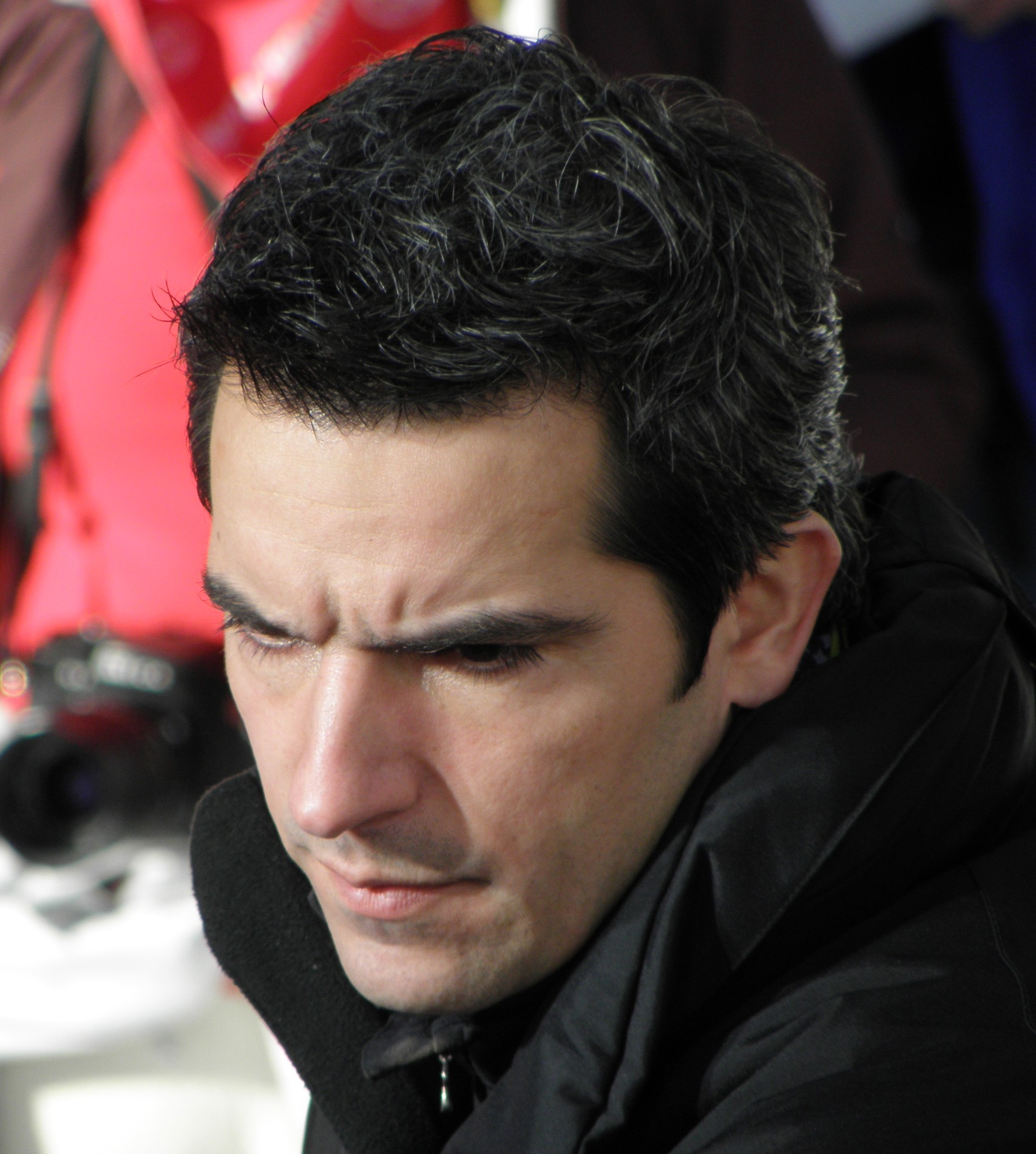
Ricco Groß (* 1970)

- Groß, Richard (1921–1968), deutscher Schriftsteller und Hörspielautor
- Groß, Richard (* 1940), deutscher Politiker (CDU)
- Groß, Rikarda (1948–2019), deutsche Industriekauffrau, Museumsmitarbeiterin und Autorin
- Gross, Rita (1943–2015), US-amerikanische Religionswissenschaftlerin und Buddhistin
- Gross, Robert E. (1905–1988), US-amerikanischer Mediziner und Chirurg
- Gross, Roland (1909–1989), US-amerikanischer Filmeditor
- Groß, Rolf (* 1934), deutscher Jurist und Ministerialbeamter
- Gross, Ron (1932–2005), englischer Snookerspieler
- Groß, Rötger (1933–2004), deutscher Politiker (FDP), MdL, MdB
- Gross, Rudolf (1888–1955), deutscher Politiker (NSDAP), MdR
- Groß, Rudolf (1888–1954), deutscher Kristallograph, Mineraloge und Hochschullehrer
- Gross, Rudolf (1917–2008), deutscher Hämatologe, Onkologe, Internist und Hochschullehrer
- Gross, Rudolf (* 1956), deutscher Physiker
- Gross, Rudolf Gabriel von (1822–1907), deutscher Jurist, Politiker und Publizist

##### Gross, S
- Gross, Sabine (* 1964), deutsche Politikerin (SPD), MdL Bayern
- Gross, Samuel (1776–1839), US-amerikanischer Politiker
- Gross, Samuel D. (1805–1884), US-amerikanischer Chirurg
- Gross, Samuel Gottlieb (1779–1860), Schweizer Offizier in preussischen und neapolitanischen Diensten
- Gross, Sara (* 1976), kanadische Triathletin
- Gross, Sascha (* 1968), deutscher Bühnen- und Kostümbildner
- Gross, Seymour L. (1926–1998), amerikanischer Literaturwissenschaftler
- Gross, Stanislav (1969–2015), tschechischer Politiker, Mitglied des Abgeordnetenhauses
- Gross, Stefano (* 1986), italienischer Skirennläufer
- Gross, Steffen (* 1967), deutscher Poolbillardspieler
- Groß, Stephan (* 1953), deutscher Fußballspieler und -trainerStephan Groß (* 1953)

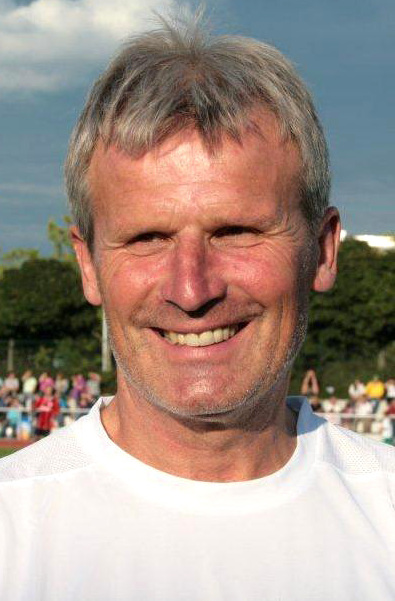
Stephan Groß (* 1953)

- Groß, Stéphanie (* 1974), deutsche Ringerin und Judoka
- Gross, Steve (* 1985), US-amerikanischer Pokerspieler
- Gross, Susanne (* 1960), deutsche Architektin, Stadtplanerin und Hochschullehrerin an der Bergischen Universität Wuppertal
- Groß, Sylvia (* 1953), deutsche Ärztin und Politikerin (AfD), MdL

##### Gross, T
- Groß, Teletta (1801–1888), deutsche Schulstifterin
- Groß, Thomas (* 1964), deutscher Literaturwissenschaftler
- Groß, Thomas (* 1964), deutscher Rechtswissenschaftler und Hochschullehrer
- Groß, Thomas (* 1976), deutscher Schauspieler und Kulturmanager
- Gross, Timo (* 1964), deutscher Gitarrist, Sänger, Komponist und Produzent
- Groß, Timo (* 1974), deutscher American-Football-Spieler

##### Gross, U
- Groß, Uwe (1963–2013), deutscher Maler
- Groß, Uwe Karsten (1930–2015), deutscher Organist, Interpret und Komponist

##### Gross, V
- Groß, Valérie, deutsche Musikmanagerin
- Gross, Villem (1922–2001), estnischer Schriftsteller und Journalist
- Gross, Vincent (* 1996), Schweizer Sänger und MusikerVincent Gross (* 1996)

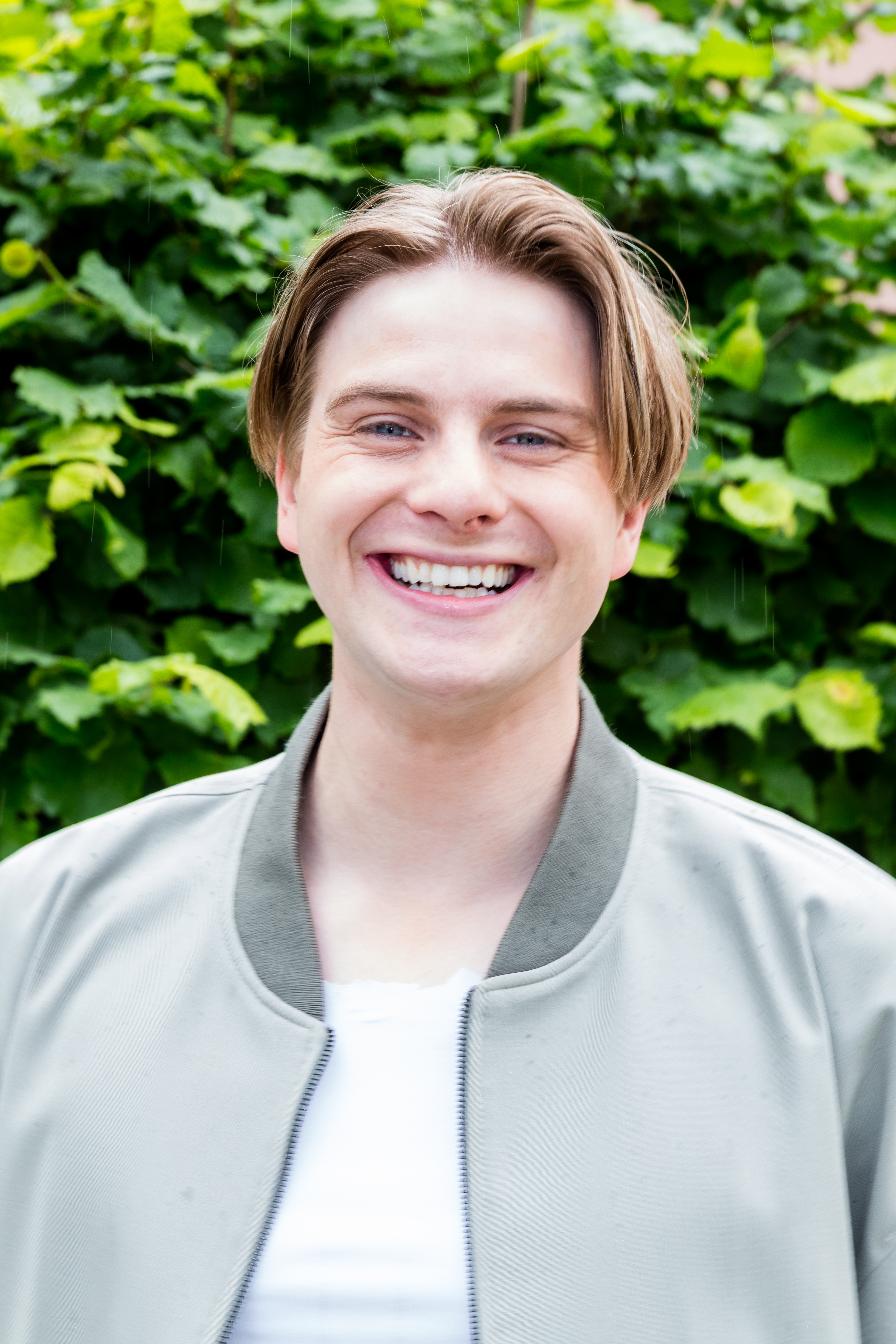
Vincent Gross (* 1996)

- Gross, Volkmar (1927–1992), deutscher Maler und Grafiker
- Groß, Volkmar (1948–2014), deutscher Fußballspieler

##### Gross, W
- Gross, Walter (1878–1933), deutscher Pathologe
- Gross, Walter (1904–1989), deutscher Schauspieler, Kabarettist (Die Insulaner) und Synchronsprecher (Schweinchen Dick)
- Groß, Walter (1904–1945), deutscher Politiker (NSDAP), MdR
- Gross, Walter (1909–1967), amerikanischer Jazz- und Studiomusiker
- Groß, Walter (1919–2016), österreichischer Heimatforscher und Fossiliensammler
- Gross, Walter (1924–1999), schweizerischer Lyriker
- Groß, Walter (1928–2011), deutscher Politiker (SPD)
- Groß, Walter (* 1941), deutscher katholischer Theologe und Alttestamentler
- Gross, Walter Hatto (1913–1984), deutscher Klassischer Archäologe
- Gross, Walter Robert (1903–1974), deutscher Paläontologe und Erforscher der Frühgeschichte primitiver „Fische“
- Gross, Walther (1920–2014), österreichischer Maler
- Gross, Werner (1901–1982), deutscher Kunsthistoriker
- Groß, Werner (1910–1983), deutscher Richter und Staatssekretär
- Groß, Werner (* 1935), deutscher Richter am Bundesgerichtshof
- Gross, Werner (* 1949), deutscher Psychologe
- Groß, Wilhelm (1883–1974), deutscher Bildhauer, Druckgrafiker und evangelischer Prediger
- Groß, Wilhelm (1883–1944), deutscher Montanwissenschaftler
- Gross, Wilhelm (1886–1918), österreichischer Mathematiker
- Gross, William H. (* 1944), US-amerikanischer Fondsmanager und Unternehmer
- Gross, William Hickley (1837–1898), US-amerikanischer Geistlicher und römisch-katholischer Erzbischof von Oregon City
- Gross, William M. (1908–1972), US-amerikanischer Brigadegeneral (US Air Force)

##### Gross, Y
- Gross, Yoram (1926–2015), australischer Filmproduzent, -regisseur und Drehbuchautor

#### Gross-

##### Gross-H
- Gross-Hoffinger, Anton Johann (1808–1875), österreichischer Geograf, Lexikograf, Schriftsteller, Verleger

##### Gross-L
- Groß-Lobkowicz, Stefan (* 1972), deutscher Journalist, Publizist und Herausgeber

##### Gross-M
- Gross-Matos, Yetur (* 1998), US-amerikanischer American-Football-Spieler

##### Gross-P
- Groß-Paaß, Peter (* 1968), deutscher Footballspieler

##### Gross-S
- Gross-Selbeck, Gunter (* 1939), deutscher Neuropädiater und Epileptologe
- Groß-Striffler, Kathrin (* 1955), deutsche Schriftstellerin

#### Grossa
- Großalber, Reinhard (* 1986), österreichischer Fußballspieler
- Grossardt, Peter (* 1963), Schweizer Klassischer Philologe
- Grossart, Friedrich (1891–1959), deutscher Bibliothekar
- Grossarth, Jan (* 1981), deutscher Journalist und Autor
- Grossarth, Ulrike (* 1952), deutsche Konzeptkünstlerin
- Grossarth-Maticek, Ronald (* 1940), deutscher Mediziner und Buchautor
- Großauer, Hans (1893–1967), österreichischer Politiker (CSP, VF, ÖVP), Landtagsabgeordneter, Mitglied des Bundesrates
- Großauer, Josef Vinzenz (1886–1951), österreichischer Mundartdichter
- Grossauer, Joseph, Münchner Goldschmied

#### Grossb
- Grossbach, Ulrich (1936–2020), deutscher Biologe
- Großbauer, Andreas (* 1974), österreichischer Violinist
- Großbauer, Franz (1813–1887), österreichischer Forstwirtschaftslehrer
- Großbauer, Maria (* 1980), österreichische Musikerin und AutorinMaria Großbauer (* 1980)

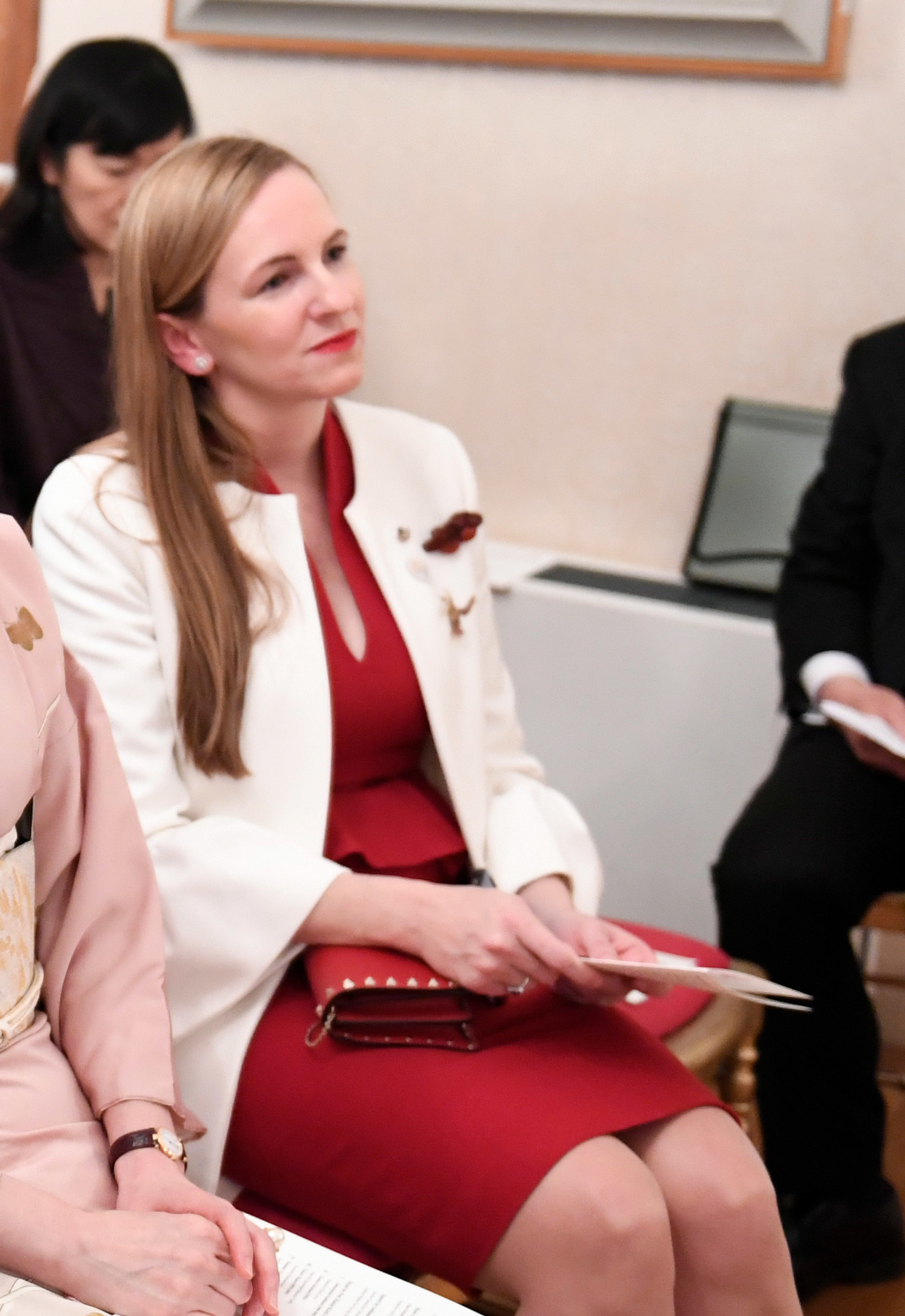
Maria Großbauer (* 1980)

- Größbauer, Philipp (1857–1930), österreichischer Politiker (GdP, LBd), Abgeordneter zum Nationalrat
- Größbauer, Walter (* 1957), österreichischer Regisseur, Kameramann und Filmemacher
- Großbayer, Christian (1718–1782), Baumeister und Architekt
- Grossberg, Carl (1894–1940), deutscher Maler
- Grossberg, Eva (1924–2014), deutsche Malerin, Grafikerin und Designerin
- Grossberg, Mimi (1905–1997), österreichische Exil-Schriftstellerin
- Grossberg, Stephen (* 1939), US-amerikanischer Kognitionswissenschaftler und Mathematiker
- Großberger, Georg (* 1866), deutscher Parlamentarier und Brauereidirektor im Fürstentum Reuß älterer Linie
- Großberger, Gerhard (* 1962), österreichischer Fotograf und Fotokünstler
- Grossberger, Herbert (1890–1954), österreichisch-israelischer Dichter, Verleger und Zeichner
- Großbölting, Thomas (1969–2025), deutscher HistorikerThomas Großbölting (1969–2025)

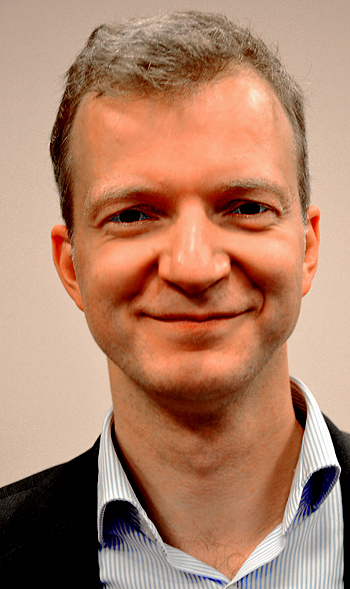
Thomas Großbölting (1969–2025)

#### Grossc
- Grosschopff, Eugen von (1893–1941), deutsch-baltischer Arzt und Psychotherapeut

#### Grosse
- Große Boymann, Daniel (* 1976), deutscher Schauspieler, Autor, Übersetzer und Musiker
- Große Brömer, Wolfgang (* 1952), deutscher Politiker (SPD), MdL
- Große Frie, Clemens (* 1952), deutscher Agrarwissenschaftler und Manager
- Große Holtrup, Hanna (* 1997), deutsche Politikerin von Bündnis 90/Die Grünen
- Große Kintrup, Imata (1889–1943), deutsche römisch-katholische Ordensfrau, Missionsschwester und Märtyrin
- Große Kracht, Hermann-Josef (* 1962), deutscher katholischer Theologe
- Große Kracht, Klaus (* 1969), deutscher Historiker
- Große Macke, Clemens (* 1959), deutscher Politiker (CDU), MdL
- Große Ophoff, Markus (* 1961), deutscher Chemiker
- Große Scharmann, Lena (* 1998), deutsche Volleyballspielerin
- Große Winkelsett, Johannes (1896–1954), deutscher Politiker (Zentrum, CDU), MdL
- Große, Alfred (1861–1946), deutscher Baumeister
- Grosse, Angela (* 1955), deutsche Politikerin (SPD), MdHB
- Grosse, Aristid von (1905–1985), deutsch-US-amerikanischer Kernchemiker
- Große, Arno, deutscher Fußballspieler
- Große, August, deutscher Baumeister und Amtsmaurermeister
- Grosse, August (1825–1902), deutscher Musiker und Theaterleiter
- Große, Bärbel, deutsche Handballspielerin
- Grosse, Berthold (1863–1927), deutscher Gewerkschafter und Politiker (SPD), MdHB, Senator in Hamburg
- Grosse, Bianca (* 1977), deutsche Triathletin
- Große, Brigitte (* 1957), österreichische Übersetzerin
- Grosse, Bruno (1892–1976), deutscher Maler
- Grosse, Burgunde (* 1943), deutsche Politikerin (SPD), MdA
- Grosse, Carl Friedrich August (1768–1847), deutscher Schriftsteller, Übersetzer und Geologe
- Große, Carl Heinrich von († 1745), königlich-polnischer und kursächsischer Generalmajor und Rittergutsbesitzer
- Große, Catrin (* 1964), deutsche Malerin, Grafikerin und Bildhauerin
- Große, Christina (* 1970), deutsche SchauspielerinChristina Große (* 1970)

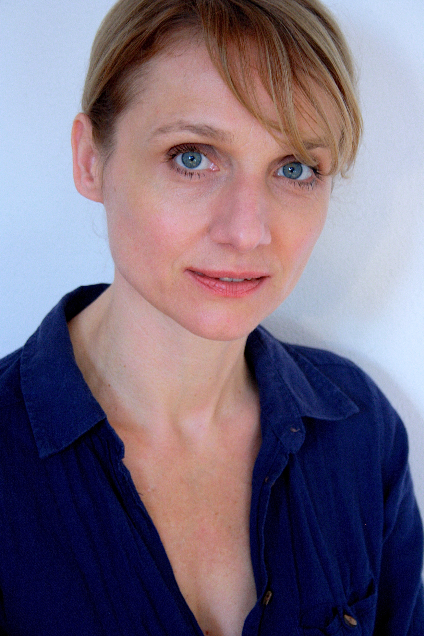
Christina Große (* 1970)

- Grosse, Demetrius (* 1981), US-amerikanischer Schauspieler
- Grosse, Dietmar (* 1948), deutscher Cartoonist
- Grosse, Dirk, deutscher SportjournalistDirk Grosse

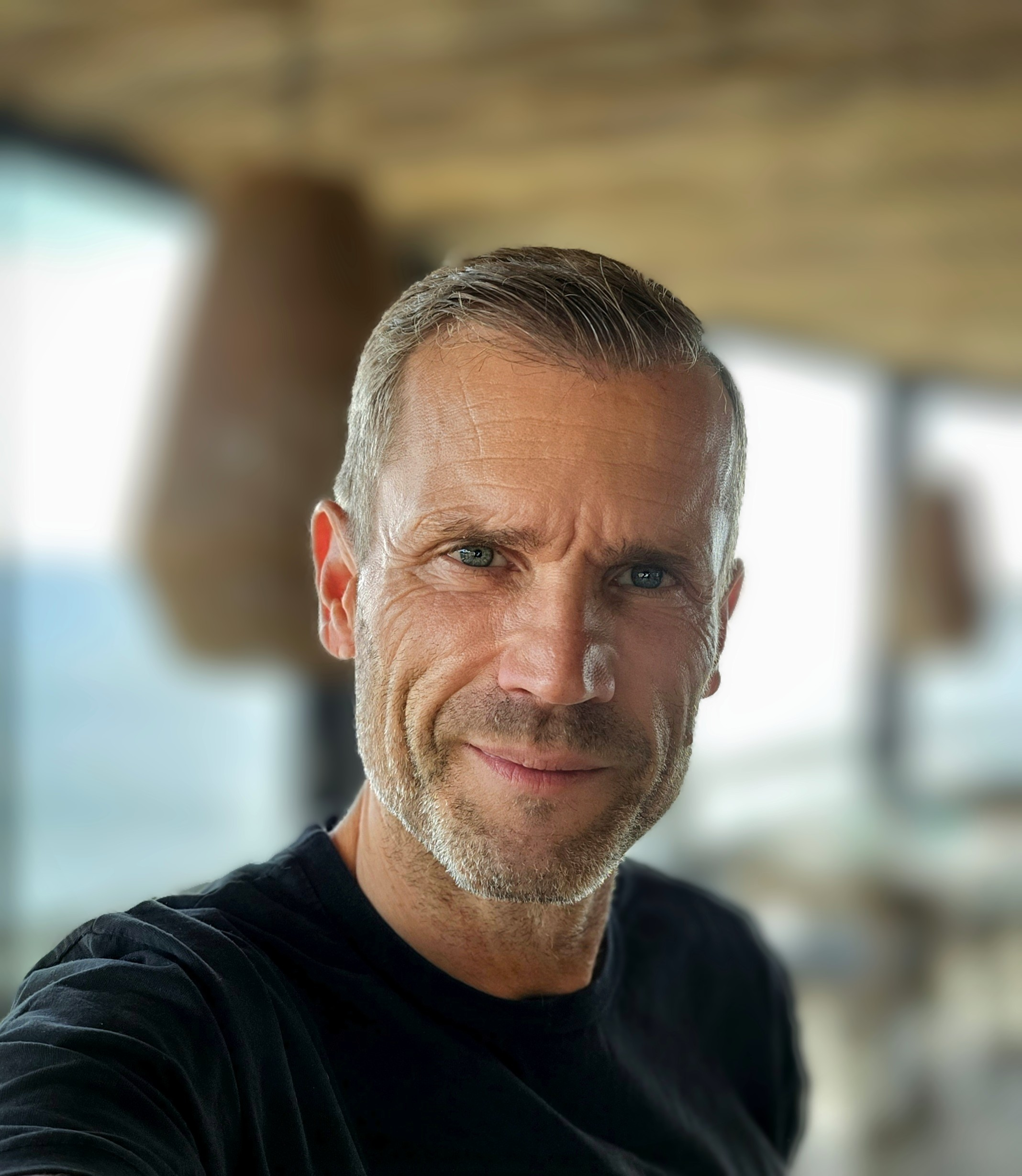
Dirk Grosse

- Große, Eduard (1810–1882), Landtagsabgeordneter
- Große, Erich (1925–2009), deutscher Pädagoge und Sachbuchautor
- Grosse, Ernst (1862–1927), deutscher Ethnologe
- Grosse, Ernst (1883–1945), deutscher Ingenieur, Industriellenfunktionär und Politiker
- Große, Ernst Ludwig (1802–1871), deutscher Schriftsteller
- Große, Ernst-Ulrich (1938–2008), deutscher Romanist und Kulturwissenschaftler
- Grosse, Erwin (1904–1982), deutscher Komponist
- Große, F. A. Bernhard (1856–1914), deutscher Baumeister und Bauunternehmer, Ortsrichter von Kötzschenbroda
- Große, Fritz (1904–1957), deutscher Politiker (SED), MdR
- Grosse, Gabriele (* 1942), deutsche Graphikerin, Malerin und Textilkünstlerin
- Große, Georg (1897–1967), deutscher Politiker (KPD), MdL
- Grosse, Georg (1900–1973), deutscher Bankmanager, Thüringer Politiker (CDU) und Minister
- Große, Gerrit (* 1954), deutsche Politikerin (PDS, Die Linke), MdL
- Grosse, Hans-Werner (1922–2021), deutscher Segelflieger
- Grosse, Harald (* 1944), österreichischer Physiker und Hochschullehrer an der Universität Wien
- Große, Heinz-Josef (1947–1982), deutscher Facharbeiter und Todesopfer an der innerdeutschen Grenze
- Grosse, Henning († 1649), deutscher Jurist, Hochschullehrer und Universitätsrektor
- Große, Henning (1553–1621), Buchhändler und Verleger
- Große, Hermann (* 1848), deutscher Glockengießer und Ingenieur
- Grosse, Hermann (1854–1933), deutscher Prähistoriker
- Grosse, Herwart (1908–1982), deutscher Schauspieler, Sprecher und Regisseur
- Grosse, Horst (1920–2001), deutscher Museologe, Ornithologe und Naturschützer
- Große, Hugo, deutscher Baumeister
- Grosse, Johann (1633–1691), deutscher Ratsherr, Buchhändler und Verleger
- Große, Johann Christian, sächsischer Amtsmaurermeister
- Große, Johann Gotthelf (1808–1869), deutscher Glockengießer
- Grosse, Johannes (1890–1977), deutscher Lehrer und evangelischer Pfarrer
- Große, Johannes (* 1997), deutscher Hockeyspieler
- Grosse, Josefine (* 1970), deutsche Handballspielerin
- Grosse, Julius (1828–1902), deutscher Schriftsteller und Theaterkritiker
- Grosse, Karl (1873–1963), deutscher Maschinenbauingenieur und Manager
- Grosse, Katharina (* 1961), deutsche MalerinKatharina Grosse (* 1961)

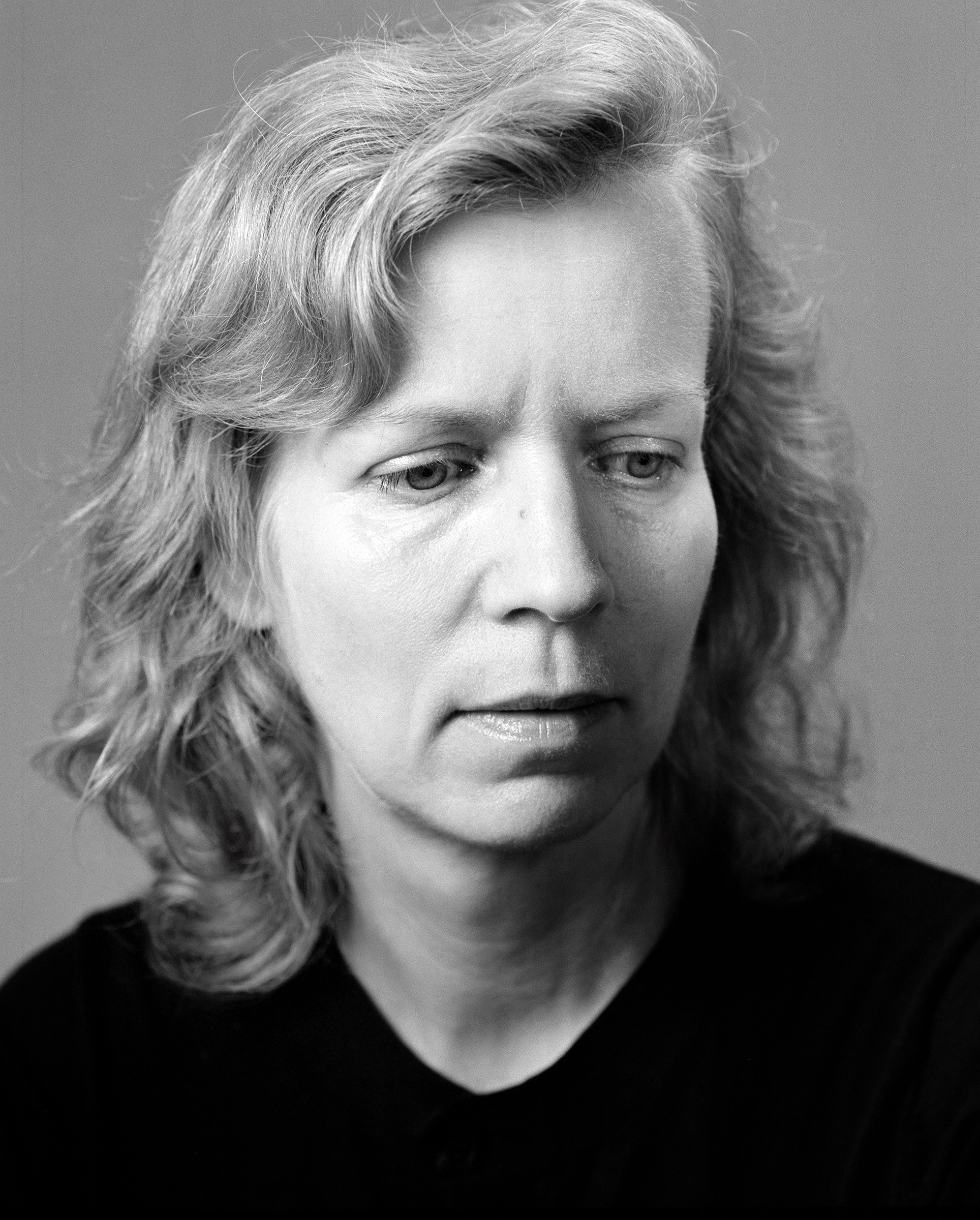
Katharina Grosse (* 1961)

- Große, Knut (* 1955), deutscher Veterinärmediziner und Politiker (CDU), MdL (Brandenburg)
- Große, Lea (1906–1997), jüdische, kommunistische Funktionärin, Chefredakteurin des Deutschen Soldatensenders
- Grosse, Ludwig (1907–1992), deutscher Rechtsanwalt, Ehrenaufsichtsratsvorsitzender der Alte Leipziger – Hallesche
- Große, Ludwig (1933–2019), deutscher evangelischer Pfarrer und Theologe
- Grosse, Maria-Elisabeth (* 1955), deutsche Juristin und Politikerin (FDP), MdL
- Grosse, Marianne (* 1962), deutsche Politikerin (SPD), MdL
- Grosse, Mark (* 1999), österreichischer Fußballspieler
- Grosse, Martha (1877–1946), deutsche Schriftstellerin
- Große, Matthias (* 1967), deutscher Immobilienunternehmer und Eisschnelllauffunktionär
- Grosse, Michael (1620–1680), herzoglich braunschweig-lüneburgischer Hofgärtner und Landschaftsarchitekt
- Grosse, Michael (* 1961), deutscher Theaterregisseur
- Große, Moritz (1835–1898), sächsischer Maurermeister und Baumeister
- Grosse, Nina (* 1958), deutsche RegisseurinNina Grosse (* 1958)

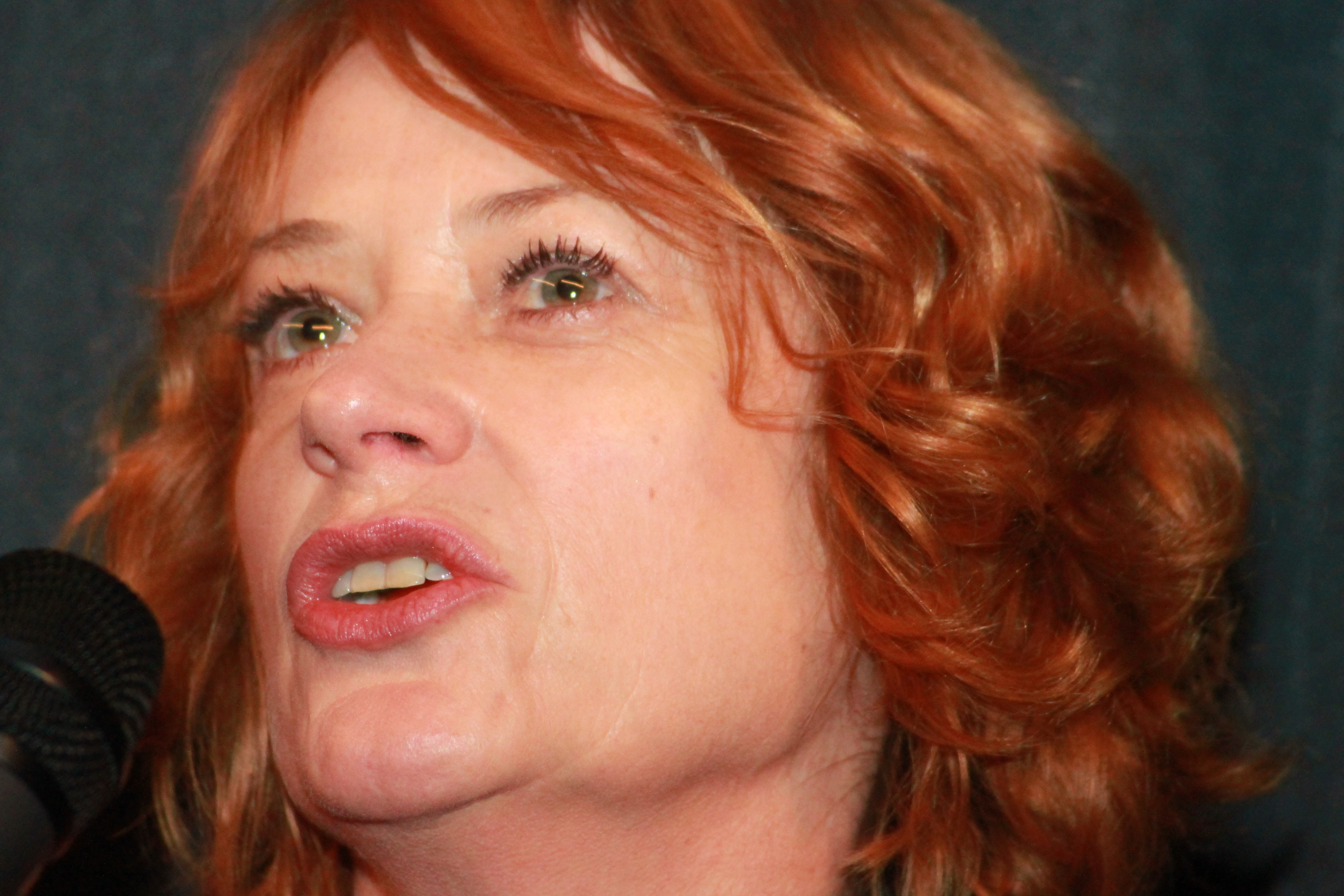
Nina Grosse (* 1958)

- Große, Peter (* 1940), deutscher evangelisch-lutherischer Pastor, Theologe und Missionswissenschaftler
- Grosse, Richard (* 1944), deutscher Diplomchemiker und Autor
- Große, Rita (* 1941), deutsche Fotografenmeisterin
- Grosse, Robert (1880–1968), deutscher Althistoriker und Gymnasiallehrer
- Große, Rolf (* 1958), deutscher Historiker
- Grosse, Rudolf (1905–1942), deutscher Kommunist und Widerstandskämpfer gegen den Nationalsozialismus
- Große, Rudolf (* 1907), deutscher Fußballspieler
- Große, Rudolf (1924–2017), deutscher Sprachwissenschaftler
- Grosse, Rudolph (1879–1949), deutscher Kommunalpolitiker, Wissenschaftler und Kunstsammler
- Grosse, Siegfried (1924–2016), deutscher Germanist
- Große, Steffen (* 1967), deutscher Politiker (Bündnis Deutschland)
- Grosse, Sven (* 1962), deutscher evangelischer Theologe, Pfarrer und Professor für historische und systematische Theologie
- Große, Sybille (* 1965), deutsche Romanistin
- Grosse, Theodor (1829–1891), deutscher Maler
- Große, Traugott (1800–1861), sächsischer Amtsmaurermeister und Amtszimmermeister
- Grosse, Udo (1896–1946), deutscher Politiker (NSDAP), MdR
- Grosse, Ulrich (* 1953), deutscher Nahverkehrsplaner
- Große, Walter (1894–1973), deutscher Volkswirt
- Grosse, Walther (1880–1943), deutscher Jurist und Regionalhistoriker
- Grosse, Walther (1884–1969), deutscher Offizier, zuletzt Generalmajor im Zweiten Weltkrieg sowie Volkswirt und Militärhistoriker
- Große, Werner (* 1949), deutscher Jurist, Gärtner und Kommunalpolitiker (CDU)
- Große, Wilhelm (1828–1911), deutscher Lehrer, Pfarrer und Autor
- Grosse, Wilhelm (1857–1935), deutscher Lehrer, Meteorologe und Physiker
- Grosse, Wilhelm (1873–1946), deutscher Schauspieler
- Grosse, Will (1899–1960), deutscher Agent und Autor
- Große, Wolfgang (1928–2001), deutscher Titularbischof von Lamasba und Weihbischof im Bistum Essen
- Große-Berg, Hermann (* 1966), deutscher Theaterschauspieler
- Große-Brauckmann, Emil (1887–1961), deutscher Klassischer Philologe und Gymnasiallehrer
- Große-Brauckmann, Gisbert (1926–2001), deutscher Biologe und Hochschulprofessor
- Große-Brauckmann, Helga (1925–2007), deutsche Biologin und Spezialistin für die Pilzgruppe der Corticiaceen
- Grosse-Brockhoff, Franz (1907–1981), deutscher Mediziner
- Grosse-Brockhoff, Hans-Heinrich (* 1949), deutscher Kulturpolitiker der CDU
- Grosse-Brömer, Michael (* 1960), deutscher Politiker (CDU), MdBMichael Grosse-Brömer (* 1960)

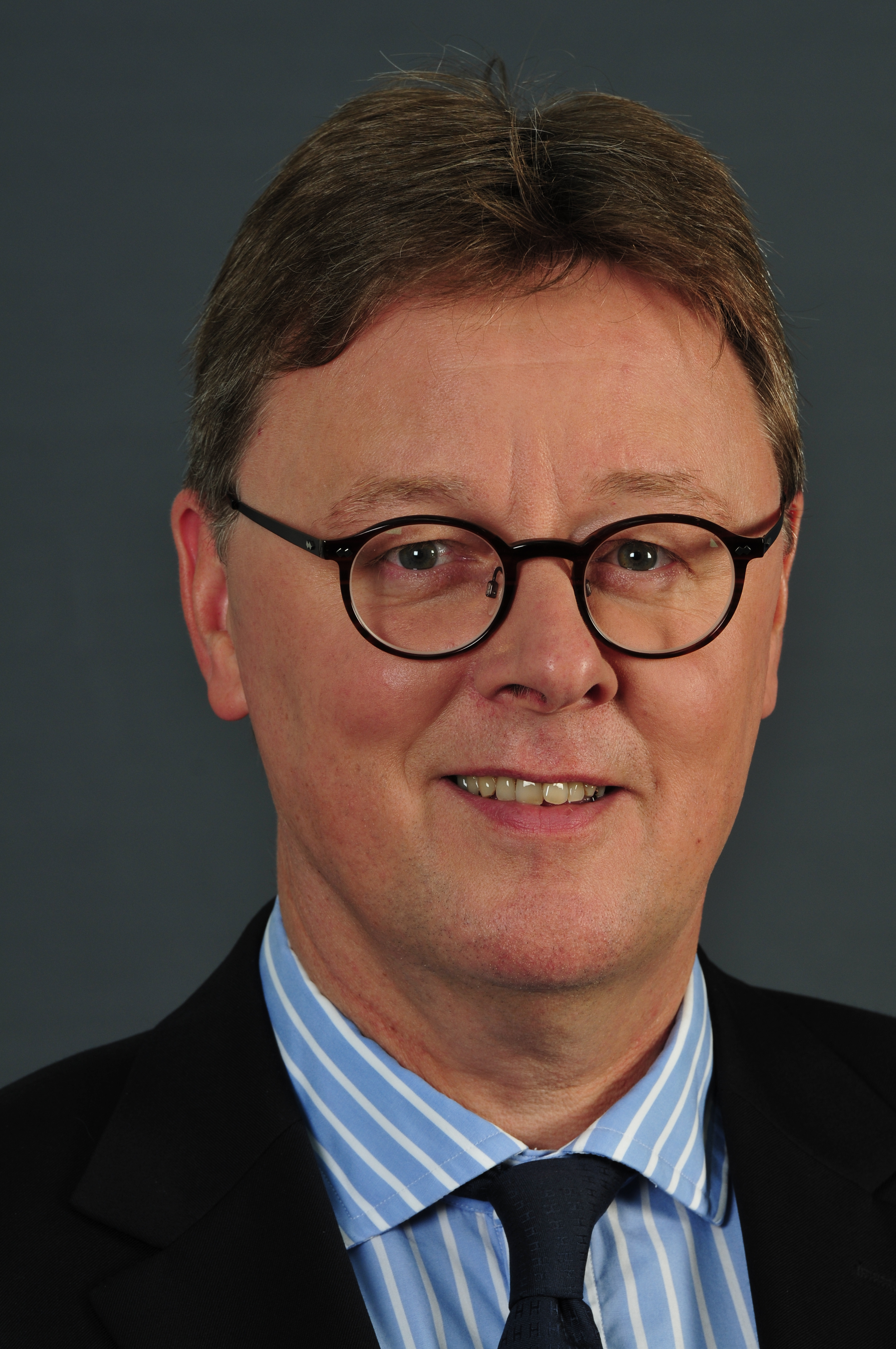
Michael Grosse-Brömer (* 1960)

- Große-Endebrock, Herbord (1915–1977), deutscher Politiker der (DP, NPD), MdL
- Große-Freese, Finn (* 2001), deutscher Triathlet
- Grosse-Grollmann, Stephan (* 1956), deutscher Filmemacher und ehrenamtlicher Stadtrat in Nürnberg
- Große-Oetringhaus, Hans-Martin (* 1948), deutscher Pädagoge und Schriftsteller
- Große-Perdekamp, Franz (1890–1952), deutscher Pädagoge, Kunsthistoriker und Schriftsteller
- Grosse-Röthig, Ulrike (* 1980), deutsche Politikerin (Die Linke)
- Grosse-Ruyken, Rita (* 1948), deutsche Künstlerin
- Große-Sender, Heinrich, deutscher Landtagsdirektor
- Große-Stoltenberg, Robert (1903–1983), deutscher Ingenieur, Heimatforscher, Papierhistoriker und Wasserzeichenforscher
- Grossegesse, Orlando (* 1960), deutscher Philologe, Romanist, Germanist, Hispanist, Lusitanist, Übersetzer und Buchautor
- Grossegger, Andrea (* 1963), österreichische Biathletin
- Grossegger, Sven (* 1987), österreichischer Biathlet
- Grossek, Melchior (1889–1967), deutscher Priester und Künstler
- Großekathöfer, Maik (* 1972), deutscher Journalist
- Grossekettler, Heinz (1939–2019), deutscher Volkswirt
- Grössel, Hanns (1932–2012), deutscher Übersetzer, Literaturkritiker und Lektor
- Grosselfinger, Hermann (1889–1979), deutscher Maler und Alpinist
- Grossen, Françoise (* 1943), schweizerisch-US-amerikanische Textildesignerin, Künstlerin, Bildhauerin und Kunstlehrerin
- Grossen, Jürg (* 1969), Schweizer Politiker (GLP)Jürg Grossen (* 1969)

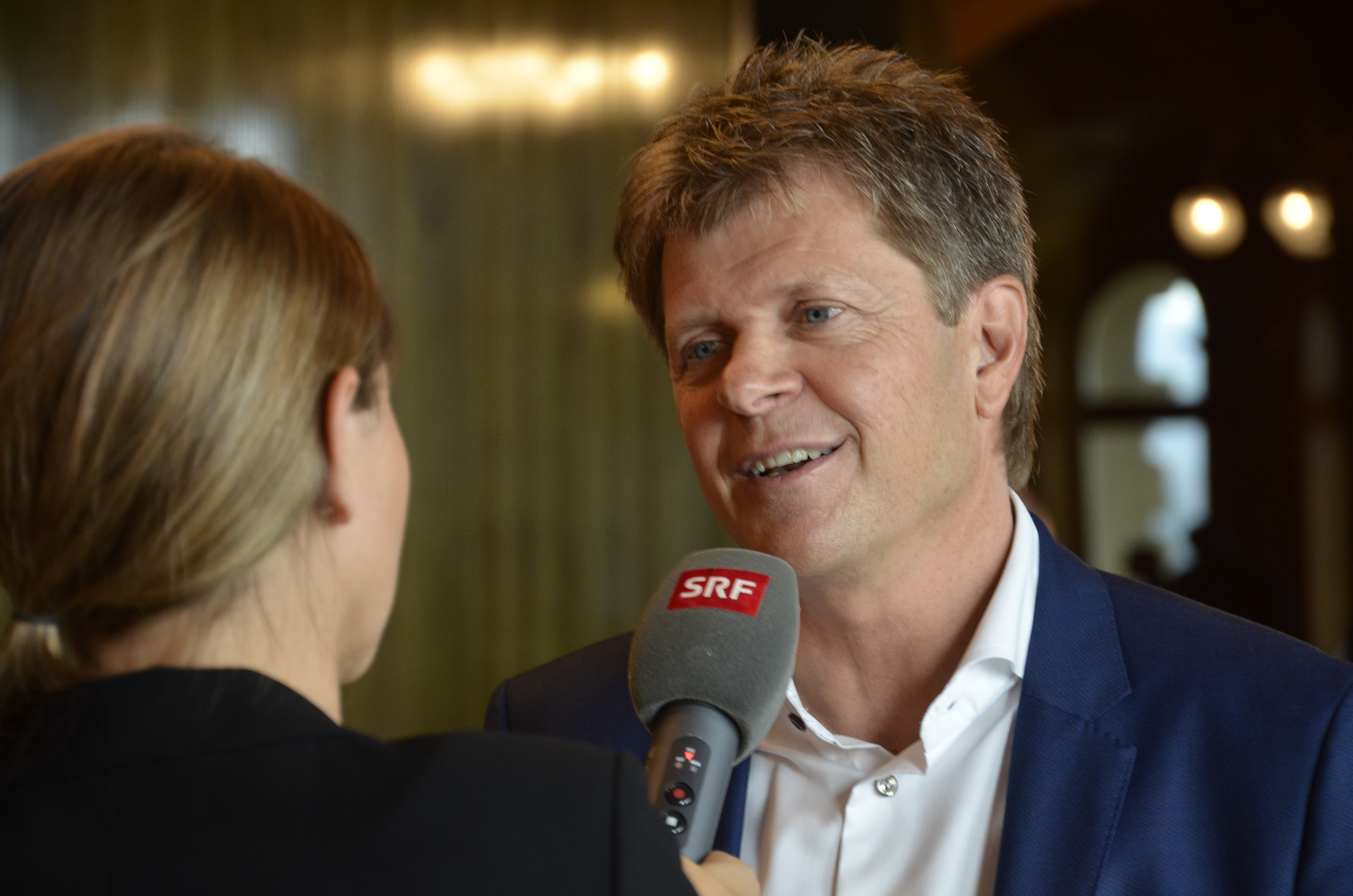
Jürg Grossen (* 1969)

- Grossen, Lars (* 1990), Schweizer Skisportler
- Grossen, Peter (* 1961), Schweizer Akkordeon- und Schwyzerörgelispieler
- Grossenbacher, Christian (* 1980), Schweizer Leichtathlet
- Grossenbacher, Marius (* 1985), Schweizer Politiker (Grüne)
- Grossenbacher, Markus (1930–2009), Schweizer Gestalter, Bildhauer und Kunstpädagoge
- Grossenbacher, Ruth (* 1936), Schweizer Politikerin (CVP)
- Grosser, Aaron (* 1996), deutscher Radrennfahrer
- Grosser, Adrian (* 1968), deutscher Golfjournalist und Fernsehkommentator
- Grosser, Alfred (1925–2024), deutsch-französischer Publizist und PolitikwissenschaftlerAlfred Grosser (1925–2024)

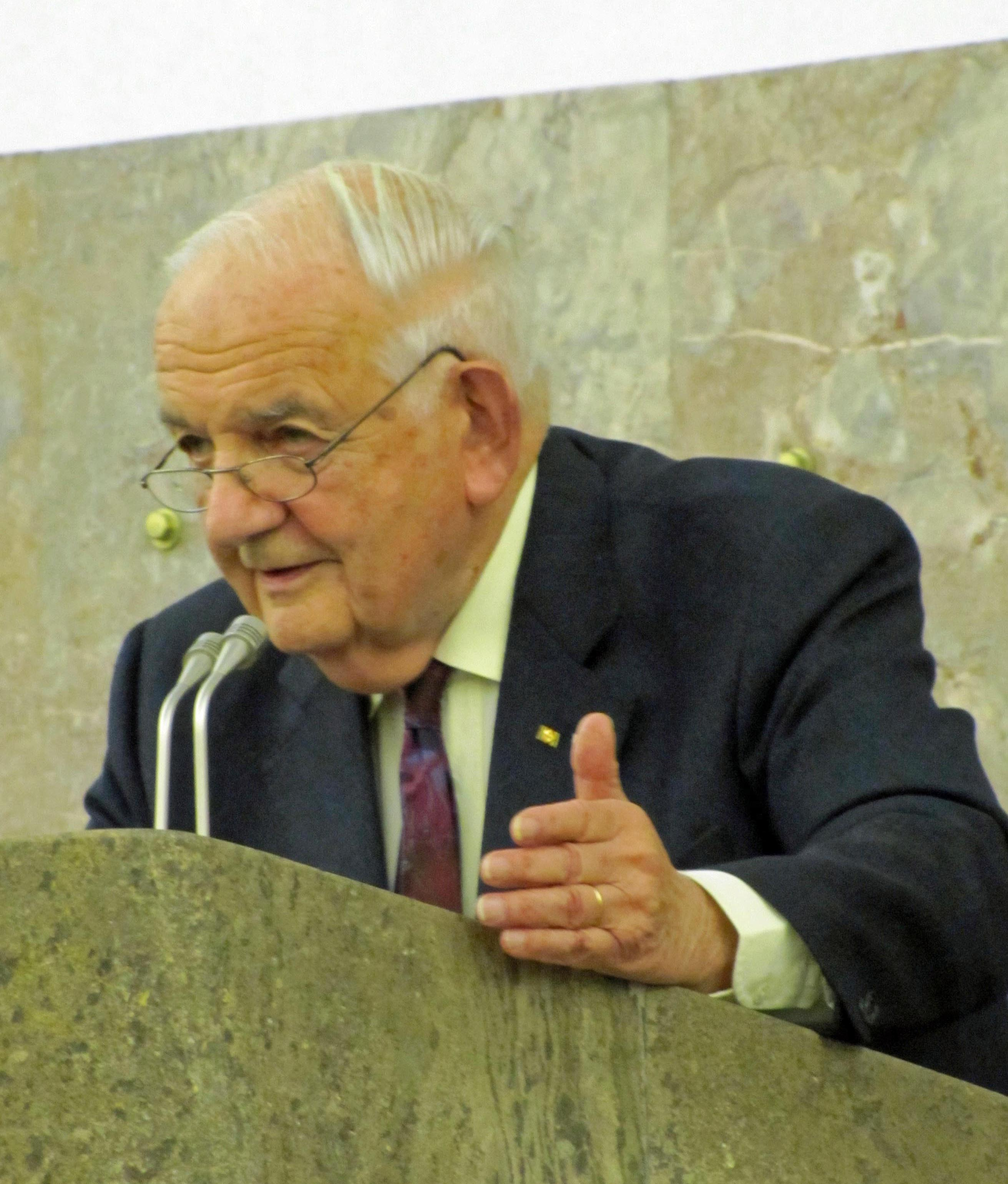
Alfred Grosser (1925–2024)

- Grosser, Axel (* 1961), deutscher Radrennfahrer
- Größer, Detlef (* 1949), deutscher Entomologe
- Grosser, Dieter (1929–2021), deutscher Politologe
- Großer, Eberhard (* 1922), deutscher Fußballtorwart
- Grösser, Friedrich (1844–1915), deutscher Unternehmer
- Grosser, Günther (1917–1988), deutscher Politiker (FDP), MdL
- Großer, Günther (* 1930), deutscher Philosoph
- Grosser, Hermann (1892–1953), schlesischer Lehrer, Kunsterzieher, Maler und Graphiker
- Grosser, Hermann (1911–1995), Schweizer promovierter Historiker
- Grosser, Karl (1850–1918), deutscher Architekt
- Grosser, Karlheinz (* 1922), deutscher Schriftsteller
- Grosser, Klaus-Dieter (1933–2016), deutscher Kardiologe und Intensivmediziner
- Grosser, Lily (1894–1968), deutsche Friedensaktivistin
- Grosser, Lutz (* 1961), deutscher Handballtorwart
- Grosser, Margaretha (1934–2019), deutsche Autorin und Übersetzerin verschiedener Bücher in saterfriesische Sprache
- Größer, Max Joseph (1887–1940), deutscher römisch-katholischer Theologe
- Großer, Maximilian (* 2001), deutscher FußballspielerMaximilian Großer (* 2001)

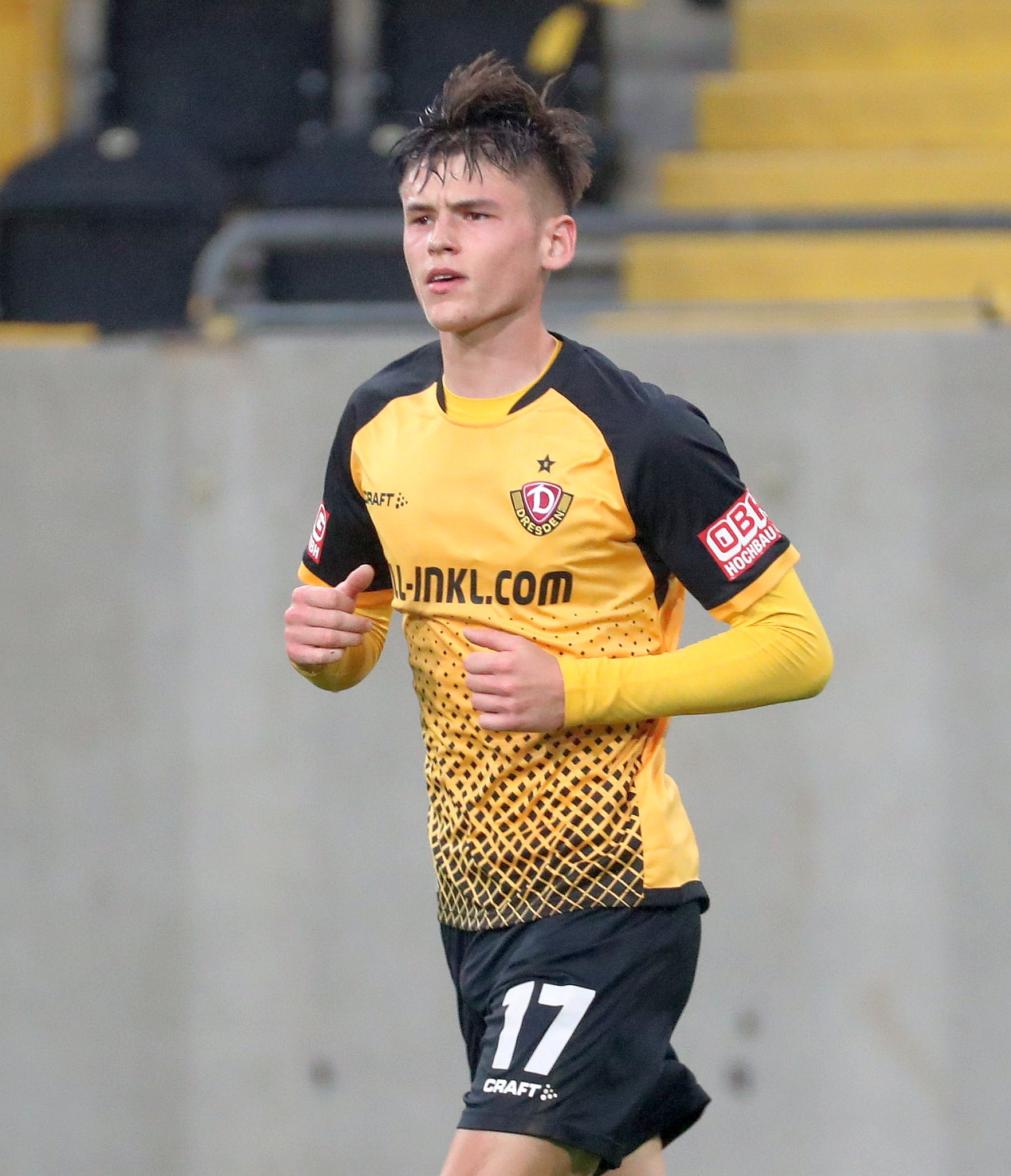
Maximilian Großer (* 2001)

- Grosser, Otto (1873–1951), österreichischer Mediziner
- Großer, Pamela (* 1977), deutsche Moderatorin und Schauspielerin
- Grosser, Paul (1880–1934), deutscher Pädiater
- Grosser, Peter (1938–2021), deutscher Fußballspieler und -trainer
- Grosser, Renate (* 1927), deutsche Schauspielerin
- Grosser, Robert (* 1941), deutscher Fußballspieler
- Großer, Roland (1936–2016), deutscher Offizier, zuletzt Generalmajor
- Grosser, Rudolf (* 1944), deutscher Fußballspieler
- Grosser, Samuel (1664–1736), Historiker, Pädagoge und Direktor des Görlitzer Gymnasiums
- Grösser, Stefan N. (* 1978), deutscher Wirtschaftswissenschaftler
- Großer, Tanja (* 1993), deutsche Volleyballspielerin
- Grosser, Thomas (1965–2008), deutscher Fußballspieler
- Grosser, Ulrich (1945–2013), deutscher Dirigent, Organist, Pianist und Musikpädagoge
- Grösser, Walter (1892–1987), deutscher Fernmeldetechniker
- Grosser, Wilhelm (1909–1941), deutscher Leichtathlet
- Großer, Wolf-Dietrich (1927–2016), deutscher Politiker (FDP), MdL
- Grosser-Rilke, Anna (1853–1944), österreichisch-deutsche Pianistin, Klavierlehrerin und Journalistin
- Grossert, Florian (* 1985), deutscher Fußballspieler
- Grossert, Michael (1927–2014), Schweizer Künstler
- Grossetête, Françoise (* 1946), französische Politikerin (UMP), MdEP
- Grosseto, Andrea da, italienischer Übersetzer und Dichter
- Grossetti, Paul-François (1861–1918), französischer General

#### Grossf
- Grossfeld, Abie (* 1934), US-amerikanischer Kunstturner
- Großfeld, André (* 1977), deutscher Koch
- Großfeld, Bernhard (1933–2024), deutscher Rechtswissenschaftler und Universitätsprofessor
- Großfeld, Johann (1889–1944), deutscher Lebensmittelchemiker
- Grossfeld, Muriel (1940–2021), US-amerikanische Turnerin

#### Grossg
- Großgarten, Mandy (* 1987), deutsche Weinkönigin 2010/2011
- Großgarten, Matthias (* 1990), deutscher Kommunalpolitiker (SPD) und Bürgermeister von Niederkassel
- Großgebauer, Theophil (1627–1661), deutscher lutherischer Theologe

#### Grossh
- Großhans, Albert (1907–2005), deutscher Kaufmann und Politiker (SPD)
- Grosshans, Émile (1938–2016), französischer Fußballspieler
- Großhans, Hans-Peter (* 1958), deutscher protestantischer Theologe
- Großhans, Karl Julius (1881–1946), deutscher Journalist, Politiker, Landtagsabgeordneter, Verfolgter des NS-Regimes
- Grosshardt, Marlo (* 2001), deutscher Musiker und SängerMarlo Grosshardt (* 2001)

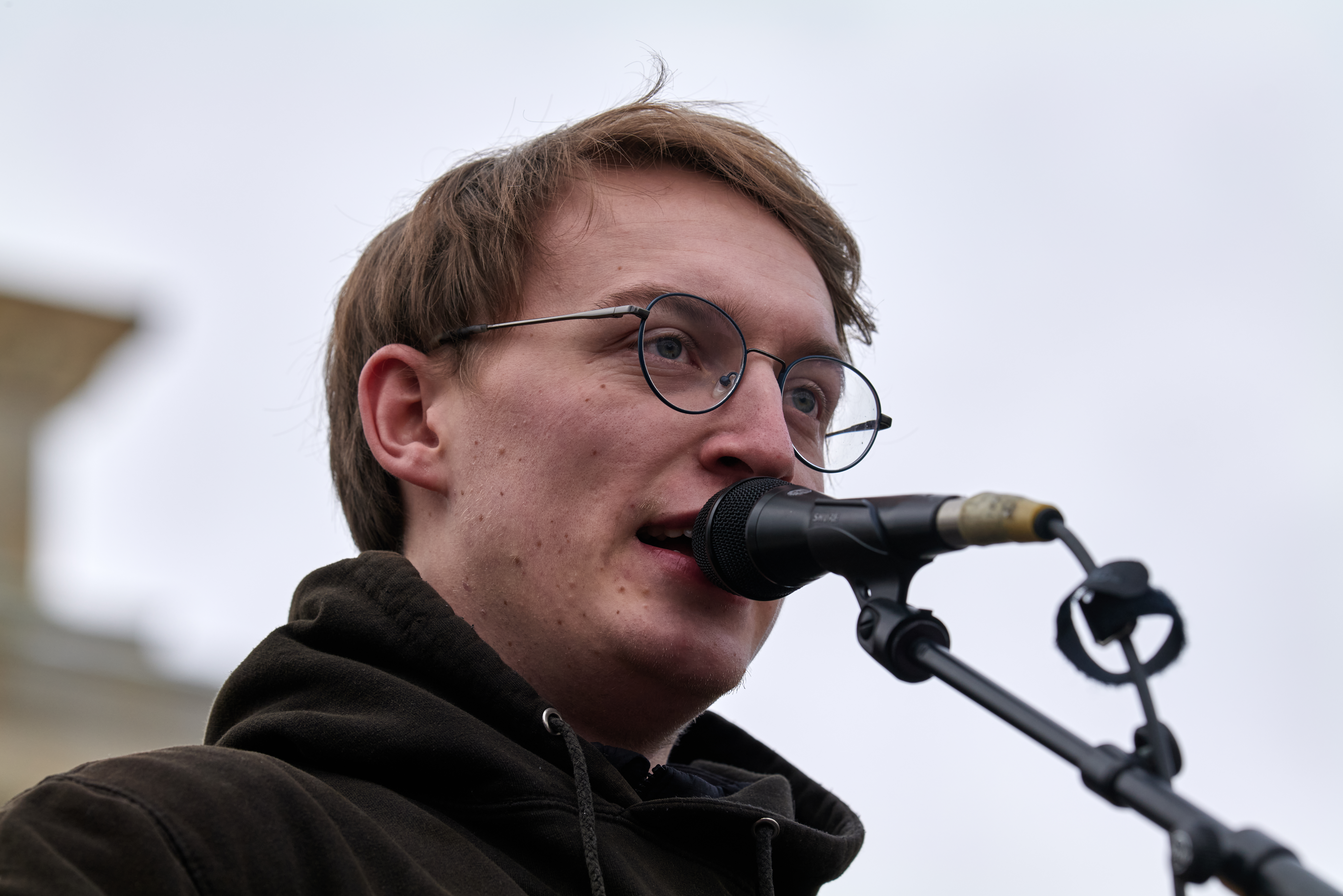
Marlo Grosshardt (* 2001)

- Großheim, Carl (1843–1917), Generalarzt der Preußischen Armee
- Großheim, Carl Friedrich Christian von (1776–1851), deutscher Lehrer und Schulgründer
- Großheim, Ernst Maria (1832–1880), deutscher Militärarzt
- Großheim, Karl von (1841–1911), deutscher Architekt
- Großheim, Michael (* 1962), deutscher Philosoph
- Großhennig, Birgit (* 1965), deutsche Leichtathletin
- Großhenning, Andreas (1590–1625), deutscher lutherischer Theologe
- Großherr, Ferdinand (1898–1945), deutscher Politiker (NSDAP), MdR
- Großherr, Paul (* 1917), deutscher Feinmechaniker, Betriebsleiter und Politiker (LDPD), MdV
- Großhut, Hermann (1847–1922), deutscher Eisenwarenhändler, Bankier und Stadtrat von Roth
- Grosshut, Sally (1906–1969), deutscher Jurist und Schriftsteller

#### Grossi
- Grossi, Andrea, italienischer Violinist und Komponist
- Grossi, Camillo (1876–1941), italienischer Generalleutnant, Senator
- Grossi, Carlo († 1688), italienischer Komponist, Organist und Sänger (Bass)
- Grossi, Ernst von (1782–1829), deutscher Mediziner und Hochschullehrer
- Grossi, Fabio (* 1967), italienischer Leichtathlet
- Grossi, Girolamo (1749–1809), italienischer Architekt des Barocks
- Grossi, José Nicomedes (1915–2009), brasilianischer Geistlicher und Bischof von Bom Jesus da Lapa
- Grossi, Marzia (* 1970), italienische Tennisspielerin
- Grossi, Oreste (1912–2008), italienischer Ruderer
- Grossi, Paolo (1933–2022), italienischer Rechtswissenschaftler und Rechtshistoriker
- Grossi, Rafael (* 1961), argentinischer DiplomatRafael Grossi (* 1961)

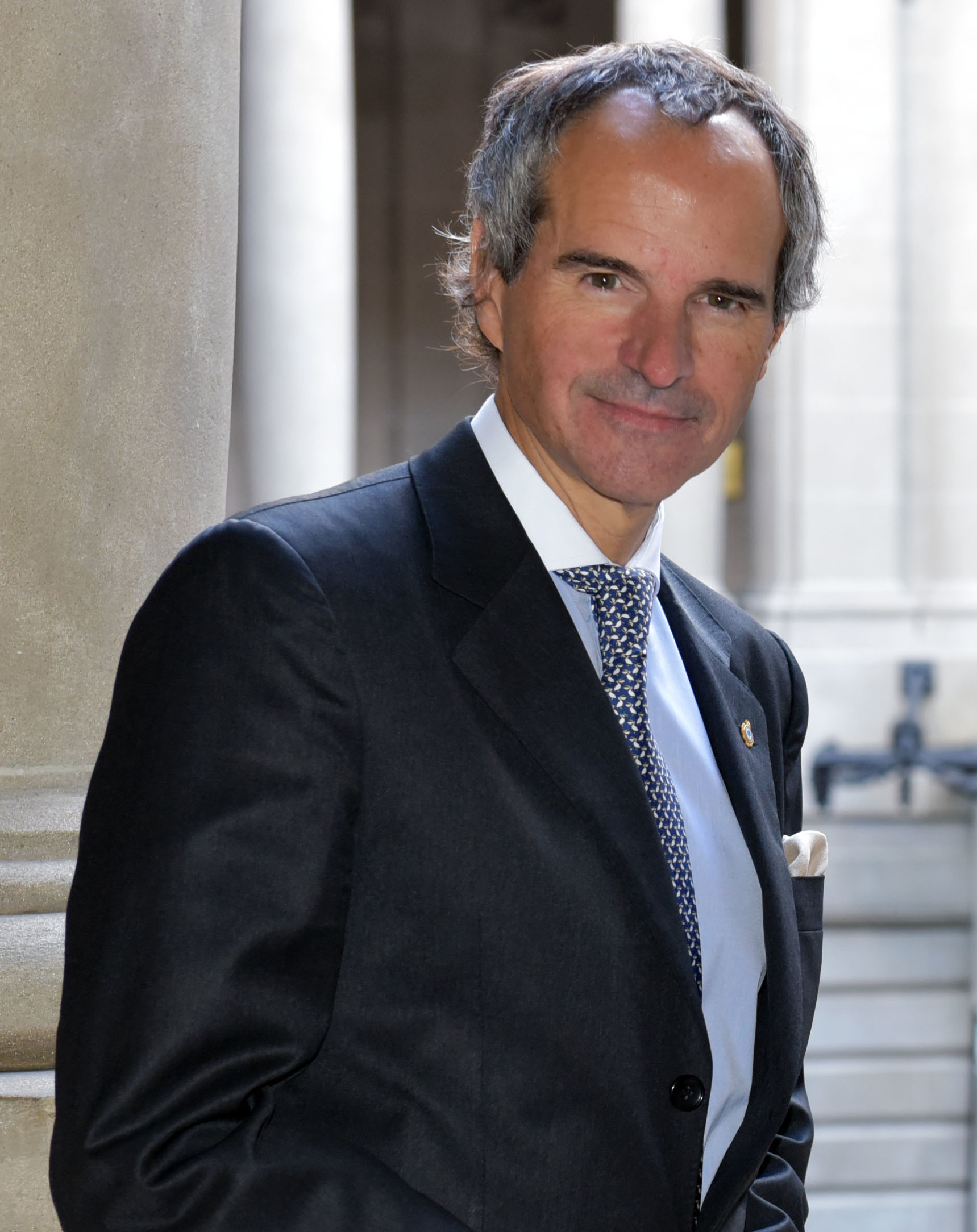
Rafael Grossi (* 1961)

- Grossi, Ruth (* 1926), deutsche Schauspielerin
- Grossi, Stefano (* 1963), italienischer Filmwissenschaftler und Filmregisseur
- Grossi, Tommaso (1791–1853), italienischer Schriftsteller
- Grossi, Vittorino (* 1935), italienischer Theologe und römisch-katholischer Ordensgeistlicher
- Großimlinghaus, Klemens (1941–1991), deutscher Radrennfahrer
- Grössing, Helmut (* 1957), österreichischer Schlagzeuger
- Grössing, Helmuth (* 1940), österreichischer Historiker und Wissenschaftsorganisator
- Größing, Sigrid-Maria (* 1939), österreichische Historikerin und Autorin
- Größing, Stefan (* 1937), österreichischer Sportpädagoge und Hochschullehrer
- Größinger, Carolin (* 1997), österreichische Fußballspielerin
- Grössinger, Markus (* 1989), österreichischer Fußballspieler

#### Grossj
- Großjohann, Christoph (1882–1953), deutscher Straßenbauingenieur
- Großjohann, Magnus (1813–1867), deutscher Pfarrer und Abgeordneter in Ostpreußen

#### Grossk
- Grosske, Andrea (1928–1997), deutsche Schauspielerin, Hörspiel- und Synchronsprecherin
- Großke, Hermann (* 1878), deutscher Politiker (Wirtschaftspartei), MdL
- Großkinsky, Katja (* 1992), deutsche Schauspielerin
- Großklaus, Dieter (* 1930), deutscher Veterinärmediziner, Präsident des deutschen Bundesgesundheitsamtes
- Großklaus, Götz (* 1933), deutscher Literatur- und Medienwissenschaftler
- Großklaus, Gustav (1882–1963), deutscher Winzer
- Großklaus-Seidel, Marion (* 1957), deutsche Pfarrerin, Pädagogin, Hochschullehrerin und Hochschulpräsidentin
- Grosskopf, Erhard (1934–2025), deutscher Komponist
- Großkopf, Erich (1903–1977), deutscher Volkswirt und Politiker (CDU), MdL
- Grosskopf, Harald (* 1949), deutscher Musiker, Schlagzeuger der elektronischen MusikHarald Grosskopf (* 1949)

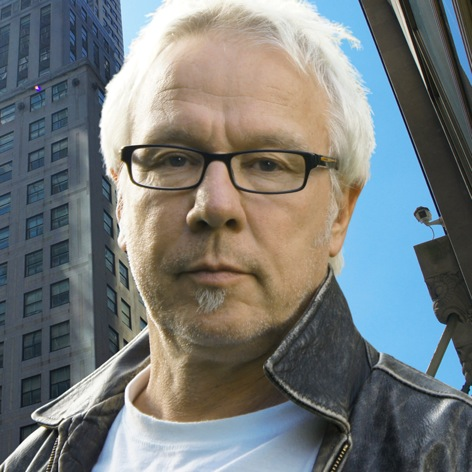
Harald Grosskopf (* 1949)

- Großkopf, Jörn (* 1966), deutscher Fußballspieler und -trainer
- Großkopf, Marco (1877–1935), Dirigent und Theaterdirektor
- Grosskopf, Markus (* 1965), deutscher Metal-Musiker, Mitbegründer der Band Helloween
- Großkopf, Max (1892–1945), deutscher Jurist und SS-Führer
- Großkopf, Richard (1897–1977), deutscher Widerstandskämpfer und Oberst des MfS der DDR
- Großkopf, Volker (* 1961), deutscher Jurist, Professor der Rechtswissenschaft
- Grosskopf, Werner (* 1941), deutscher Agrarwissenschaftler und Agrarökonom
- Großkopf, Wilhelm (1890–1955), deutscher Naturwissenschaftler und Hochschullehrer
- Großkopf, Wilhelm (1910–1933), deutsches Opfer des Nationalsozialismus, Mitglied des Sozialistischen Arbeiter Jugend (SAJ) in Hannover
- Großkopff, Rudolf (1935–2023), deutscher Journalist und Historiker
- Grosskost, Charly (1944–2004), französischer Radrennfahrer
- Großkreutz, Franz Thuro von (1712–1769), preußischer Oberst und Chef des Garnisonsbataillons Nr. 4
- Großkreutz, Kevin (* 1988), deutscher FußballspielerKevin Großkreutz (* 1988)

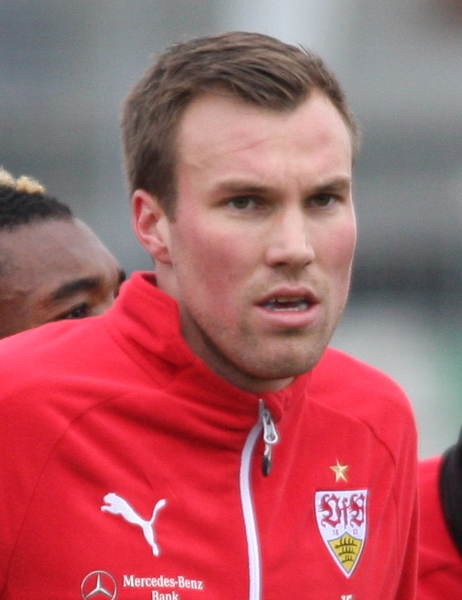
Kevin Großkreutz (* 1988)

- Großkreutz, Marcel (* 1985), deutscher Fußballspieler
- Großkreuz, Peter (1924–1974), deutscher Karikaturist
- Großkurth, Ferdinand (1802–1877), Landtagsabgeordneter Waldeck
- Großkurth, Jürgen (* 1949), deutscher Schriftsteller, Dichter, Lyriker und Autor
- Großkurth, Kurt (1909–1975), deutscher Schauspieler und Sänger
- Grosskurth, Phyllis (1924–2015), kanadische Autorin, Anglistin, Hochschullehrerin
- Großkurth, Wilhelm (1808–1875), deutscher Politiker

#### Grossl
- Größl, Wenzel (1856–1910), österreichischer Politiker
- Größle, Willi (1904–1976), deutscher Fußballspieler
- Größler, Andreas (* 1967), deutscher Wissenschaftler
- Größler, Hermann (1840–1910), deutscher Lehrer und Historiker
- Großler, Hubertus (1919–1996), deutscher Offizier, Abteilungsleiter im Bundesnachrichtendienst
- Größler, Manfred (* 1944), deutscher Fußballspieler
- Großlercher, Julian (* 1993), österreichischer Eishockeyspieler

#### Grossm
- Grossman, Albert (1926–1986), US-amerikanischer Musikproduzent
- Grossman, Alexander (1909–2003), Schweizer Journalist und Schriftsteller

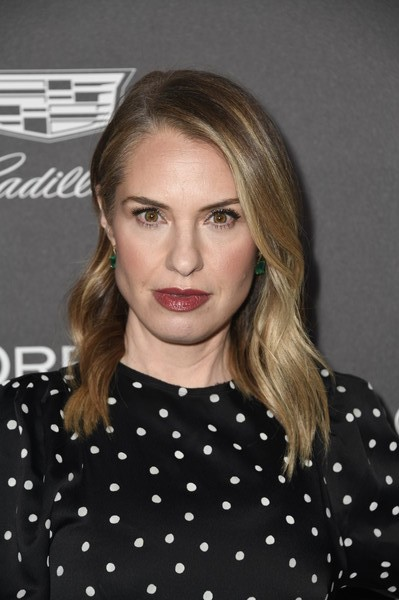
Leslie Grossman (* 1971)

- Grossman, Austin (* 1969), US-amerikanischer Buchautor und Spieleentwickler
- Grossman, Bob (1922–2002), US-amerikanischer Autorennfahrer
- Grossman, Chaika (1919–1996), polnisch-israelische Politikerin
- Grossman, Chris (* 1987), australischer Fußballspieler
- Grossman, Dave (* 1956), US-amerikanischer Militärpsychologe
- Grossman, Dave, US-amerikanischer Spieleentwickler und Spieldesigner
- Grossman, David (* 1954), israelischer SchriftstellerDavid Grossman (* 1954)

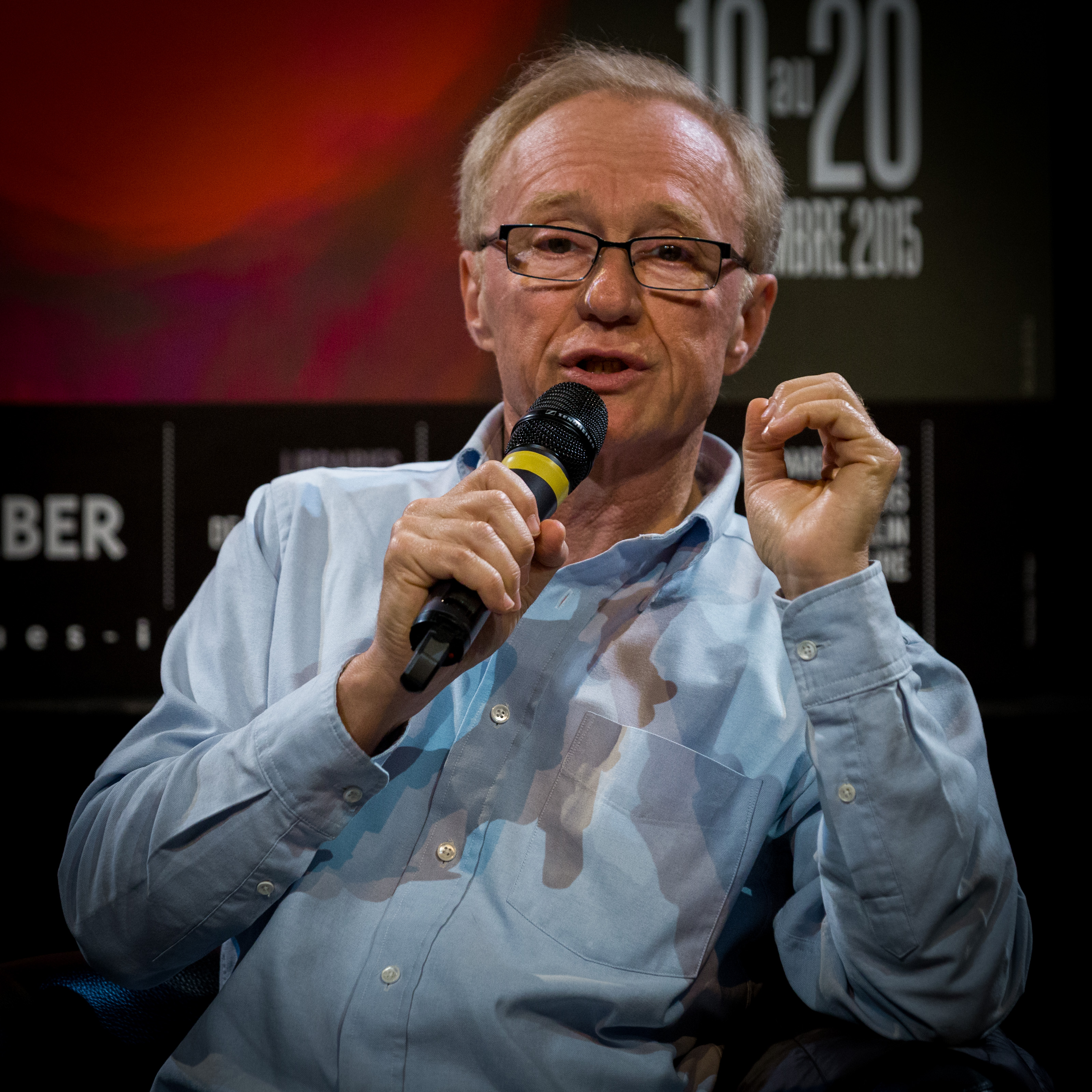
David Grossman (* 1954)

- Grossman, Doron (1956–2005), israelischer Diplomat
- Grossman, Edda (* 1958), deutsche Malerin
- Grossman, Edith (1936–2023), US-amerikanische Übersetzerin
- Grossman, Edna, US-amerikanische Kryptologin
- Grossman, Gene (* 1955), US-amerikanischer Wirtschaftswissenschaftler
- Grossman, Gregory (1921–2014), US-amerikanischer Wirtschaftswissenschaftler und Universitätsprofessor
- Grossman, Hallie (* 1993), US-amerikanische Biathletin
- Grossman, Jan (1925–1993), tschechoslowakischer Theaterregisseur, Literatur- und Theaterkritiker
- Grossman, Jerry (* 1950), US-amerikanischer Cellist
- Grossman, Leslie (* 1971), US-amerikanische SchauspielerinLeslie Grossman (* 1971)
- Grossman, Lev (* 1969), US-amerikanischer Autor
- Grossman, Marc (* 1951), US-amerikanischer Diplomat und Wirtschaftsmanager
- Grossman, Nancy (* 1940), US-amerikanische Künstlerin
- Grossman, Naomi (* 1975), US-amerikanische Schauspielerin, Drehbuchautorin und Produzentin
- Grossman, Natalia (* 2001), US-amerikanische Sportkletterin
- Grossman, Nora (* 1983), US-amerikanische Filmproduzentin
- Grossman, Rex (* 1980), US-amerikanischer American-Football-Spieler
- Grossman, Richard (1937–1992), US-amerikanischer Jazzpianist
- Grossman, Robert (1940–2018), US-amerikanischer Cartoonist, Karikaturist, Illustrator und Animator
- Grossman, Sanford J. (* 1953), US-amerikanischer Wirtschaftswissenschaftler und Finanzberater
- Grossman, Sanford Morton (1936–2014), US-amerikanischer Fernsehregisseur
- Grossman, Sid (1913–1955), US-amerikanischer Fotograf
- Grossman, Stefan (* 1945), US-amerikanischer Gitarrist
- Grossman, Steve (1951–2020), amerikanischer Jazzmusiker (Saxophon)
- Grossman, Tuvia, US-amerikanischer Jude, fälschlicherweise als Palästinenser identifiziert
- Grossman, Victor (* 1928), US-amerikanischer Publizist
- Grossman, Wassili Semjonowitsch (1905–1964), sowjetischer Schriftsteller und JournalistWassili Semjonowitsch Grossman (1905–1964)

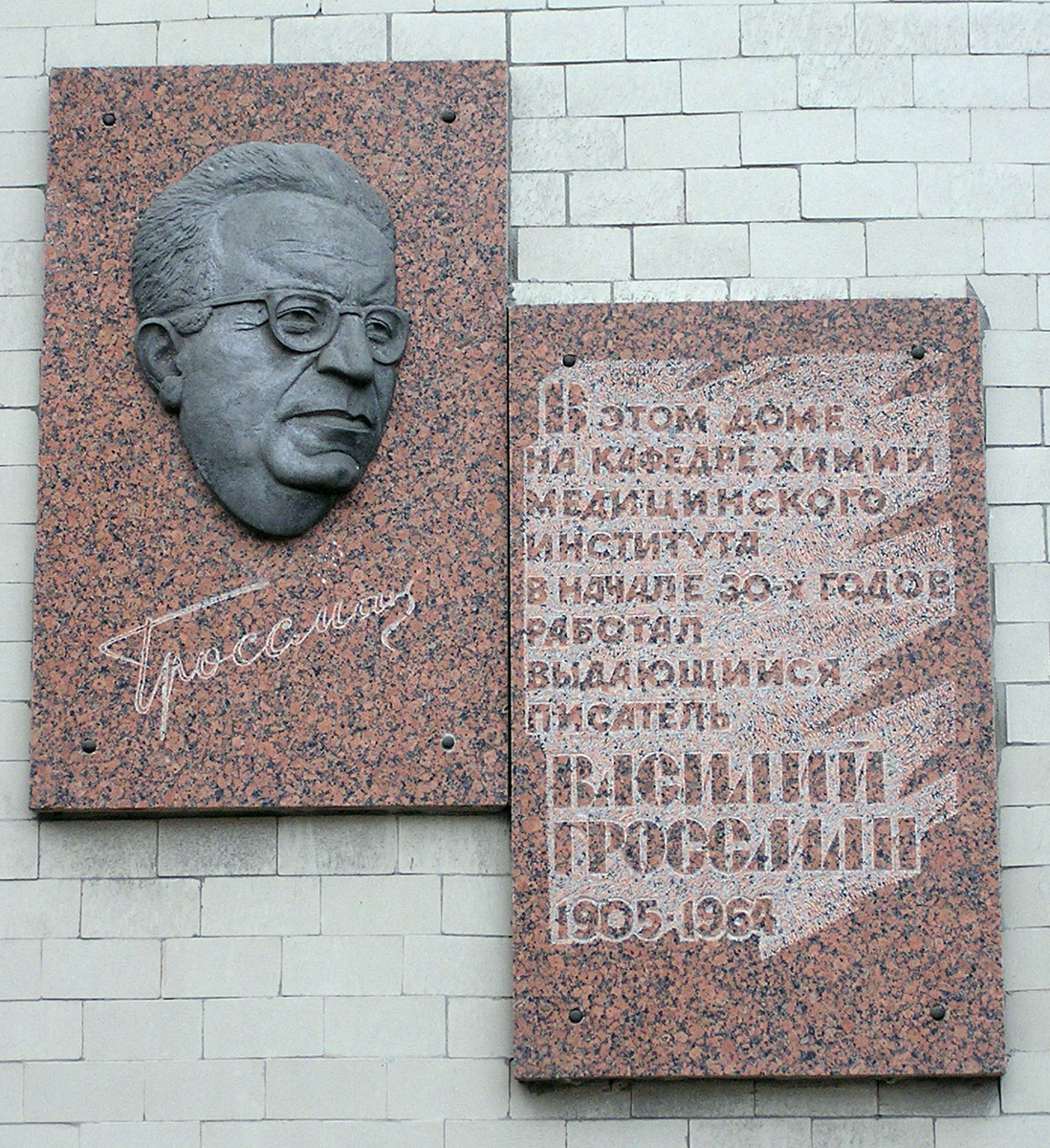
Wassili Semjonowitsch Grossman (1905–1964)

- Großmann, Achim (1947–2023), deutscher Politiker (SPD), MdB
- Grossmann, Achim (* 1959), deutscher Basketballspieler
- Großmann, Adolf Paul (* 1904), deutscher Journalist und Autor
- Großmann, Adolph Bernhard Carl (1817–1906), deutscher Pfarrer und Autor
- Grossmann, Agnes (* 1944), österreichische Chorleiterin und Dirigentin
- Grossmann, Alex (1930–2019), jugoslawisch-französischer Physiker
- Großmann, Alfred, deutscher Tischtennisspieler
- Großmann, Andreschka (1959–2022), deutsche Synchronsprecherin
- Grossmann, Atina (* 1950), US-amerikanische Historikerin
- Grossmann, Barthélemy (* 1981), französischer Schauspieler, Regisseur, Drehbuchautor und Filmproduzent
- Grossmann, Ben, Filmtechniker
- Großmann, Bernd (1947–2005), deutscher Leichtathletiktrainer
- Großmann, Carl (1816–1889), deutscher Jurist und Abgeordneter
- Großmann, Carl (1863–1922), deutscher SerienmörderCarl Großmann (1863–1922)

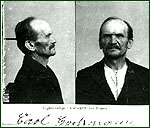
Carl Großmann (1863–1922)

- Großmann, Christian Gottlob (1783–1857), Theologe und Hochschullehrer
- Großmann, Christian O. (* 1946), deutscher Mathematiker
- Großmann, Constantin (1881–1965), deutscher Pfarrer und Autor
- Grossmann, Daniel (* 1978), deutscher Musiker und Dirigent
- Grossmann, Dieter (* 1926), deutscher Digitalkünstler
- Großmann, Dieter (* 1929), deutscher Fußballtorhüter
- Großmann, Dieter (* 1944), deutscher Fußballspieler
- Grossmann, Edith Searle (1863–1931), neuseeländische Lehrerin, Romanautorin, Biografin, Journalistin und Feministin
- Großmann, Eike, deutsche Japanologin
- Grossmann, Elisabeth (* 1968), österreichische Politikerin (SPÖ), Abgeordnete zum Nationalrat
- Grossmann, Elisabetha (1795–1858), Schweizer Schifferin am Brienzersee
- Großmann, Erhard (1936–2023), deutscher Maler und Grafiker
- Großmann, Erich (1902–1948), deutscher Mediziner, SS-Führer und Senator für Volksgesundheit der Freien Stadt Danzig
- Großmann, Ernst (1911–1997), deutscher LPG-Vorsitzender und SED-FunktionärErnst Großmann (1911–1997)

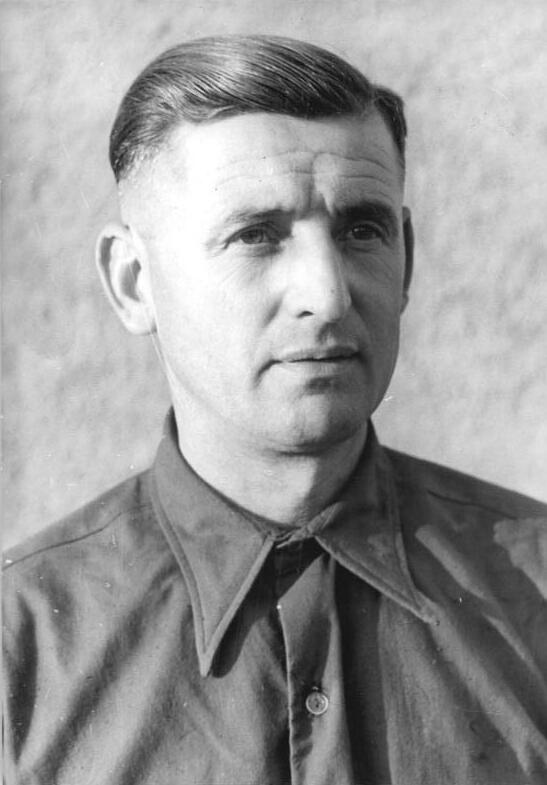
Ernst Großmann (1911–1997)

- Grossmann, Ferdinand (1887–1970), österreichischer Chorleiter und Dirigent
- Grossmann, Frank-Joachim (* 1958), deutscher Künstler und Grafiker
- Großmann, Franz (* 1950), österreichischer Politiker (SPÖ), Landtagsabgeordneter, Mitglied des Bundesrates
- Großmann, Friedrich (1927–2018), deutscher Phytopathologe an der Universität Hohenheim
- Grossmann, Fritz (1902–1984), österreichisch-britischer Kunsthistoriker
- Großmann, Fynn (* 1992), deutscher Jazzmusiker (Saxophon, Oboe, Komposition)
- Großmann, G. Ulrich (* 1953), deutscher Kunsthistoriker
- Großmann, Georg Friedrich von (1807–1871), königlich preußischer Generalleutnant und zuletzt Kommandant von Altona und Kommandeur der in Hamburg garnisonierten Truppen
- Großmann, Günter (1925–1998), deutscher Schiffmaschinenbau-Ingenieur
- Großmann, Günther (1927–2017), deutscher Erziehungswissenschaftler
- Großmann, Gustav (1890–1959), deutscher Kapellmeister und Komponist
- Großmann, Gustav (1893–1973), deutscher Erfinder, Autor und Fischermeister
- Großmann, Gustav Friedrich (1746–1796), deutscher Schauspieler und Schauspieldichter
- Grossmann, Hannes (* 1982), deutscher Metal- und Progressive-Rock-SchlagzeugerHannes Grossmann (* 1982)

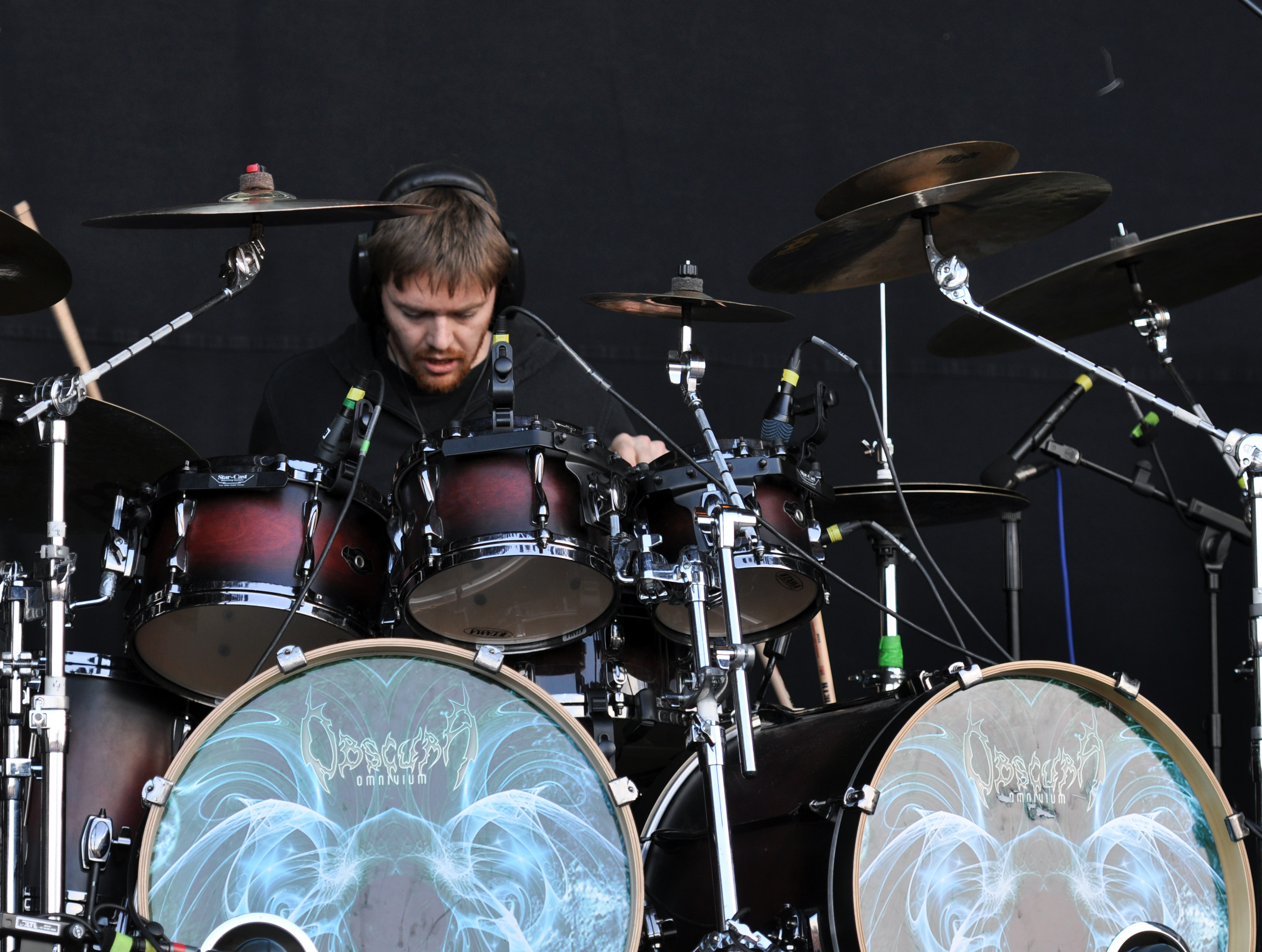
Hannes Grossmann (* 1982)

- Großmann, Hanns (1912–1999), deutscher Oberstaatsanwalt
- Großmann, Hans (1879–1949), deutscher Architekt
- Großmann, Hans (1895–1973), deutscher Mediziner und Hygieniker
- Großmann, Hans-Dieter (* 1943), deutscher Fußballspieler
- Großmann, Hans-Georg (1901–1976), deutscher Gynäkologe und Gewerkschafter
- Grossmann, Hartmut (1930–2016), deutscher Schriftsteller und Komponist
- Großmann, Heinz-Peter (* 1957), deutscher Fußballspieler
- Grossmann, Henryk (1881–1950), deutsch-polnischer Ökonom, Statistiker und Historiker
- Großmann, Hermann (1872–1952), deutscher Ökonom und Hochschullehrer
- Grossmann, Hermann (* 1877), deutscher Chemiker und Hochschullehrer
- Großmann, Hermann (1878–1960), Reichsgerichtsrat
- Grossmann, Hermann (1899–1968), deutscher Autor
- Grossmann, Hermann (1901–1948), deutscher SS-Obersturmführer und Lagerleiter von Außenlagern des KZ BuchenwaldHermann Grossmann (1901–1948)

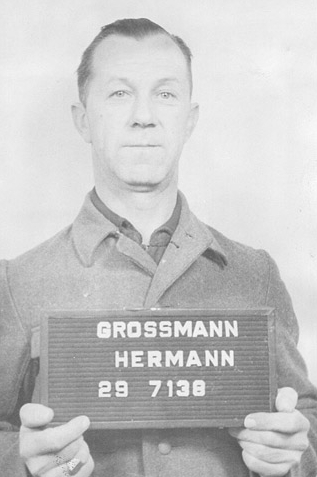
Hermann Grossmann (1901–1948)

- Großmann, Horst (1891–1972), deutscher General der Infanterie der Wehrmacht
- Grossmann, Igor (1924–2013), slowakischer Fotograf habsburgisch-deutscher Herkunft
- Großmann, Ina (* 1990), deutsche Handballspielerin
- Großmann, Jens (* 2000), deutscher Basketballspieler
- Großmann, Jochen (* 1958), deutscher Manager und Gastprofessor des Szewalski Instituts der polnischen Akademie der Wissenschaften (IMP PAN)
- Großmann, Johann (1895–1986), deutscher Politiker (SPD), MdL
- Grossmann, Johannes (1928–2014), deutscher Schauspieler in Film und Fernsehen
- Großmann, Johannes (* 1981), deutscher Historiker und Hochschullehrer
- Grossmann, Jorge Villavicencio (* 1973), peruanischer Komponist und Musikpädagoge
- Großmann, Josef (1926–2017), deutscher Rechtsanwalt und Landrat
- Grossmann, Julius (1829–1907), deutscher Uhrmacher und Fachlehrer
- Großmann, Julius (1845–1910), deutscher Historiker und Archivar
- Großmann, Jürgen (* 1952), deutscher Stahlunternehmer und ManagerJürgen Großmann (* 1952)

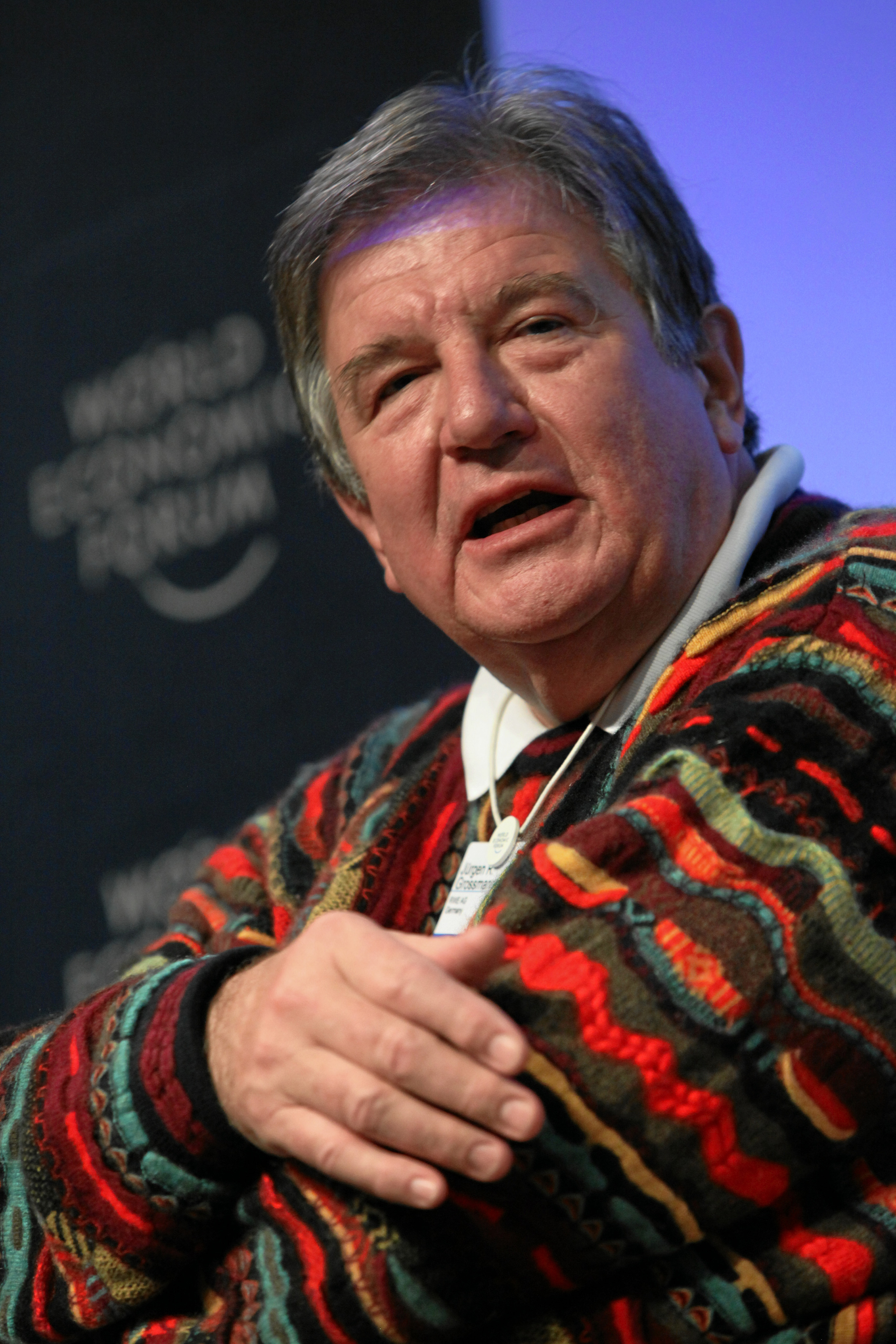
Jürgen Großmann (* 1952)

- Großmann, Jürgen (* 1962), deutscher Kommunalpolitiker (CDU), Oberbürgermeister von Nagold
- Grossmann, Karin (* 1942), deutsche Bindungsforscherin
- Großmann, Karl (1876–1945), deutscher Kunsthistoriker
- Großmann, Karl (1896–1981), deutscher Lehrer und Heimatforscher
- Grossmann, Karl (1910–1992), Schweizer Schwyzerörgeli- und Akkordeonspieler
- Großmann, Karl August (* 1741), Kupferstecher, Verleger und Radierer
- Großmann, Karl Moritz (1826–1885), deutscher Uhrmacher und Fabrikant
- Großmann, Karl-Christoph (* 1939), deutscher Oberst des Ministeriums für Staatssicherheit
- Grossmann, Klaus (* 1935), deutscher Psychologe, Hochschullehrer und Bindungsforscher
- Großmann, Knut (1949–2016), deutscher Ingenieur und Hochschullehrer
- Grossmann, Kurt (1897–1972), deutsch-US-amerikanischer Journalist und Publizist
- Grossmann, Louis (1835–1915), polnischer Komponist, Dirigent und Musikalienhändler
- Grossmann, Louis Adolf (1855–1917), Meteorologe
- Großmann, Luise (* 1995), deutsche Schauspielerin
- Großmann, Lukas (* 1993), deutscher Jazzmusiker (Piano, Orgel)
- Großmann, Maike, deutsche Basketballspielerin
- Großmann, Manfred (* 1936), deutscher Ingenieur und Mitglied der Volkskammer der DDR
- Grossmann, Marcel (1878–1936), Schweizer MathematikerMarcel Grossmann (1878–1936)

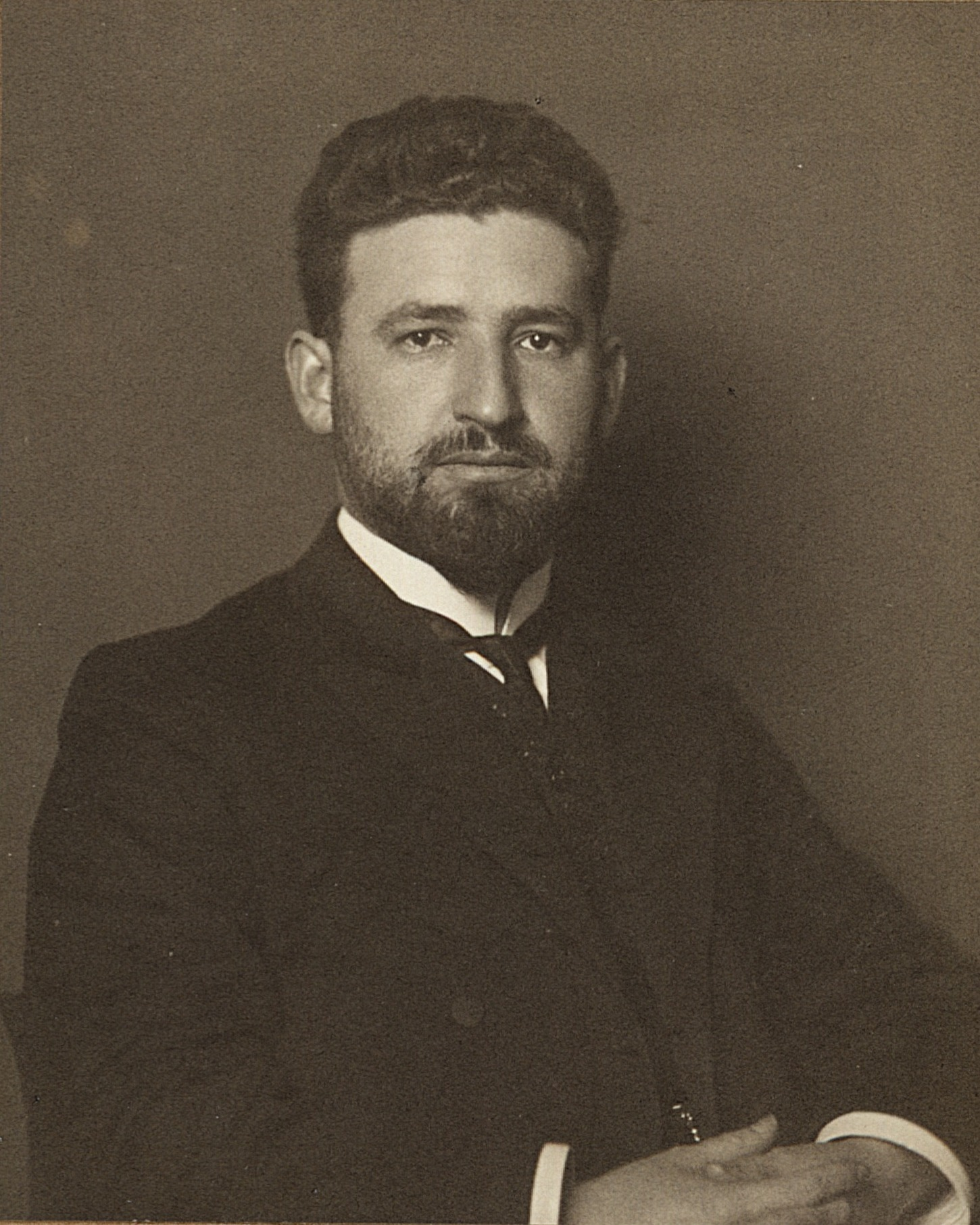
Marcel Grossmann (1878–1936)

- Großmann, Martin (* 1971), deutscher Kabarettist und Schauspieler
- Grossmann, Mathis, deutscher Jazzmusiker und Musikproduzent
- Grossmann, Matthias (* 1964), deutscher Einkaufsstrainer
- Großmann, Mechthild (* 1948), deutsche Schauspielerin, Hörspielsprecherin und Tänzerin
- Grossmann, Michael (* 1948), deutscher Kommunalpolitiker und ehemaliger Bürgermeister der Stadt Werl
- Grossmann, Michael (* 1965), deutscher Maler und Druckgraphiker
- Grossmann, Muriel (* 1971), österreichische Jazzmusikerin (Saxophon, Komposition)
- Grossmann, Nicklas (* 1985), schwedischer Eishockeyspieler und -trainer
- Grossmann, Oskar (1903–1944), österreichischer Journalist, Widerstandskämpfer, KPÖ-Funktionär und NS-Opfer
- Großmann, Otto (1908–1982), deutscher Manager
- Grossmann, Patrick (* 1976), deutscher Politiker (CSU) und Mitglied des Bayerischen Landtags
- Großmann, Paul (1865–1939), deutscher Schriftsteller, Liedtexter, Verleger und Chronist
- Grossmann, Peter (1933–2021), deutscher Bauforscher
- Großmann, Peter (* 1963), deutscher Journalist und FernsehmoderatorPeter Großmann (* 1963)

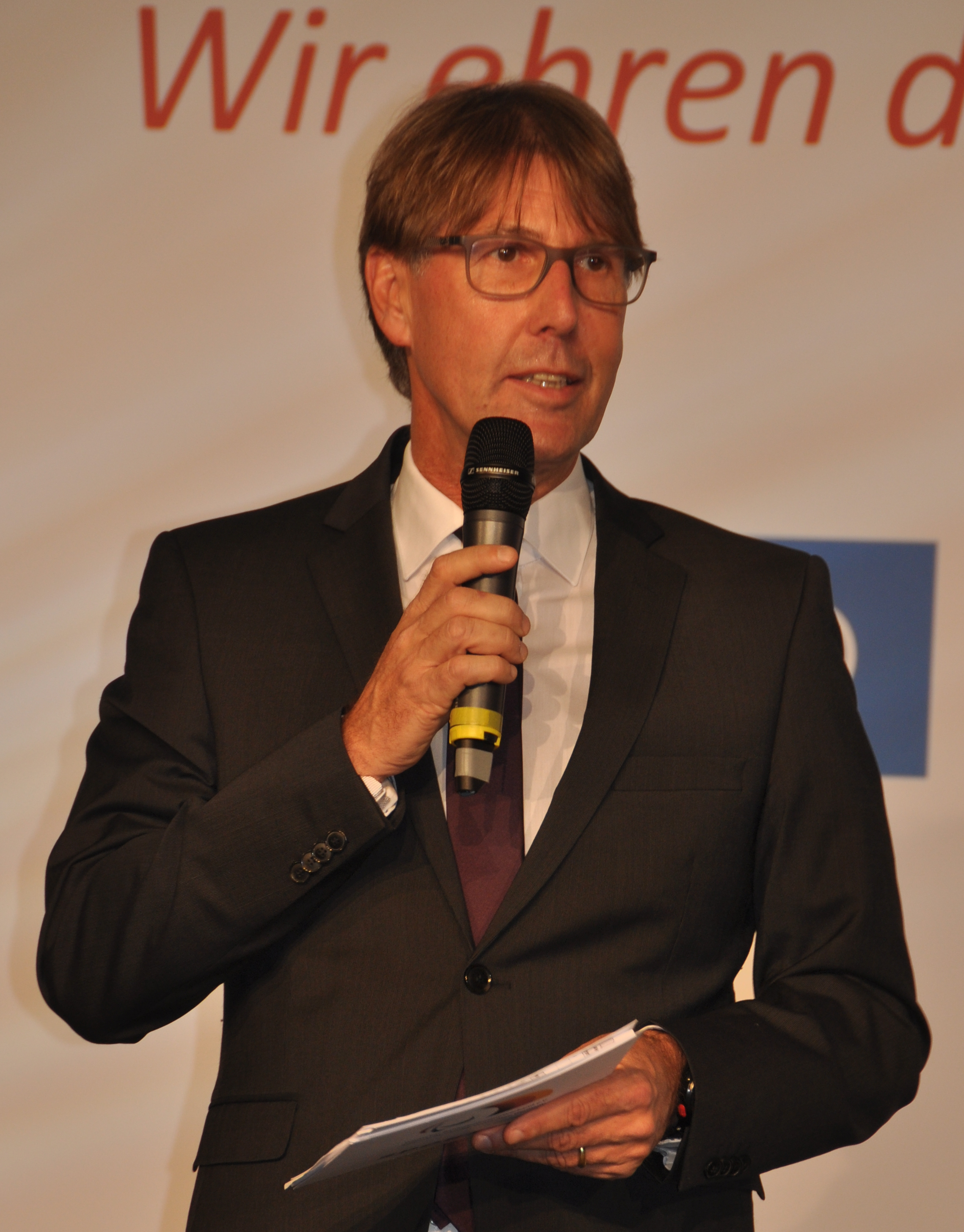
Peter Großmann (* 1963)

- Großmann, Peter Heinrich Wilhelm (1807–1886), deutscher Politiker, MdHB, Senator und Kaufmann
- Grossmann, Reinhardt (1931–2010), deutscher Philosoph
- Großmann, Robert (1870–1952), deutscher Trabrennsportler
- Großmann, Robert (1884–1938), deutscher Verwaltungsjurist im Reichsland Elsaß-Lothringen, Landrat in Neuwied
- Grossmann, Robert (* 1953), schweizerisch-amerikanischer Musiker, Komponist und Musikwissenschaftler
- Grossmann, Robin (* 1987), Schweizer Eishockeyspieler
- Großmann, Rolf (* 1955), deutscher Musikwissenschaftler
- Großmann, Roman (1888–1962), deutscher Politiker
- Großmann, Rudolf (1882–1941), deutscher Maler und Graphiker
- Grossmann, Rudolf (1892–1980), deutscher Romanist
- Großmann, Siegfried (* 1930), deutscher theoretischer Physiker
- Großmann, Siegfried (1938–2022), deutscher baptistischer Theologe, Autor, Referent und Präsident des Bundes Evangelisch-Freikirchlicher Gemeinden
- Großmann, Sigrid (* 1936), deutsche evangelische feministische Theologin
- Großmann, Stefan (1875–1935), österreichischer Schriftsteller und Journalist
- Grossmann, Stephan (* 1971), deutscher SchauspielerStephan Grossmann (* 1971)

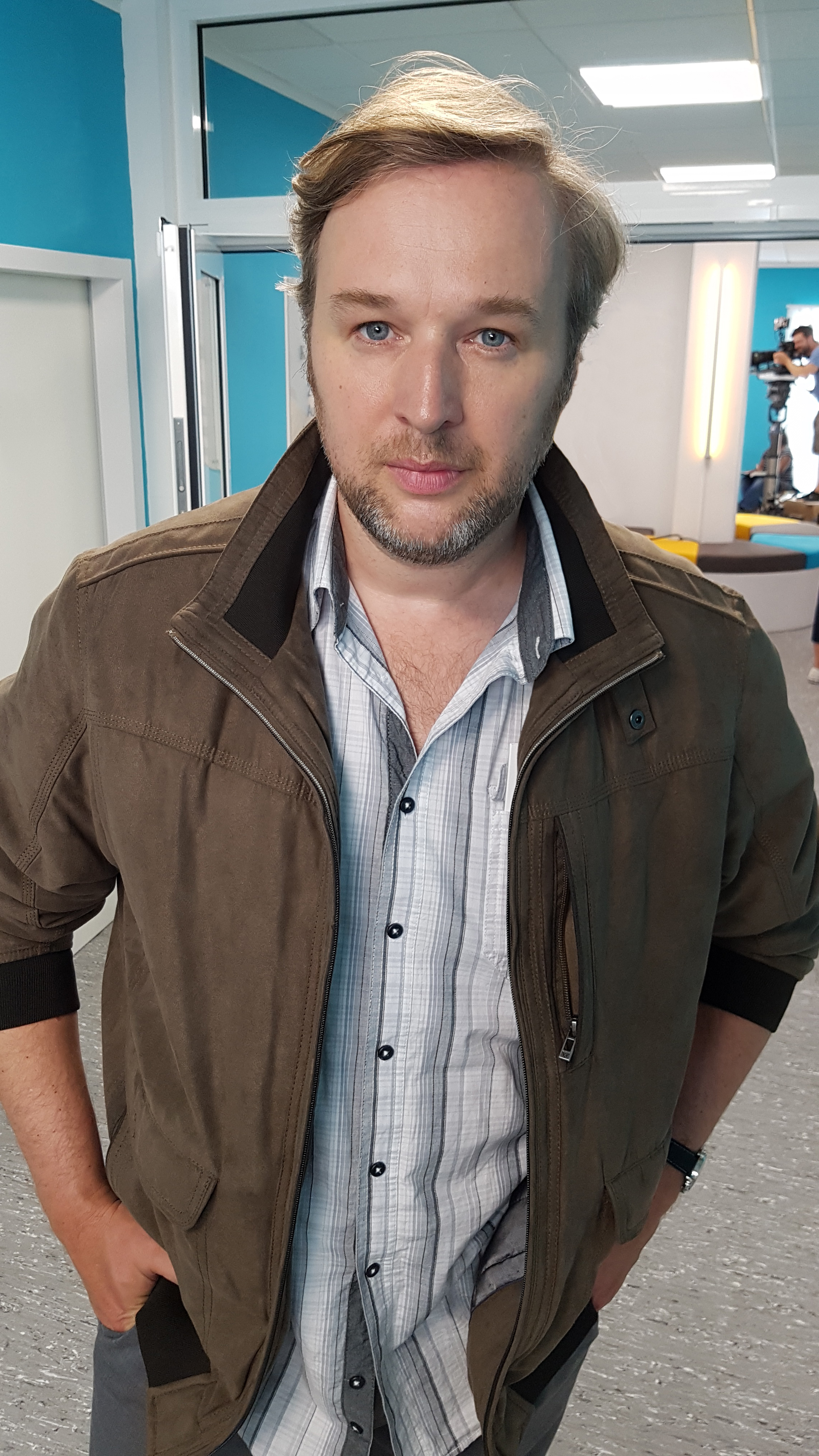
Stephan Grossmann (* 1971)

- Grossmann, Thomas (* 1951), deutscher Psychologe, Autor und LGBT-Aktivist
- Großmann, Ulf (1957–2020), deutscher Kommunalpolitiker, Präsident der Kulturstiftung des Freistaates Sachsen
- Großmann, Ulf (* 1968), deutscher Schriftsteller, Lyriker und Herausgeber
- Großmann, Volker (* 1953), deutscher Fußballspieler
- Großmann, Walter (1897–1980), deutscher Geodät, Leiter des Geodätischen Instituts der Universität Hannover (1947–1968)
- Grossmann, Walter (1918–1992), US-amerikanischer Bibliothekar und Historiker
- Grossmann, Walter (1927–2007), deutscher Politiker (CSU), MdL
- Großmann, Werner (1929–2022), deutscher Geheimdienstler, stellvertretender Minister für Staatssicherheit der DDR
- Großmann, Willy (1888–1963), deutscher Politiker (SPD)
- Grossmann, Witali (1963–2005), deutsch-russischer Eishockeyspieler
- Grossmann, Wolfgang (* 1953), deutscher Schauspieler, Musiker, Journalist und Fotograf
- Großmann-Doerth, Hans (1894–1944), deutscher Jurist und bedeutender Vertreter des Ordoliberalismus
- Großmann-Lauterbach, Brigitta (1923–1965), deutsche Bildhauerin, Bildschnitzerin und Keramikerin
- Großmaß, Ruth, deutsche Sozialphilosophin und Hochschullehrerin
- Grossmith, George (1847–1912), englischer Bühnenautor, Komponist und Schauspieler
- Grossmüller, Carlos (* 1983), uruguayischer Fußballspieler

#### Grossn
- Grossner, Claus (1941–2010), deutscher Investor und Publizist
- Großner, Julia (* 1988), deutsche Beachvolleyballspielerin
- Großner, Simone (* 1977), deutsche Politikerin (CDU)
- Großnick, Heide (1941–2024), deutsche Politikerin (CDU), MdL Mecklenburg-Vorpommern
- Grossnigg, Erhard (* 1946), österreichischer Unternehmer und Sanierer
- Grossniklaus, Mario (* 1976), Schweizer Journalist und Fernsehmoderator
- Grossniklaus, Tim (* 1995), Schweizer Eishockeyspieler

#### Grosso
- Grosso della Rovere, Clemente (1462–1504), römisch-katholischer Bischof und Kardinal
- Grosso, Adolfo (1927–1980), italienischer Radrennfahrer
- Grosso, Fabio (* 1977), italienischer Fußballspieler und -trainerFabio Grosso (* 1977)

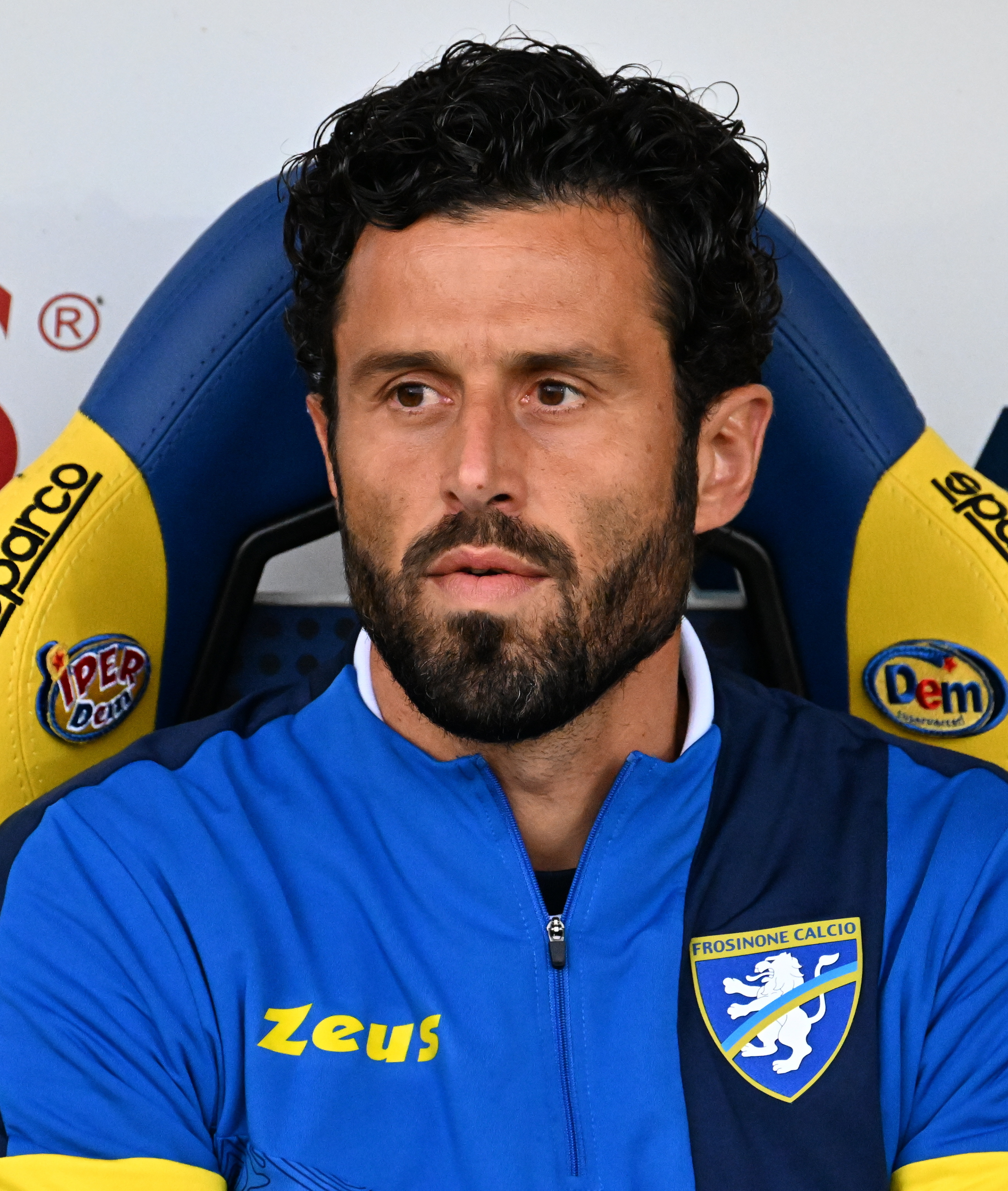
Fabio Grosso (* 1977)

- Grosso, Giacomo (1860–1938), italienischer Maler
- Grosso, Guy (1933–2001), französischer Schauspieler, Komiker und DrehbuchautorGuy Grosso (1933–2001)

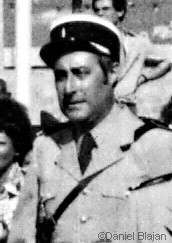
Guy Grosso (1933–2001)

- Grosso, Julia (* 2000), kanadische Fußballspielerin
- Grosso, Luigi (* 1947), italienischer Pornofilmregisseur und Filmproduzent
- Grosso, Ramón (1943–2002), spanischer Fußballspieler
- Großöhmichen, Hendrik (* 1985), deutscher Fußballspieler

#### Grossp
- Großpaul, Rudolph (1831–1901), deutscher Unternehmer
- Großpietsch, Curt (1893–1980), deutscher Maler und Grafiker
- Großpietsch, Timo (* 1977), deutscher Journalist und Dokumentarfilmer

#### Grossr
- Grossrieder, Simone (* 1989), Schweizer Politikerin (Grüne)
- Großrubatscher, Walther (1957–2019), österreichischer Jazzmusiker
- Großruck, Wolfgang (* 1947), österreichischer Politiker (ÖVP), Abgeordneter zum Nationalrat

#### Grosss
- Großschartner, Felix (* 1993), österreichischer Radrennfahrer
- Großschedel, Christian von (1786–1856), bayerischer Generalmajor
- Großstück, Willy (1890–1940), deutscher Kameramann zur Stummfilmzeit
- Großstück, Wolfgang (1932–2011), deutscher Fußballtorwart

#### Grossv
- Großvogel, Jeanne (1901–1944), belgische Résistance-Kämpferin und eine der Organisatoren der Roten Kapelle in Belgien und Frankreich
- Großvogel, Leon (* 1904), polnisch-belgischer Kominternfunktionär und Widerstandskämpfer

#### Grossw
- Grosswald, Emil (1912–1989), US-amerikanischer Mathematiker
- Größwang, Heike (* 1970), deutsche Managerin und Sportfunktionärin
- Größwang, Rudolf (* 1947), deutscher Rennrodler

### Grosu
- Grosu, Anca (* 1962), deutsche Radiologin und Onkologin sowie Hochschullehrerin
- Grosu, Cristina (* 1976), rumänische Leichtathletin
- Grosu, Eduard-Michael (* 1992), rumänischer Radrennfahrer
- Grosu, Igor (* 1972), moldauischer Politiker

### Grosv
- Grosvalds, Frīdrihs (1850–1924), lettischer und russischer Jurist
- Grosveld, Frank (* 1948), niederländischer Molekularbiologe
- Grosvenor, Benjamin (* 1992), britischer klassischer Pianist
- Grosvenor, Charles H. (1833–1917), US-amerikanischer Politiker
- Grosvenor, Ebenezer O. (1820–1910), US-amerikanischer Politiker
- Grosvenor, Francis, 8. Earl of Wilton (* 1934), britischer Peer, Bankier und Akademiker
- Grosvenor, Gerald, 4. Duke of Westminster (1907–1967), britischer Aristokrat und Offizier
- Grosvenor, Gerald, 6. Duke of Westminster (1951–2016), britischer Adliger und Großgrundbesitzer
- Grosvenor, Gilbert Hovey (1875–1966), Chefredakteur der National Geographic
- Grosvenor, Hugh, 1. Duke of Westminster (1825–1899), britischer Aristokrat, Politiker und Pferdezüchter
- Grosvenor, Hugh, 2. Duke of Westminster (1879–1953), britischer Adliger und Olympiateilnehmer im Motorbootfahren
- Grosvenor, Hugh, 7. Duke of Westminster (* 1991), britischer GroßgrundbesitzerHugh Grosvenor, 7. Duke of Westminster (* 1991)

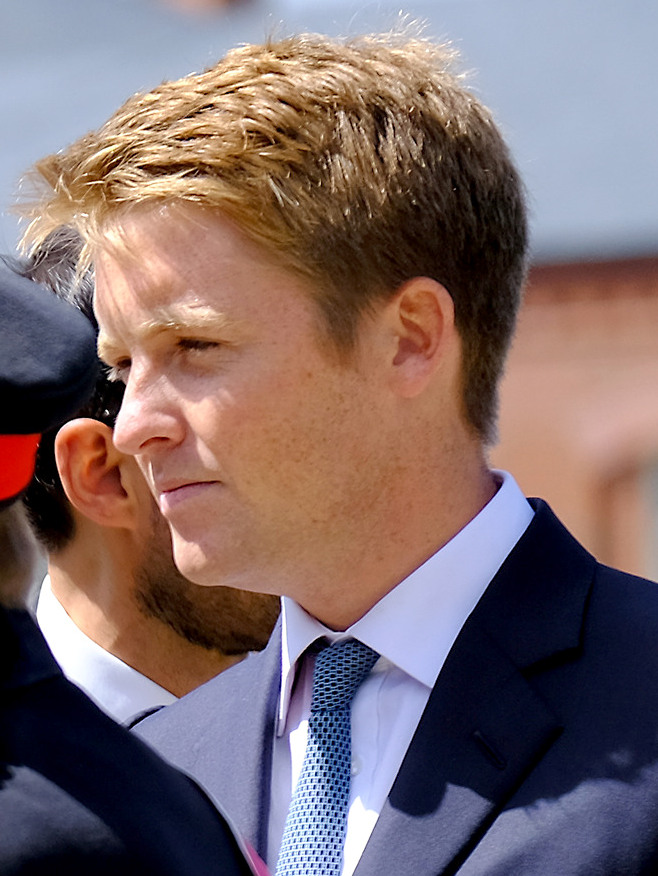
Hugh Grosvenor, 7. Duke of Westminster (* 1991)

- Grosvenor, Luther (* 1946), englischer Rockmusiker
- Grosvenor, Richard, 1. Baron Stalbridge (1837–1912), britischer Peer und Politiker
- Grosvenor, Richard, 1. Earl Grosvenor (1731–1802), britischer Adliger und Politiker
- Grosvenor, Richard, 2. Marquess of Westminster (1795–1869), britischer Peer, Politiker und Wohltäter
- Grosvenor, Robert (* 1937), US-amerikanischer Bildhauer
- Grosvenor, Robert, 1. Marquess of Westminster (1767–1845), britischer Peer und Politiker
- Grosvenor, Robert, 5. Duke of Westminster (1910–1979), britischer Soldat, Grundbesitzer, Geschäftsmann und Politiker, Mitglied des House of Commons
- Grosvenor, Thomas P. (1778–1817), US-amerikanischer Jurist und Politiker
- Grosvenor, William (1869–1948), britischer Sportschütze
- Grosvenor, William, 3. Duke of Westminster (1894–1963), britischer Adliger
- Grosvold, Thea (* 1990), norwegische Skirennläuferin

### Grosz
- Grosz, August Ignatz (1847–1917), österreichischer Genre- und Landschaftsmaler sowie Radierer
- Grosz, Barbara (* 1948), US-amerikanische Informatikerin
- Grosz, Birgit (1956–2012), deutsche Drehbuchautorin
- Grosz, Christiane (1944–2021), deutsche Kunstkeramikerin, Schriftstellerin und Lyrikerin
- Grosz, Edith (1919–2011), US-amerikanische Pianistin
- Grosz, Edward Michael (* 1945), US-amerikanischer Geistlicher und römisch-katholischer Weihbischof in Buffalo
- Grosz, Elizabeth (* 1952), australische feministische Philosophin und Theoretikerin
- Grosz, George (1893–1959), deutsch-amerikanischer Maler, Grafiker und Karikaturist
- Grosz, Gerald (* 1977), österreichischer Politiker (BZÖ), Abgeordneter zum NationalratGerald Grosz (* 1977)

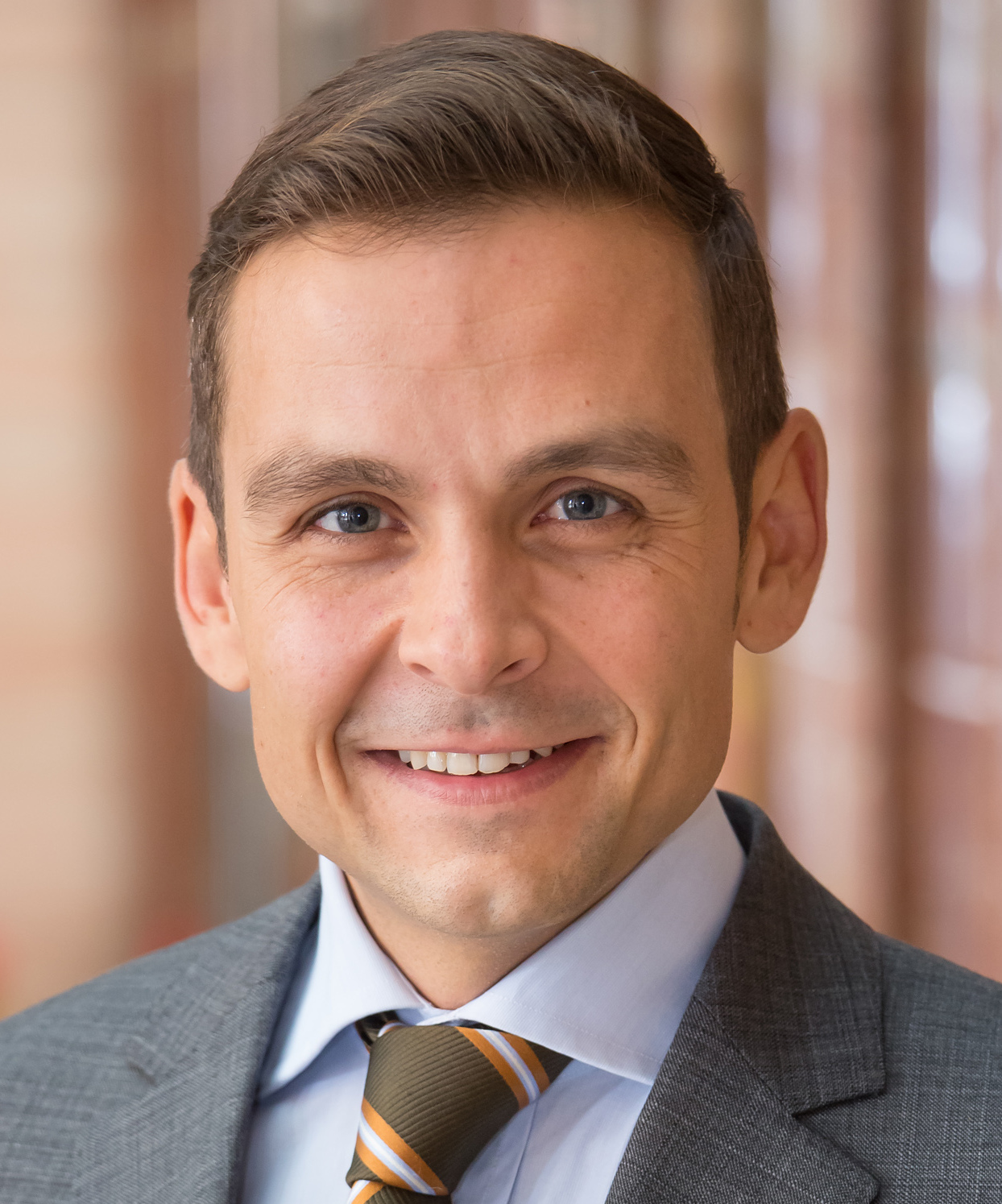
Gerald Grosz (* 1977)

- Grosz, Gisella (1875–1942), ungarische Pianistin
- Grosz, Gyula (1878–1959), Arzt
- Grosz, Heinrich (1848–1914), deutscher Gewerkschafter, Redakteur und Gründer einer Wohnungsbaugenossenschaft
- Grősz, József (1887–1961), ungarischer katholischer Geistlicher, Erzbischof von Kalocsa
- Grósz, Károly (1930–1996), ungarischer kommunistischer PolitikerKároly Grósz (1930–1996)

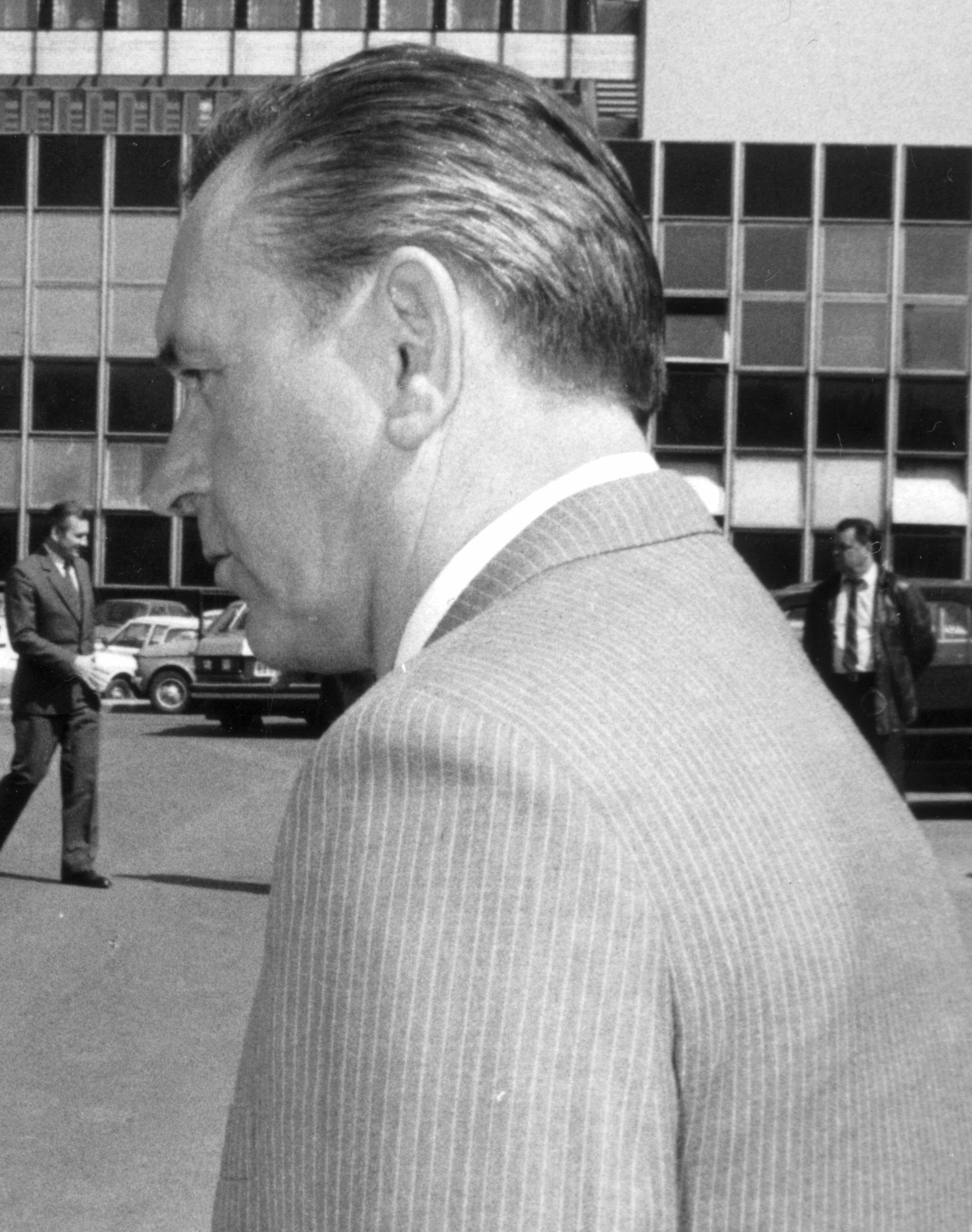
Károly Grósz (1930–1996)

- Grosz, Marty (* 1930), amerikanischer Jazzmusiker
- Grosz, Paul (1925–2009), österreichischer Kürschner, Präsident der Israelitischen Kultusgemeinde Wien (1987–1998)
- Grosz, Peter (1947–2024), deutscher Schriftsteller
- Grosz, Peter (* 1974), US-amerikanischer Schauspieler und Drehbuchautor
- Grosz, Peter Michael (1926–2006), amerikanischer Physiker und Luftfahrthistoriker
- Grosz, Wilhelm (1894–1939), österreichischer Musiker und Komponist von E- und U-Musik
- Groszek, Mieczysław (* 1951), polnischer Bankier
- Gröszer, Clemens (1951–2014), deutscher Maler, Grafiker und Bildhauer
- Groszer, Franziska (* 1945), deutsche Kinder- und Jugendbuchautorin
- Groszer, Lucie (1914–1997), deutsche Verlegerin in der DDR
- Groszheim, Friedrich von (1906–2006), deutscher Kaufmann
- Groszmann, Franzi (1904–2005), Überlebende des Holocaust
- Grószpéter, Attila (* 1960), ungarischer Schachmeister
- Groszwilhelm, Robert, rumänischer Skispringer